# بشار الأسد
بشار حافظ علي الأسد (وُلد في 11 سبتمبر 1965)، هو الرئيس السابق للجمهوريَّة العربيَّة السُّورية، بدأ حُكمه في 17 يوليو 2000 وحتى الإطاحة به في 8 ديسمبر 2024، بعد أن انتخبه الفرع السوري لحزب البعث العربي الاشتراكي أمينًا قُطريًا عامًّا له خلفًا لوالده حافظ الأسد.
ولد بشار الأسد ونشأ في دمشق، وتخرَّج في كلية الطب بجامعة دمشق ونال شهادتها عام 1988، وبدأ العمل طبيبًا في الجيش السوري. وبعد أربع سنوات، التحق بالدراسات العليا في مستشفى ويسترن للعيون في لندن، وهو متخصِّص في طب العيون. في عام 1994، بعد وفاة شقيقه الأكبر باسل في حادث سيارة، استُدعيَ بشار إلى سوريا لتولِّي دور باسل وريثًا واضحًا. التحق بالأكاديمية العسكرية، وتولى مسؤولية الوجود العسكري السوري في لبنان عام 1998. وفي 10 يوليو 2000، انتُخب رئيسًا، خلَفًا لوالده الذي توفي في منصبه قبل شهر. وفي الاستفتاءات الرئاسية عام 2000 وما تلاها في عام 2007، حصل على تأييد 99.7 في المئة و97.6 في المئة، على التوالي.
نظرت إليه العديدُ من الدول على أنه مُصلِح محتمل، ودعت الولايات المتحدة والاتحاد الأوروبي وغالبية جامعة الدول العربية إلى استقالة الأسد من الرئاسة بعد أن أمر بالقمع والحصار العسكري لمتظاهري الربيع العربي، ممَّا أدى إلى الحرب الأهلية السورية عام 2011. أفاد تحقيق أجرته الأمم المتحدة أثناء الحرب الأهلية السورية بالعثور على أدلة تورُّط الأسد في جرائم حرب. وفي يونيو 2014، أُدرِج الأسد في قائمة لوائح اتهام بارتكاب جرائم حرب ضد مسؤولين حكوميين ومتمرِّدين تم تسليمهم إلى المحكمة الجنائية الدولية. رفض الأسد الادِّعاءات بارتكاب جرائم حرب وانتقد التدخل بقيادة الولايات المتحدة في سوريا لمحاولة تغيير النظام. في 16 يوليو 2014، أدَّى الأسد اليمين الدستورية لولاية ثالثة مدَّتها سبع سنوات بعد حصوله على 88.7% من الأصوات في أول انتخابات رئاسية متنازَع عليها في تاريخ سوريا البعثية. وجرت الانتخاباتُ في المناطق التي تسيطر عليها الحكومة السورية في الحرب الأهلية الجارية في البلاد فقط، ووصفَتها المعارضة السورية وحلفاؤها الغربيون بأنها «انتخابات صورية»، في حين صرَّح وفد دَولي من المراقبين من أكثر من 30 دولةً بأن الانتخابات كانت «حرَّة ونزيهة». تصف حكومةُ الأسد نفسَها بأنها عَلمانية، في حين ادَّعى بعضُ علماء السياسة أن الحكومة تستغلُّ الاضطرابات الطائفية في البلاد وتعتمد على الأقلية العلوية (النصيرية) للبقاء في السُّلطة.
في نوفمبر 2024، شنَّ تحالف من المعارضة السورية هجَمات على مناطق سيطرة النظام للإطاحة بالأسد. نتج عنها سقوط حلب فحماة فحِمص بأيدي المعارضة. وفي مساء 7 ديسمبر 2024، انتشرت أنباءٌ على نطاق واسع تفيد بانهيار نظام الأسد وفراره من البلاد بعد أن بدأت قوات المعارضة السورية في التوغُّل في دمشق، بعد أن سيطرت في اليوم نفسه على درعا والسويداء. وفي فجر 8 ديسمبر 2024 أعلنت المعارضة السورية المسلحة أنها أسقطت بشار الأسد، بعد دخول قواتها إلى العاصمة وسيطرتها على مقرِّ الإذاعة والتلفزيون الرسمي، وتأكيدها أن ضبَّاط النظام وعناصره انسحبوا من مقرِّ قيادة الأركان في دمشق، وبدأت مآذن جوامع دمشق تصدح بالتكبيرات والتهليلات. أعلن الكرملين مساء يوم الأحد 8 ديسمبر أن بشار الأسد وعائلته وصلوا إلى موسكو وأنه سيتم منحهم اللجوء لدواع إنسانية.

## النشأة، العائلة، التعليم

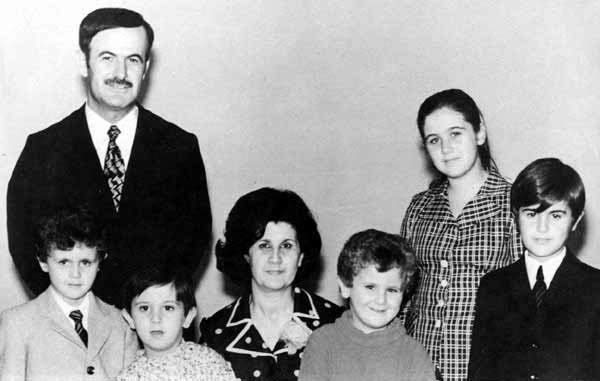
حافظ الأسد مع عائلته في أوائل السبعينات. من اليسار إلى اليمين: بشار، ماهر، أنيسة، مجد، بشرى، وباسل.

ولد بشار حافظ الأسد في دمشق في 11 سبتمبر 1965، وهو ثاني أكبر ابن لأنيسة مخلوف وحافظ الأسد. وكان جد والد الأسد، علي سليمان الأسد، تمكن من تغيير وضعه من فلاح إلى مرموق صغير، ولعكس ذلك، في عام 1927 كان قد غير اسم العائلة من الوحش إلى الأسد.
ولد والد الأسد، حافظ من عائلة ريفية فقيرة ذات خلفية علوية، وارتقى من خلال صفوف حزب البعث ليتولى السيطرة على الفرع السوري للحزب في الثورة التصحيحية 1970، وبلغت ذروته بصعوده إلى الرئاسة السورية. وقد رقى حافظ مؤيديه داخل حزب البعث، وكثير منهم من ذوي الخلفية العلوية. بعد الثورة تم تنصيب رجال أقوياء علويين بينما تم إبعاد السنة والدروز والإسماعيلية من الجيش وحزبة البعث.
وكان للأسد الأصغر خمسة أشقاء، توفي ثلاثة منهم. أخت اسمها بشرى توفيت في مرحلة الطفولة. ولم يكن شقيق الأسد الأصغر، مجد، شخصية عامة ولا يعرف عنه سوى القليل، غير أنه كان معاقا ذهنيا، وتوفي في عام 2009 بعد «مرض طويل».

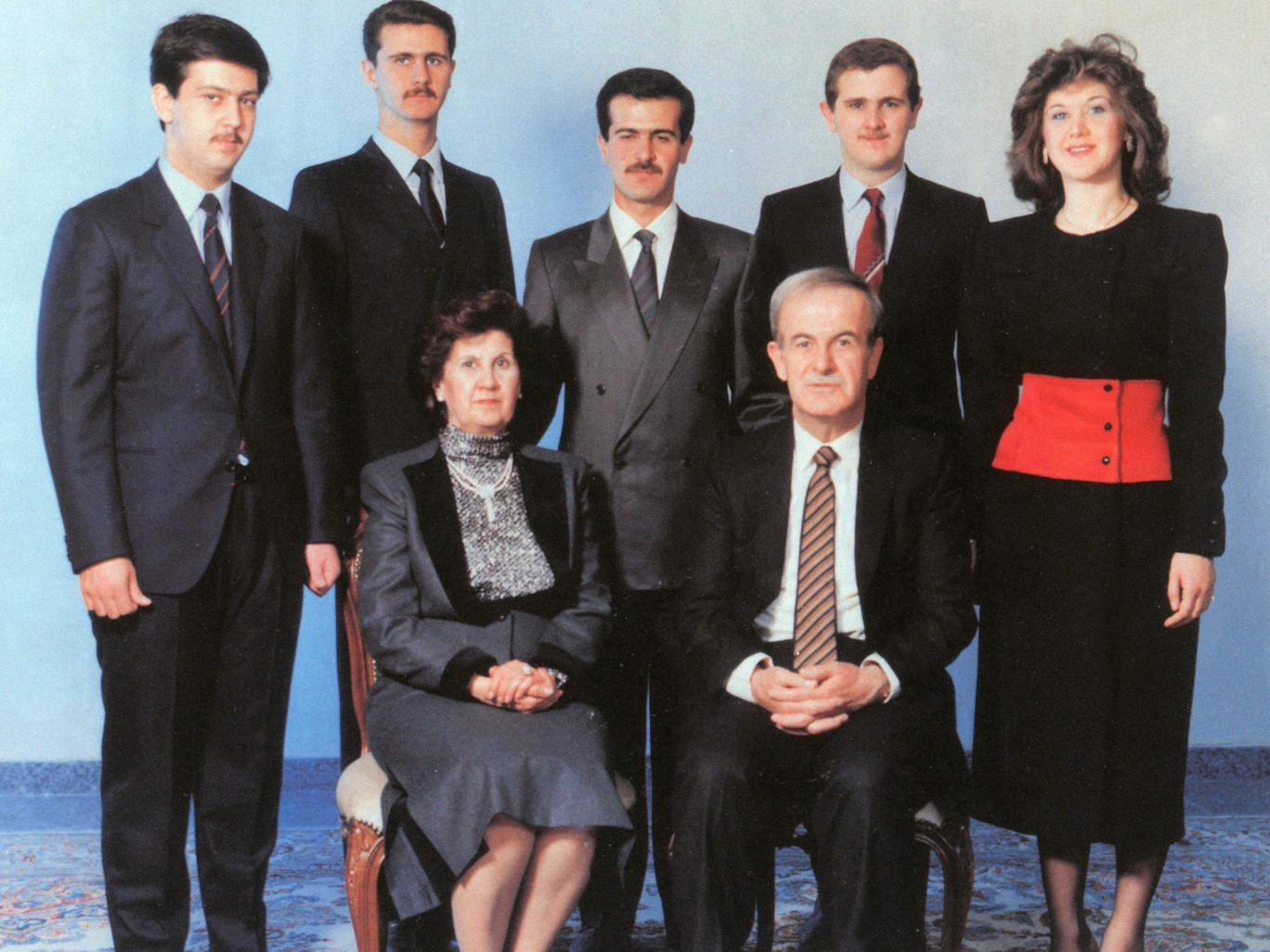
عائلة الأسد،. في المقدمة حافظ وزوجته أنيسة. في الصف الخلفي، من اليسار إلى اليمين: ماهر، بشار، باسل، مجد، وبشرى.

على عكس إخوته باسل وماهر، وأخته الثانية، المسماة بشرى أيضا، كان بشار هادئا ومحفوظا ويفتقر إلى الاهتمام بالسياسة أو الجيش. ويقال إن أطفال الأسد نادرا ما رأوا والدهم، وذكر بشار فيما بعد أنه لم يدخل مكتب والده إلا مرة واحدة عندما كان رئيسا. وُصف بأنه «ناطق بلطف»، ووفقا لصديق الجامعة، كان خجولًا، وتجنب اتصال الأعين والتحدث بصوت منخفض.
تلقى الأسد تعليمه الابتدائي والثانوي في مدرسة الحرية العربية الفرنسية بدمشق. وفي عام 1982 تخرج من الثانوية ثم درس الطب في جامعة دمشق.

## مسيرة الطب والصعود إلى السلطة

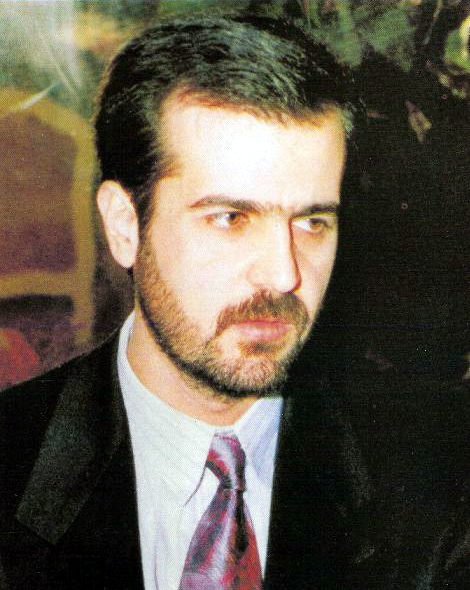
توفي باسل الأسد، شقيق بشار الأكبر، عام 1994، ممهدا الطريق لرئاسة بشار المستقبلية.

في عام 1988 تخرج الأسد من كلية الطب وبدأ العمل كطبيب عسكري في مشفى تشرين العسكري في ضواحي دمشق. بعد أربع سنوات، استقر في لندن لبدء تدريب الدراسات العليا في طب العيون في مستشفى ويسترن للعيون. تم وصفه بأنه «رجل تكنولوجيا المعلومات المهووس» خلال فترة عمله في لندن. لم يكن لدى بشار سوى القليل من التطلعات السياسية، وكان والده يقوم باستمالة شقيق بشار الأكبر باسل كرئيس المستقبل. إلا أن باسل مات في حادث سيارة عام 1994 واستدعي بشار للجيش السوري بعد ذلك بوقت قصير.
بعد وقت قصير من وفاة باسل، قرر حافظ الأسد جعل بشار الوريث الجديد للعهد. وعلى مدى السنوات الست والنصف القادمة، وحتى وفاته في عام 2000، أعد حافظ بشار لتولي السلطة. وجرت الأعمال التحضيرية للانتقال السلس على ثلاثة مستويات. أولا، تم بناء الدعم لبشار في الأجهزة العسكرية والأمنية. وثانيا، تم توطيد صورة بشار مع الجمهور. وأخيرا، تم تعريف بشار بآليات إدارة البلاد.
لتأسيس أوراق اعتماده في الجيش، التحق بشار بالأكاديمية العسكرية في حمص عام 1994 وتم دفعه من خلال الرتب ليصبح عقيد في الحرس الجمهوري السوري النخبة في يناير 1999. لإنشاء قاعدة سلطة لبشار في الجيش، تم إجبار قادة الفرق القدامى على التقاعد، وتولى ضباط علويون شباب جدد ذوي الولاء له محلهم.
وفي عام 1998 تولى بشار مسؤولية ملف لبنان السوري الذي كان يتولاه منذ السبعينات من القرن الماضي نائب الرئيس عبد الحليم خدام الذي كان حتى ذلك الحين منافسا محتملا للرئاسة. من خلال تولي الشؤون السورية في لبنان، تمكن بشار من دفع خدام جانبا وإقامة قاعدة سلطته الخاصة في لبنان. وفي العام نفسه، وبعد مشاورات طفيفة مع السياسيين اللبنانيين، نصب بشار إميل لحود، وهو حليف مخلص له، رئيسا للبنان، ودفع رئيس الوزراء اللبناني السابق رفيق الحريري جانبا، بعدم وضع ثقله السياسي وراء ترشيحه رئيسا للوزراء. ولزيادة إضعاف النظام السوري القديم في لبنان، استبدل بشار المفوض السامي السوري القائم بحكم الواقع في لبنان، غازي كنعان، برستم غزالة.
وبالتوازي مع مسيرته العسكرية، كان بشار يعمل في الشؤون العامة. ومُنح صلاحيات واسعة وأصبح رئيساً للمكتب لتلقي شكاوى وطعون المواطنين، وقاد حملة ضد الفساد. ونتيجة لهذه الحملة، تعرض العديد من منافسي بشار المحتملين لمنصب الرئيس للمحاكمة بتهمة الفساد. كما أصبح بشار رئيساً لجمعية الحاسب الآلي السورية، وساعد في تقديم الإنترنت في سوريا، مما ساعد صورته كمحدّث ومصلح.

## الرئاسة

### ما قبل الثورة (2000–2011)

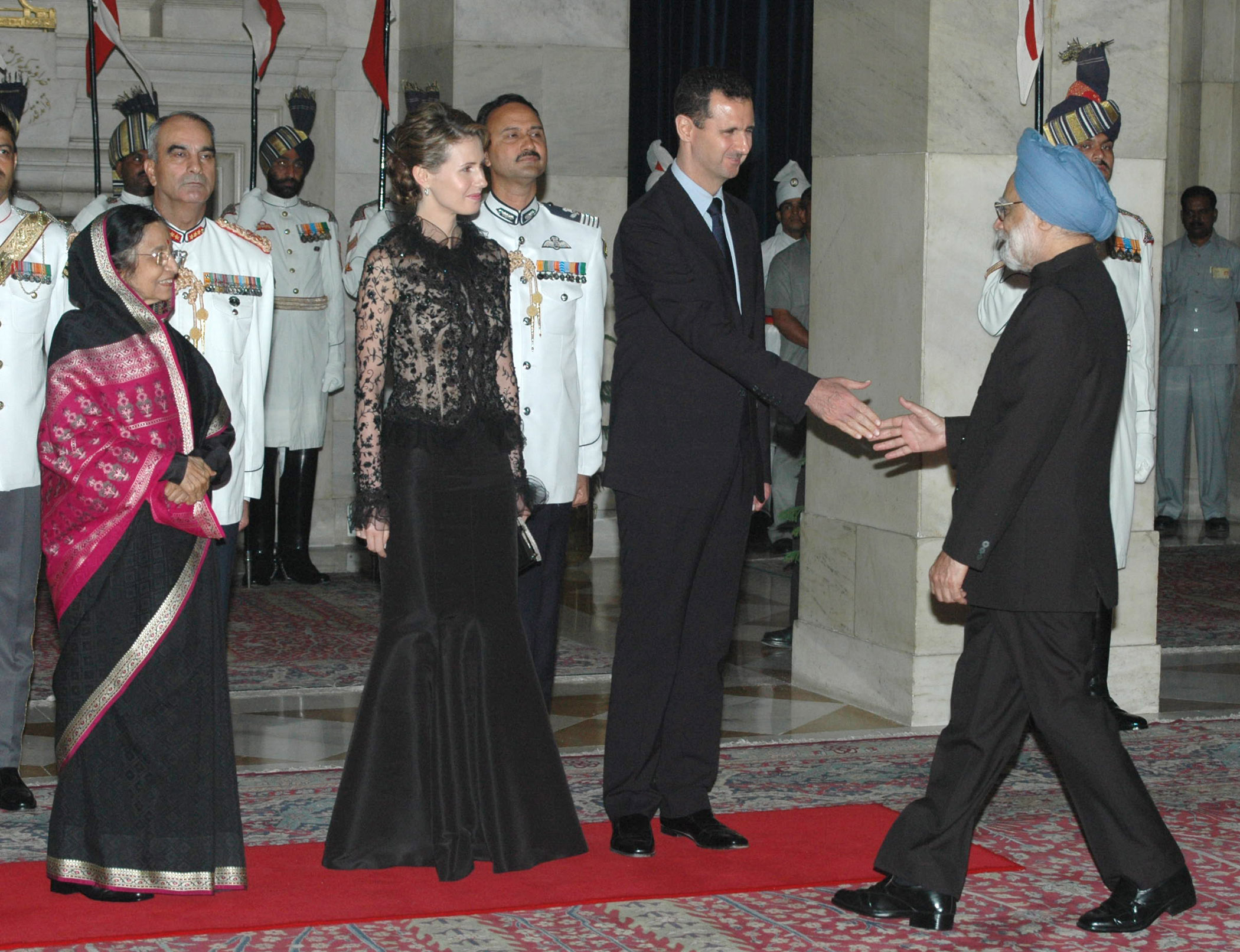
بشار الأسد وزوجته أسماء مع رئيس الوزراء الهندي آنذاك مانموهان سينغ في نيودلهي، 2008

بعد وفاة حافظ الأسد في 10 يونيو 2000، عُدل الدستور السوري حيثُ خُفِّض الحد الأدنى للسن المطلوب لتولي الرئاسة من 40 إلى 34 عاماً، وهو عمر بشار في ذلك الوقت. ترشّح الأسد دون وجود أي منافس آخر عُين رئيسًا في 10 يوليو 2000، بنسبة تأييد بلغت 97.29%. وبصفته رئيساً لسوريا، عُيِّن أيضاً قائداً عاماً للقوات المسلحة السورية وأميناً قطرياً لحزب البعث. وعلى مدى سنوات حكمه، أُجريت سلسلة من الانتخابات الرئاسية كل سبع سنوات، فاز فيها الأسد بأغلبية ساحقة. أجمع المراقبون المستقلون على أن هذه الانتخابات هي انتخابات صورية وقاطعتها المعارضة السورية. كما يُجمع الأكاديميون المتخصصون على أن هذه الانتخابات تُجرى في تحت ظروف سلطوية بحتة. أجريت آخر انتخابين رئاسيين في عامي 2014 و2021 في المناطق الخاضعة لسيطرة الحكومة السورية خلال الحرب الأهلية السورية المستمرة وأدانتهما الأمم المتحدة.

### ربيع دمشق
فور توليه المنصب، شهدت سوريا انطلاقة حراك إصلاحي عُرف باسم ربيع دمشق، قاده كتّاب ومثقفون ومعارضون وناشطون ثقافيون وغيرهم حققوا تقدّماً أثناء الحراك من بينها إغلاق سجن المزة والإعلان عن عفوٍ شمل مئات المعتقلين السياسيين المرتبطين في جماعة الإخوان المسلمين. لكنّ هذه الانفتاحة لم يدم طويلاً إذ سرعان ما بدأت حملة قمعٍ أمنيّة خلال أقل من عام ما دفع العديدين إلى وصف المرحلة بـ"شتاء دمشق". وتم اعتقال واستهداف ونفي مئات المثقفين والزجّ بهم في السجون مع استمرار حالة الطوارئ في البلاد. وتراجع النظام عن التنازلات التي قدمها وعادت الدولة لتشديد قبضتها السلطوية فزادت الرقابة وحُظر حراك ربيع دمشق بذريعة "الوحدة والاستقرار الوطني". كما أصبح نهج "اقتصاد السوق الاجتماعي" رمزاً للفساد حيث استفاد منه حصراً الموالون للأسد. أُغلقت عدّة منتديات للنقاش، وتعرّض الكثير من المثقفين للاختطاف والتعذيب والقتل على يد أجهزة المخابرات. ويعتقد كثير من المحللين أنّ الوعود الأولية بالانفتاح كانت تكتيكاً حكومياً للتعرف على السوريين غير الداعمين للقيادة الجديدة.
خلال زيارة رسمية قام بها رئيس وزراء المملكة المتحدة توني بلير إلى سوريا في أكتوبر 2001، استنكر بشار علناً في مؤتمر صحفي مشترك الغزو الأمريكي لأفغانستان قائلاً: «لا يمكننا القبول بما نشاهده كل يوم على شاشات التلفاز—قتل المدنيين الأبرياء. هناك مئات يموتون كل يوم.» كما أشاد الأسد بالمقاومة الفلسطينية ووصفهم بأنهم "مناضلين من أجل الحرية" ووجّه انتقادات لإسرائيل والغرب. وصف مسؤولون بريطانيون فيما بعد مواقف الأسد السياسية بأنها أكثر مرونة في الاجتماعات الخاصة مدّعين أنه انتقد هجمات 11 سبتمبر واعترف بـ"شرعية دولة إسرائيل".
بعد هجمات 11 سبتمبر وفي بدايات مما سُمي بـ"الحرب على الإرهاب" بقيادة الولايات المتحدة، "برزت سوريا كأحد أبرز حلفاء وكالة الاستخبارات المركزية الأمريكية في مكافحة تنظيم القاعدة"، حيث "فاقت نوعية وكمية المعلومات القادمة من سوريا توقعات الوكالة."  وتعاونت سوريا مع برنامج وكالة الاستخبارات للاحتجاز والاستجواب، إذ أصبحت السجون السورية موقعاً أساسياً لترحيل المشتبه بانتمائهم إلى القاعدة، حيث تعرّضوا للتعذيب على أيدي محققين سوريين بالنيابة عن الاستخبارات الأمريكية. ووفقاً لتقرير صدر عام 2013 عن مؤسسات المجتمع المفتوح كانت سوريا من "أكثر الوجهات شيوعاً لترحيل المشتبه بهم" في إطار هذا البرنامج.

### مقتل رفيق الحريري وثورة الأرز

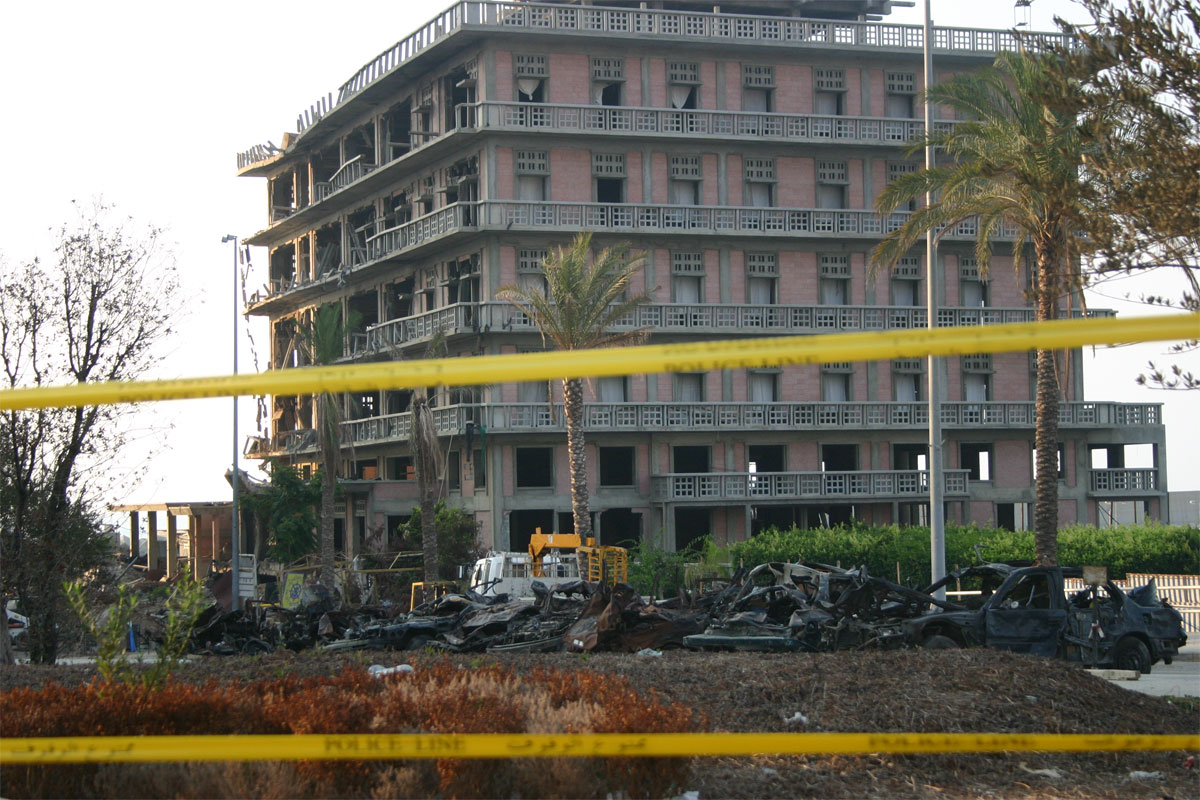
مسرح الجريمة في بيروت حيث قُتل الحريري و21 آخرين في هجوم إرهابي في فبراير/شباط 2005.

في 14 فبراير 2005، اُغتيل رئيس الوزراء اللبناني السابق رفيق الحريري في انفجار سيارة مفخخة وسط بيروت مما أسفر عن مقتل 22 شخصاً. أشارت صحيفة كريستشن ساينس مونيتور إلى أنّ "سوريا وُجّهت إليها أصابع الاتهام بشأن مقتل الحريري. ففي الأشهر التي سبقت الاغتيال، شهدت العلاقات بين الحريري والرئيس السوري بشار الأسد تدهوراً حاداً وسط أجواء من التهديدات والترهيب". عقب مقتل الحريري مباشرة، رقى بشار صهره آصف شوكت—وهو شخصية بارزة يُشتبه في تورطه بالهجوم الإرهابي—إلى منصب رئيس إدارة المخابرات العسكرية السورية.

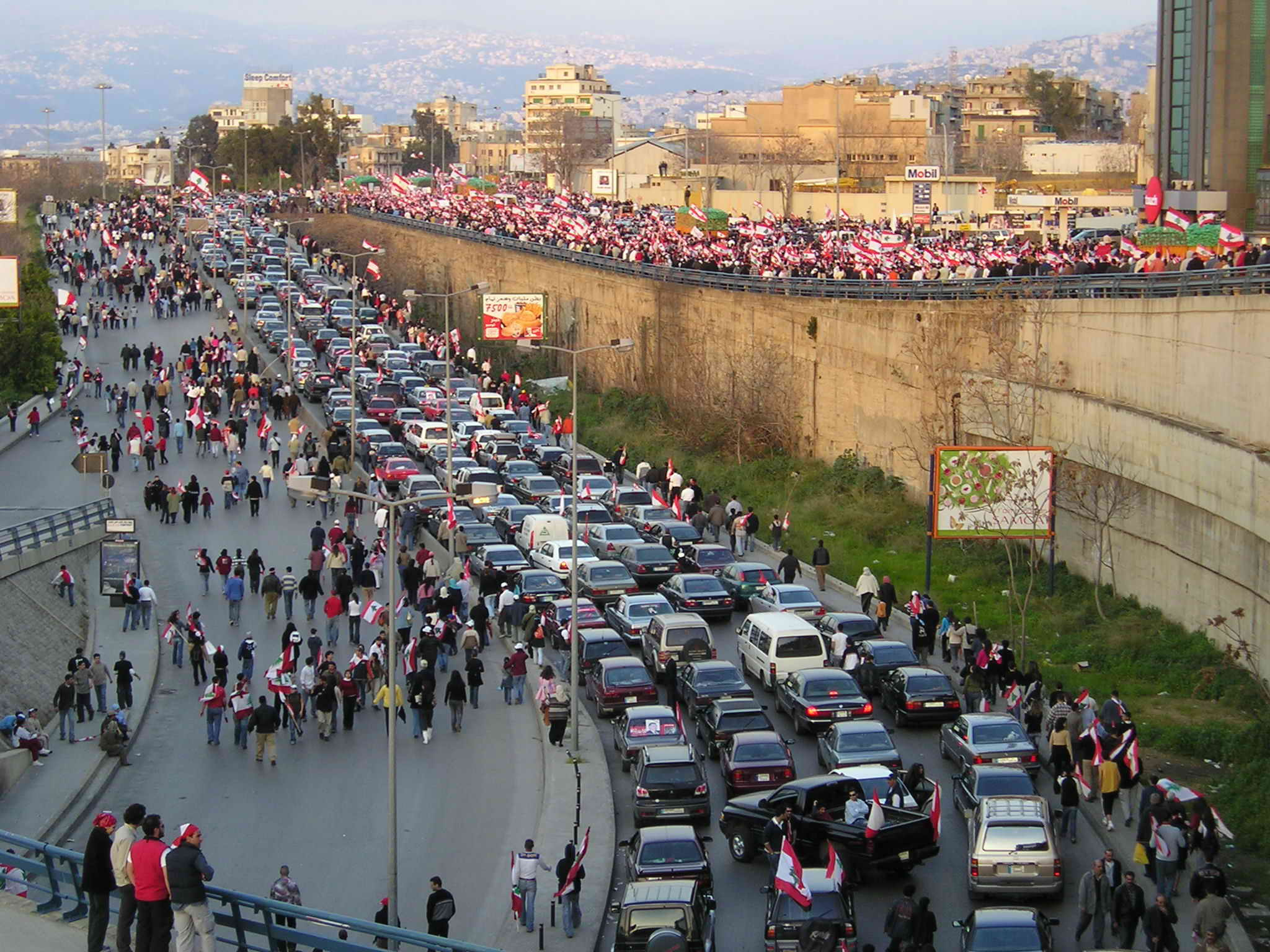
متظاهرون في شوارع لبنان خلال "انتفاضة الاستقلال" المعروفة أيضاً باسم ثورة الأرز.

أثار الاغتيال موجة غضب واسعة وأشعل ما يُعرف بـ"الانتفاضة" في لبنان حيثُ نزل مئات الآلاف من المحتجين إلى الشوارع للمطالبة بانسحاب كامل للقوات العسكرية السورية. ومع تزايد الضغوط الدولية التي دعت سوريا إلى تطبيق قرار مجلس الأمن رقم 1559، أعلن بشار الأسد في 5 مارس اعتزامه إصدار أمر بسحب الجنود السوريين. وفي 14 مارس 2005، تظاهر أكثر من مليون لبناني—من المسلمين والمسيحيين والدروز—في بيروت في الذكرى الشهرية لاغتيال الحريري. وفي 7 أبريل، أقرّ قرار أممي رقم 1595 إرسال لجنة تحقيق دولية في مقتل الحريري. بحلول 5 مايو 2005، أكدت الأمم المتحدة رسمياً اكتمال انسحاب جميع الجنود السوريين، منهيةً احتلالاً عسكرياً دام 29 عاماً. وقد عُرفت هذه الانتفاضة بـ"انتفاضة الاستقلال" أو "ثورة الأرز".
كشف تقرير لجنة التحقيق الدولية التابعة للأمم المتحدة، الصادر في 20 أكتوبر 2005، أنّ مسؤولين رفيعي المستوى في الاستخبارات السورية وأسرة الأسد أشرفوا مباشرة على عملية القتل. ذكرت الـبي بي سي في ديسمبر 2005 أنّ "دمشق نفت بقوة أي تورط في حادثة السيارة المفخخة التي أودت بحياة الحريري في فبراير".
في 27 مايو 2007، فاز الأسد بالانتخابات لفترة رئاسية جديدة مدتها سبع سنوات عبر استفتاء على رئاسته بنسبة 97.6% من الأصوات المؤيدة لاستمراره في الحكم. لم يُسمح لأحزاب المعارضة بالترشح في الانتخابات، وكان الأسد المرشح الوحيد. أدانت أحزاب المعارضة السورية المجتمعة عن طريق إعلان دمشق الانتخابات ووصفتها بأنها غير شرعية وجزءٌ من استراتيجية النظام للإبقاء على "النظام الشمولي". تُصنّف الانتخابات في سوريا رسمياً كحدث "لتجديد البيعة" لعائلة الأسد، ويُفرض التصويت كواجب إلزامي على كل مواطن. وعادةً ما تتبع إعلان النتائج مسيرات مؤيدة للنظام في كافة أنحاء البلاد، يعرب خلالها المواطنون عن "ولائهم" للرئيس ويحتفون بـ"فضائل" الأسرة الحاكمة.
بدأت سوريا خلال العقد الأول من الألفية تطوير برنامج نووي سري بمساعدة كوريا الشمالية، لكنّ القوات الجوية الإسرائيلية دمرت المفاعل النووي المشتبه به ضمن عملية خارج الصندوق في سبتمبر 2007.

### الحرب الأهلية السورية (2011–2024)

#### الرئاسة حتى 2015

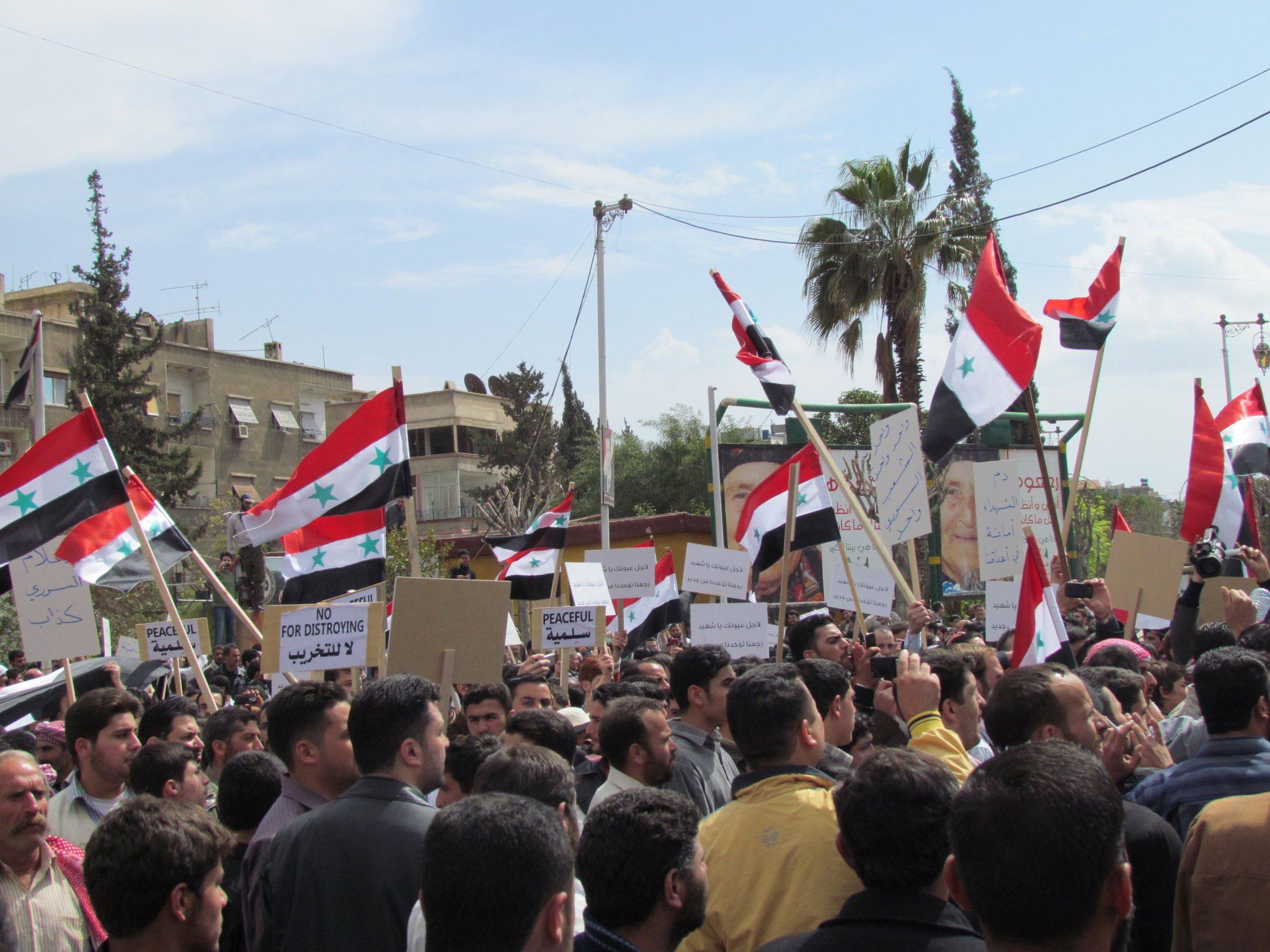
احتجاجات في دوما في 8 أبريل 2011.

بدأت الثورة في سوريا في 26 يناير 2011. ودعا المتظاهرون إلى إجراء إصلاحات سياسية واستعادة الحقوق المدنية، فضلا عن إنهاء حالة الطوارئ التي كانت قائمة منذ عام 1963. تم تحديد محاولة واحدة في «يوم الغضب» في الفترة من 4 إلى 5 فبراير، على الرغم من أنها انتهت بشكل هادئ. وكانت الاحتجاجات التي جرت في 18–19 مارس هي الأكبر في سوريا منذ عقود، وردّت السلطة السورية بالعنف ضد مواطنيها المحتجين.
فرضت الولايات المتحدة عقوبات محدودة على حكومة الأسد في أبريل 2011، أعقبها الأمر التنفيذي لباراك أوباما اعتباراً من 18 مايو 2011 الذي استهدف بشار الأسد تحديداً وستة مسؤولين كبار آخرين. وفي 23 مايو 2011، اتفق وزراء خارجية الاتحاد الأوروبي في اجتماع عقد في بروكسل على إضافة الأسد وتسعة مسؤولين آخرين إلى قائمة متأثرة بحظر السفر وتجميد الأصول. وفي 24 مايو 2011، فرضت كندا عقوبات على القادة السوريين، بمن فيهم الأسد.
وفي 20 يونيو، واستجابة لمطالب المحتجين والضغوط الخارجية، وعد الأسد بإجراء حوار وطني يشمل التحرك نحو الإصلاح، وإجراء انتخابات برلمانية جديدة، وتعزيز الحريات. كما حث اللاجئين على العودة إلى ديارهم من تركيا، مع التأكيد لهم على العفو، وإلقاء اللوم على عدد قليل من المخربين في جميع الاضطرابات. وألقى الأسد اللوم في هذه الاضطرابات على «المؤامرات» واتهم المعارضة السورية والمحتجين بـ«الفتنة»، مخالفا بذلك التقليد الصارم لحزب البعث السوري في العلمانية.
وفي يوليو 2011، قالت وزيرة الخارجية الأمريكية هيلاري كلينتون ان الأسد «فقد شرعيته» كرئيس للجمهورية. وفي 18 أغسطس 2011، أصدر باراك أوباما بياناً خطياً حث الأسد على «التنحي».
في أغسطس، تعرض رسام الكاريكاتير علي فرزات، وهو منتقد لحكومة الأسد، لهجوم. وقال أقارب الفكاهي لوسائل الإعلام إن المهاجمين هددوا بكسر عظام فرزات كتحذير له بالتوقف عن رسم رسوم كاريكاتورية لمسؤولين حكوميين وخاصة الأسد. تم نقل فرزات إلى المستشفى مع كسور في كلتا اليدين وصدمة قوية في الرأس.
منذ أكتوبر 2011، دأبت روسيا، بصفتها عضواً دائماً في مجلس الأمن التابع للأمم المتحدة، على استخدام حق النقض ضد مشاريع القرارات التي يرعاها الغرب في مجلس الأمن التابع للأمم المتحدة والتي كان من شأنها أن تترك الباب مفتوحاً أمام إمكانية فرض عقوبات من الأمم المتحدة، أو حتى التدخل العسكري، ضد حكومة الأسد.
وبحلول نهاية يناير 2012، أفادت وكالة رويترز أن أكثر من 5،000 مدني ومحتج (بمن فيهم مسلحون) قتلوا على أيدي الجيش السوري وأفراد الأمن والميليشيات (الشبيحة)، في حين قتل 1،100 شخص على يد «القوات المسلحة الإرهابية».
وفي 10 يناير 2012، ألقى الأسد خطابا أكد فيه أن الانتفاضة قامت بتصميمها بلدان أجنبية وأعلن أن «النصر كان قريبا». وقال إن الجامعة العربية، بتعليق سوريا، كشفت أنها لم تعد عربية. إلا ان الأسد قال ان بلاده لن «تغلق الأبواب» أمام حل بوساطة عربية إذا تم احترام «السيادة الوطنية». وأضاف أنه يمكن إجراء استفتاء حول دستور جديد في مارس المقبل.

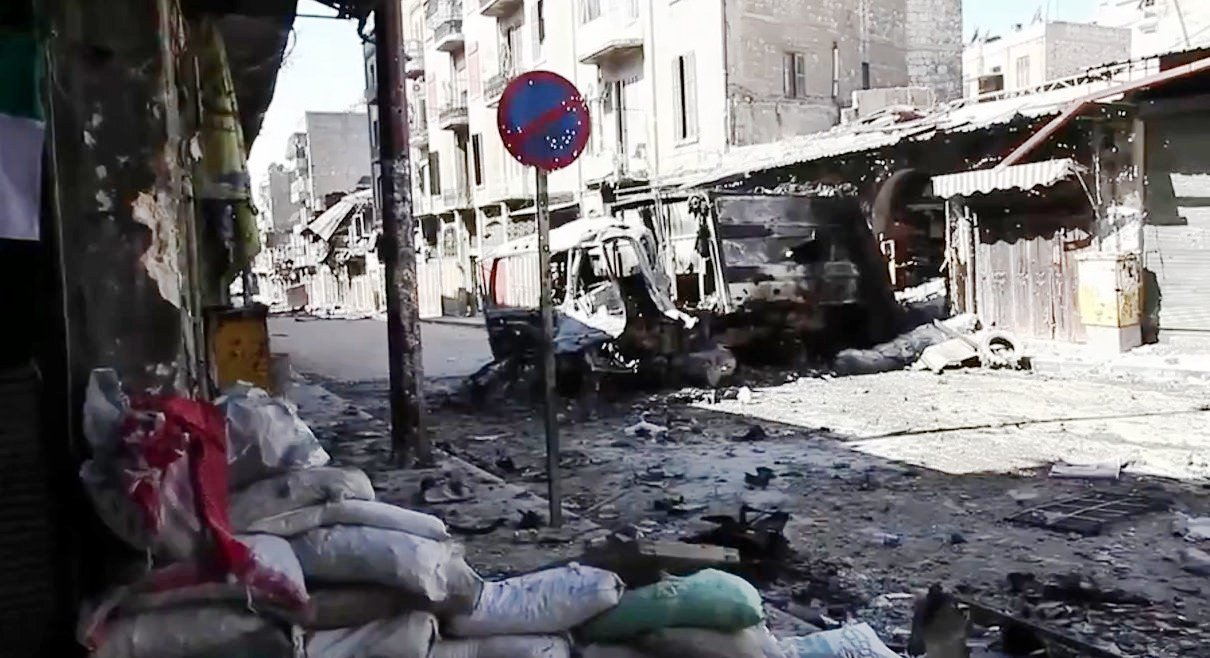
مركبة مدمرة في أحد شوارع حلب في 6 أكتوبر 2012.

وفي 27 فبراير 2012، ادعت سوريا أن اقتراحاً بصياغة دستور جديد حظي بتأييد 90% خلال الاستفتاء ذي الصلة. وأدخل الاستفتاء حدا تراكميا لمدة أربعة عشر عاما للرئيس السوري. أعلن الاتحاد الأوروبي أن الاستفتاء لا معنى له من قبل الدول الأجنبية بما في ذلك الولايات المتحدة وتركيا؛ وأعلن الاتحاد الأوروبي عقوبات جديدة ضد شخصيات النظام الرئيسية. في يوليو 2012، أدان وزير الخارجية الروسي سيرجي لافروف القوى الغربية لما وصفه بأنه يرقى إلى الابتزاز، مما أدى إلى نشوب حرب أهلية في سوريا.
وفي 15 يوليو 2012، أعلنت اللجنة الدولية للصليب الأحمر أن سوريا في حالة حرب أهلية، حيث أفادت التقارير بأن عدد القتلى في جميع أنحاء البلد بلغ نحو 20،000 شخص.
وفي 6 يناير 2013، قال الأسد، في أول خطاب رئيسي له منذ يونيو، إن النزاع في بلده يرجع إلى «أعداء» خارج سوريا «سيذهبون إلى الجحيم» وأنهم «سيتلقون درساً». إلا انه قال انه لا يزال منفتحا على حل سياسي قائلا ان المحاولات الفاشلة للتوصل إلى حل «لا يعني اننا غير مهتمين بحل سياسي».
وبعد سقوط أربع قواعد عسكرية في سبتمبر 2014، كانت آخر موطئ قدم للحكومة في محافظة الرقة، تلقى الأسد انتقادات كبيرة من قاعدة دعمه العلوية. وشمل ذلك تصريحات أدلى بها دريد الأسد، ابن عم بشار الأسد، مطالبا باستقالة وزير الدفاع السوري فهد جاسم الفريج، عقب مجزرة قام بها تنظيم الدولة الإسلامية لمئات من القوات الحكومية التي أسرت بعد فوز تنظيم الدولة الإسلامية في قاعدة الطبقة الجوية. وأعقب ذلك احتجاجات علويّة في حمص تطالب باستقالة المحافظ، وإقالة ابن عم الأسد حافظ مخلوف من منصبه الأمني، مما أدى إلى نفيه لاحقاً إلى بيلاروسيا. تصاعد الاستياء المتزايد تجاه الأسد بين العلويين بسبب العدد غير المتناسب من الجنود الذين قتلوا في القتال القادمين من المناطق العلوية، والشعور بأن نظام الأسد قد تخلى عنهم، فضلا عن الوضع الاقتصادي الفاشل. بدأت شخصيات قريبة من الأسد تعرب عن مخاوفها بشأن احتمال بقائه، حيث قال أحدهم في أواخر عام 2014: «لا أرى الوضع الحالي مستداماً... اعتقد ان دمشق ستنهار في مرحلة ما».

ملصق بشار الأسد على حاجز في مشارف دمشق

في عام 2015، توفي العديد من أفراد عائلة الأسد في اللاذقية في ظل ظروف غير واضحة. وفي 14 مارس، اغتيل ابن عم الأسد ومؤسس الشبيحة، محمد توفيق الأسد، بخمس رصاصات في رأسه في نزاع حول النفوذ في القرداحة – منزل الأسلاف لعائلة الأسد. وفي أبريل 2015، أمر الأسد بإلقاء القبض على ابن عمه منذر الأسد في حي الزراعة باللاذقية. ولا يزال من غير الواضح ما إذا كان الاعتقال ناجم عن جرائم فعلية.
بعد سلسلة من الهزائم الحكومية في شمال سوريا وجنوبها، أشار المحللون إلى تزايد عدم استقرار الحكومة إلى جانب استمرار تراجع الدعم لحكومة الأسد بين قاعدتها الأساسية من الدعم العلوي، وأن هناك تقارير متزايدة عن فرار أقارب الأسد والعلويين ورجال الأعمال من دمشق إلى اللاذقية والدول الأجنبية. وكان رئيس المخابرات علي مملوك قد وضع تحت الإقامة الجبرية في وقت ما في أبريل، واتهم بالتآمر مع عم الأسد المنفي رفعت الأسد ليحل محل بشار رئيسا للبلاد. ومن بين القتلى البارزين أيضا قادة الفرقة المدرعة الرابعة، وقاعدة بيلي الجوية العسكرية، والقوات الخاصة التابعة للجيش، والفرقة المدرعة الأولى، مع غارة جوية طائشة خلال هجوم تدمر، مما أسفر عن مقتل ضابطين قيل إنهما على صلة بالأسد.

#### بعد التدخل الروسي (مُنذ 2015)

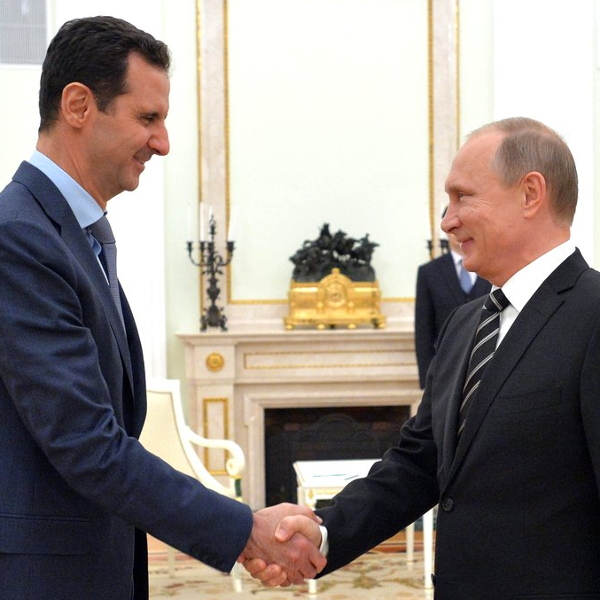
الأسد يحيي الرئيس الروسي فلاديمير بوتين، 21 أكتوبر 2015

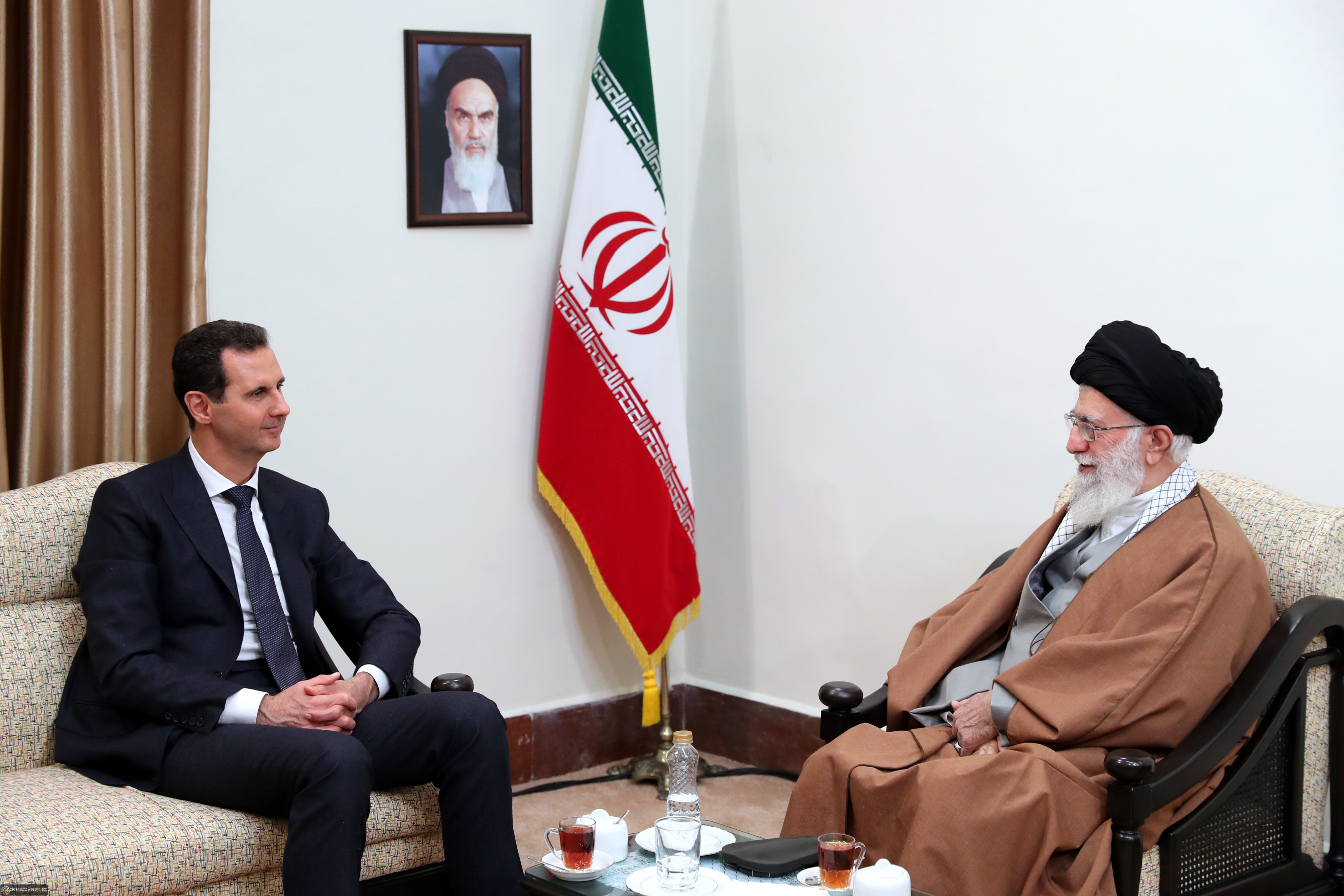
بشار الأسد يلتقي المرشد الأعلى الإيراني علي خامنئي، 25 فبراير 2019

في أوائل سبتمبر 2015، وعلى خلفية التقارير التي تفيد بأن روسيا تنشر قوات في سوريا جاهزة للقتال، قال الرئيس الروسي فلاديمير بوتين أنه في حين أن مثل هذا الحديث «سابق لأوانه»، فإن روسيا «تقدم بالفعل مساعدة جدية بما فيه الكفاية لسوريا: مع كل من المعدات وتدريب الجنود، مع الأسلحة». وبعد وقت قصير من بدء التدخل العسكري المباشر من قبل روسيا في 30 سبتمبر 2015 بناء على طلب رسمي من الحكومة السورية، ذكر بوتين أن العملية العسكرية قد تم إعدادها مسبقا بدقة وحدد هدف روسيا في سوريا بأنه «تحقيق الاستقرار للسلطة الشرعية في سوريا وتهيئة الظروف لحل وسط سياسي».
وفي نوفمبر 2015، أكد الأسد مجددا أن العملية الدبلوماسية لإنهاء الحرب الأهلية في البلاد لا يمكن أن تبدأ في الوقت الذي يحتله فيه «إرهابيون»، رغم أن هيئة الإذاعة البريطانية اعتبرت أن من غير الواضح ما إذا كان يقصد فقط تنظيم الدولة الإسلامية أو المتمردين المدعومين من الغرب أيضا. في 22 نوفمبر، قال الأسد إن روسيا حققت في حربها ضد داعش خلال شهرين من حملتها الجوية أكثر مما حققه التحالف بقيادة الولايات المتحدة في غضون عام. وفي مقابلة مع التلفزيون التشيكي في 1 ديسمبر، قال إن القادة الذين طالبوا باستقالته لم يكونوا موضع اهتمام بالنسبة له، إذ لا أحد يأخذهم على محمل الجد لأنهم «سطحيون» وتسيطر عليهم الولايات المتحدة. في نهاية ديسمبر 2015، اعترف مسؤولون أمريكيون كبار بشكل خاص بأن روسيا حققت هدفها الرئيسي المتمثل في تحقيق الاستقرار في سوريا، وبالتكاليف المنخفضة نسبيا، يمكن أن تستمر العملية على هذا المستوى لسنوات قادمة.
في يناير 2016، ذكر بوتين أن روسيا تدعم قوات الأسد وأنها مستعدة لدعم المتمردين المناهضين للأسد طالما كانوا يحاربون داعش. وفي 11 يناير 2016، قال مسؤول كبير في وزارة الدفاع الروسية إن «القوات الجوية الروسية ضربت دعماً لإحدى عشرة مجموعة من المعارضة الديمقراطية التي يزيد عددها على سبعة آلاف شخص».

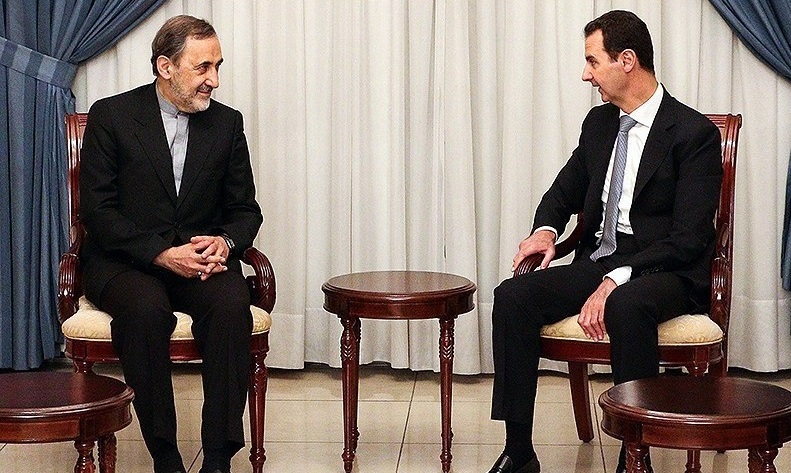
بشار الأسد يلتقي ممثل إيران للشؤون الدولية، علي أكبر ولايتي، 6 أيار 2016

في 22 يناير 2016، ذكرت صحيفة فايننشال تايمز نقلا عن «كبار مسؤولي الاستخبارات الغربية» المجهولين، أن الجنرال الروسي إيغور سيرغون، مدير إدارة الاستخبارات الرئيسية في هيئة الأركان العامة للقوات المسلحة في الاتحاد الروسي، قد أرسل قبل وقت قصير من وفاته المفاجئة في 3 يناير 2016 إلى دمشق مع رسالة من فلاديمير بوتين يطلب فيها أن يتنحى الرئيس الأسد. ونفى المتحدث باسم بوتين تقرير صحيفة فايننشال تايمز.
أفادت التقارير في ديسمبر 2016 أن قوات الأسد استعادت نصف حلب التي يسيطر عليها المتمردون، الأمر الذي أنهى مأزقاً دام 4 سنوات في المدينة. وفي 15 ديسمبر، احتفل الأسد بتحرير المدينة، حيث أفادت التقارير بأن القوات الحكومية كانت على شفا استعادة حلب كلها، وهي «نقطة تحول» في الحرب الأهلية، وقال: «إن التاريخ يكتبه كل مواطن سوري».
بعد انتخاب دونالد ترامب، كانت أولوية الولايات المتحدة فيما يتعلق بالأسد على عكس أولوية إدارة أوباما، وفي مارس 2017، صرحت نيكي هالي سفيرة الولايات المتحدة لدى الأمم المتحدة أن الولايات المتحدة لم تعد تركز على «إخراج الأسد»، ولكن هذا الموقف تغير في أعقاب هجوم خان شيخون الكيميائي 2017. بعد الضربات الصاروخية على قاعدة جوية سورية بناء على أوامر من الرئيس ترامب، وصف المتحدث باسم الأسد سلوك الولايات المتحدة بأنه «عدوان ظالم ومتغطرس» وقال إن الضربات الصاروخية «لا تغير السياسات العميقة» للحكومة السورية. وقال الرئيس الأسد أيضا لوكالة فرانس برس إن الجيش السوري قد أعطى كل أسلحته الكيميائية في عام 2013، ولم يكن ليستخدم هذه الأسلحة لو أنه لا يزال يحتفظ بأي منها، وذكر أن الهجوم الكيميائي كان «تلفيق بنسبة 100%» يستخدم لتبرير غارة جوية أمريكية. في يونيو 2017، قال الرئيس الروسي بوتين «الأسد لم يستخدم [الأسلحة الكيميائية]» وأن الهجوم الكيميائي «قام به أشخاص يريدون إلقاء اللوم عليه على ذلك». ووجد مفتشو الاسلحة الكيميائية الدوليون أن الهجوم كان من عمل حكومة الأسد.
في 7 نوفمبر 2017، أعلنت الحكومة السورية أنها وقعت اتفاق باريس للمناخ. في مايو 2018، اعترفت سوريا باستقلال الجمهوريتين الانفصاليتين الواقعتين تحت الاحتلال الروسي أبخازيا وأوسيتيا الجنوبية في جورجيا، ما أثار ردود فعل غاضبة من الاتحاد الأوروبي والولايات المتحدة وكندا ودول أخرى. وفي 30 أغسطس 2020، تشكّلت حكومة حسين عرنوس الأولى، التي ضمّت مجلس وزراء جديد.
في الانتخابات الرئاسية السورية 2021 التي أُجريت في 26 مايو فاز الأسد بفترة رئاسية رابعة مدتها سبع سنوات، بحصوله على 95.2% من الأصوات المؤهلة. وقد قاطعت المعارضة السورية وقوات سوريا الديمقراطية تلك الانتخابات، كما مُنع اللاجئون والنازحون داخلياً من التصويت ما أتاح مشاركة 38% فقط من السوريين في العملية. وقد وصف مراقبون دوليون مستقلون وممثلون عن دول غربية الانتخابات بأنها مهزلة. وأدانت الأمم المتحدة هذه الانتخابات لتعارضها المباشر مع قرارها رقم 2254، وأعلنت المنظمة أنّه "لا يوجد لديها تفويض" بشأنها.
في 10 أغسطس 2021، تشكّلت حكومة حسين عرنوس الثانية. وفي ظل حكم الأسد، أصبحت سوريا داعماً قوياً للغزو الروسي لأوكرانيا، وكانت من بين خمس دول رفضت قرار الجمعية العامة للأمم المتحدة الذي أدان الغزو ودعا روسيا لسحب قواتها. وقبل ثلاثة أيام من الغزو، أوفد وزير الخارجية فيصل المقداد إلى موسكو لتأكيد اعتراف سوريا بجمهوريتي دونيتسك ولوهانسك الانفصاليتين. وبعد يوم من بدء الغزو، وصف بشار الأسد العملية الروسية بأنها "تصحيح لمسار التاريخ وإعادة للتوازن في النظام العالمي بعد تفكك الاتحاد السوفيتي"، وذلك في اتصال هاتفي مع فلاديمير بوتين. وأصبحت سوريا أول دولة بعد روسيا تعترف رسمياً بـ"استقلال وسيادة" المنطقتين الانفصاليتين في يونيو 2022.

الأسد مع الرئيس الإيراني إبراهيم رئيسي في دمشق، 3 مايو 2023

في الذكرى الثانية عشرة لاندلاع احتجاجات الثورة السورية عقد بشار الأسد اجتماعاً مع فلاديمير بوتين خلال زيارة رسمية إلى روسيا. وفي بث تلفزيوني مع بوتين، دافع الأسد عن "العملية العسكرية الخاصة" لروسيا معتبراً أنها حرب ضد "النازية الجديدة والبانديرية (أتباع ستيفان بانديرا)" في أوكرانيا. وقد اعترف بضم روسيا لأربع مناطق أوكرانية واعتبرها "أراضٍ روسية تاريخياً"، كما حضّ روسيا على توسيع وجودها العسكري في سوريا عبر إقامة قواعد جديدة وزيادة عدد قواتها بشكل دائم.
في مارس 2023، قام الأسد بزيارة إلى الإمارات العربية المتحدة والتقى بالرئيس الإماراتي محمد بن زايد آل نهيان. وفي مايو 2023، شارك في قمة جامعة الدول العربية 2023 في جدة في المملكة العربية السعودية، حيثُ استقبله ولي العهد السعودي محمد بن سلمان. وفي سبتمبر 2023، حضر الأسد حفل افتتاح دورة الألعاب الآسيوية في هانغتشو والتقى بالرئيس الصيني شي جين بينغ. وأعلنت الصين وسوريا عن إقامة شراكة إستراتيجية بينهما.
في نوفمبر 2023، حضر الأسد القمة العربية الإسلامية الاستثنائية 2023 في الرياض. وفي مايو 2024، حضر قمة جامعة الدول العربية في البحرين.

### هجوم المعارضة، انهيار النظام، اللجوء لروسيا
في ديسمبر 2024، دعت كل من الولايات المتحدة وألمانيا وفرنسا والمملكة المتحدة إلى خفض التصعيد في سوريا، بعدما تصاعدت حدة العنف مجدداً. وكانت فصائل المعارضة بقيادة المجموعة الإسلامية هيئة تحرير الشام قد سيطرت على مدينة حلب ما دفع بالرئيس السوري بشار الأسد، المدعوم من روسيا إلى شن حملة ضربات جوية انتقامية. واستهدفت الضربات مراكز سكانية وعدة مستشفيات في مدينة إدلب الخاضعة لسيطرة المعارضة وأسفرت حسب ما أفادت به منظمة الدفاع المدني السوري عن مقتل ما لا يقل عن 25 شخصاً. وأصدرت دول حلف الناتو بياناً مشتركاً يدعو إلى حماية المدنيين والمنشآت الحيوية لمنع المزيد من النزوح وضمان وصول المساعدات الإنسانية. كما شددت هذه الدول على الحاجة الملحة إلى حل سياسي بقيادة سوريا وفقاً لقرار قرار مجلس الأمن التابع للأمم المتحدة رقم 2254، الذي يدعو إلى الحوار بين الحكومة السورية وقوى المعارضة. وقد واصل الهجوم الذي شنّته المعارضة في 27 نوفمبر 2024 تقدمه في محافظة حماة بعد سيطرتهم على حلب.
في 4 ديسمبر 2024، اندلعت اشتباكات عنيفة في محافظة حماة حيث خاض الجيش السوري مواجهات مع مقاتلي المعارضة لمنع تقدمهم نحو مدينة حماة المحورية. وادّعت القوات الحكومية أنها شنت هجوماً مضاداً مدعوماً بغطاء جوي مكّنها من دفع فصائل المعارضة بما فيها هيئة تحرير الشام، إلى التراجع مسافة ستة أميال عن المدينة. ومع ذلك، وعلى الرغم من التعزيزات، تمكنت المعارضة من السيطرة على المدينة في 5 ديسمبر. وأدت المعارك إلى نزوح واسع النطاق، حيث فرّ نحو 50,000 شخص من المنطقة وسُجّلت أكثر من 600 إصابة، بينها 104 مدنيين. وفي 7 ديسمبر 2024، غادر الأسد العاصمة دمشق قبيل سقوطها بيد المعارضة، منهيًا حكم عائلة الأسد الذي دام 54 عامًا. أعلنت الحكومة الروسية أن الأسد قد "تنحى" عن منصبه كرئيس وغادر سوريا. نقلت وكالة أنباء إنترفاكس عن مصدر غير مسمى في الكرملين أن الأسد وعائلته قد وصلا إلى موسكو وأن الحكومة الروسية قد منحتهم لجوءًا "على أسس إنسانية".

## الانتقادات

### الاقتصاد
وفقا لما ذكرته إيه بي سي نيوز، نتيجة للحرب الأهلية السورية، «إن سوريا التي تسيطر عليها الحكومة مقطوعة من حيث الحجم، وتعاني من الضرب والفقر». العقوبات الاقتصادية كانت تطبق قبل وقت طويل من الحرب الأهلية السورية من قبل الولايات المتحدة وانضم إليها الاتحاد الأوروبي عند اندلاع الحرب الأهلية، مما تسبب في تفكك الاقتصاد السوري. وقد تم تعزيز هذه العقوبات في أكتوبر 2014 من قبل الاتحاد الأوروبي والولايات المتحدة. تسيطر الدولة بشدة على الصناعة في أجزاء من البلاد التي لا تزال تسيطر عليها الحكومة، مع تراجع تحرير الاقتصاد خلال الصراع الحالي. وقد ذكرت كلية لندن للاقتصاد أنه نتيجة للحرب الأهلية السورية، تطور اقتصاد الحرب في سوريا. وذكر تقرير للمجلس الأوروبي للعلاقات الخارجية لعام 2014 أيضا أن اقتصاد الحرب قد شُكل:
ويشير تقرير صادر بتكليف من الأمم المتحدة عن المركز السوري لبحوث السياسات إلى أن ثلثي السكان السوريين يعيشون الآن في «فقر مدقع». وتبلغ نسبة البطالة 50 في المائة. في أكتوبر 2014، افتتح مركز تجاري بقيمة 50 مليون دولار في طرطوس، الأمر الذي أثار انتقادات من مؤيدي الحكومة، واعتُبر جزءاً من سياسة حكومة الأسد في محاولة لإثارة شعور بالأوضاع الطبيعية طوال الحرب الأهلية. وألغيت سياسة الحكومة لمنح الأفضلية لعائلات الجنود الذين قتلوا في الوظائف الحكومية بعد أن تسببت في ضجيج في حين تسببت الاتهامات المتزايدة بالفساد في احتجاجات. في ديسمبر 2014، حظر الاتحاد الأوروبي مبيعات وقود الطائرات إلى حكومة الأسد، مما اضطر الحكومة لشراء شحنات وقود الطائرات غير المؤمن عليها أكثر تكلفة في المستقبل.

### حقوق الإنسان

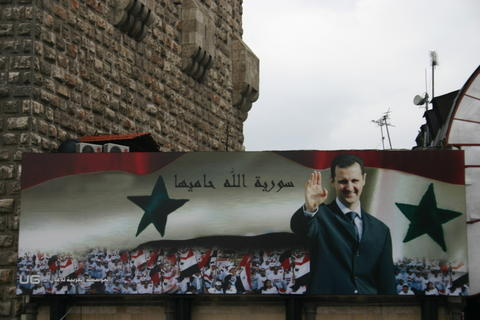
لوحة مع صورة بشار الأسد ونص "سوريا الله حاميها" على سور المدينة القديمة بدمشق عام 2006.

ينص قانون عام 2007 على أن تقوم مقاهي الإنترنت بتسجيل جميع التعليقات التي نشرها المستخدمون على منتديات الدردشة. تم حجب المواقع الإلكترونية مثل ويكيبيديا العربية ويوتيوب وفيسبوك بشكل متقطع بين عامي 2008 وفبراير 2011.
قامت جماعات حقوق الإنسان، مثل هيومن رايتس ووتش ومنظمة العفو الدولية، بتفصيل كيف أن الشرطة السرية التابعة لحكومة الأسد يزعم أنها قامت بتعذيب وسجن وقتل المعارضين السياسيين، وأولئك الذين يتحدثون بصراحة ضد الحكومة. وبالإضافة إلى ذلك، يعتقد أن نحو 600 سجين سياسي لبناني محتجز في السجون الحكومية منذ الاحتلال السوري للبنان، وبعضهم محتجز لمدة تزيد على 30 عاما. منذ عام 2006، وسعت حكومة الأسد استخدام حظر السفر ضد المنشقين السياسيين. وفي مقابلة مع إيه بي سي نيوز في عام 2007، قال الأسد: «ليس لدينا أشياء مثل سجناء سياسيين»، على الرغم من أن صحيفة نيويورك تايمز ذكرت اعتقال 30 منشقاً سياسياً سورياً كانوا ينظمون جبهة معارضة مشتركة في ديسمبر 2007، مع اعتبار ثلاثة من أعضاء هذه المجموعة من قادة المعارضة ويجري حبسهم احتياطيا.
وفي عام 2010، حظرت سوريا النقاب في الجامعات. بعد الانتفاضة السورية في عام 2011، خففت الأسد جزئيا من حظر النقاب.
نشرت مجلة فورين بوليسي افتتاحية حول موقف الأسد في أعقاب احتجاجات 2011:

### جرائم الحرب
ذكر مكتب التحقيقات الفدرالي أن ما لا يقل عن 10 مواطنين أوروبيين تعرضوا للتعذيب من قبل حكومة الأسد أثناء احتجازهم خلال الحرب الأهلية السورية، مما قد يترك الأسد عرضة للمحاكمة من قبل فرادى الدول الأوروبية على جرائم حرب. ويقول ستيفن راب، سفير الولايات المتحدة المتجول لقضايا جرائم الحرب، إن الجرائم التي يزعم أن الأسد ارتكبها هي الأسوأ منذ جرائم ألمانيا النازية. وفي مارس 2015، ذكر راب كذلك أن القضية المرفوعة ضد الأسد «أفضل بكثير» من القضية المرفوعة ضد سلوبودان ميلوشيفيتش من صربيا أو تشارلز تايلور من ليبريا، اللذين وجهت إليهما المحاكم الدولية لوائح اتهام.
وفي مقابلة مع هيئة الإذاعة البريطانية في فبراير 2015، وصف الأسد الاتهامات بأن سلاح الجو العربي السوري استخدم البراميل المتفجرة بأنها «صبيانية»، مشيرا إلى أن قواته لم تستخدم أبدا هذه الأنواع من «البراميل» المتفجرة ورد بمزحة حول عدم استخدام «أواني الطبخ» أيضاً. ووصف محرر هيئة الإذاعة البريطانية للشرق الأوسط الذي أجرى المقابلة، جيريمي بوين، فيما بعد تصريح الأسد بشأن البراميل المتفجرة بأنه «غير صحيح بشكل واضح».
وقال نديم شهادي مدير مركز فارس لدراسات شرق المتوسط أنه «في مطلع التسعينات كان صدام حسين يذبح شعبه ونحن قلقون على مفتشي الأسلحة» وقال أن «الأسد فعل ذلك أيضاً. لقد أبقانا مشغولين بالأسلحة الكيميائية عندما ذبح شعبه».
في سبتمبر 2015، بدأت فرنسا في إجراء تحقيق في قضية الأسد بشأن الجرائم المرتكبة ضد الإنسانية، حيث قال وزير الخارجية الفرنسي لوران فابيوس: «في مواجهة هذه الجرائم التي تسيء إلى الضمير الإنساني، وبيروقراطية الرعب هذه، وإنكار قيم الإنسانية، تقع على عاتقنا مسؤولية العمل ضد إفلات القتلة من العقاب».
في فبراير 2016، قال رئيس لجنة التحقيق التابعة للأمم المتحدة بشأن سوريا، باولو بينهيرو، للصحفيين: «إن الحجم الواسع لوفيات المعتقلين يشير إلى أن الحكومة السورية مسؤولة عن أفعال ترقى إلى الإبادة باعتبارها جريمة ضد الإنسانية». أفادت لجنة الأمم المتحدة عن العثور على «تجاوزات لا يمكن تصورها»، بما في ذلك نساء وأطفال لا تتجاوز أعمارهم سبع سنوات يهلكون أثناء احتجازهم لدى السلطات السورية. وذكر التقرير أيضا: «هناك أسباب معقولة تدعو إلى الاعتقاد بأن كبار الضباط—بمن فيهم رؤساء الفروع والمديريات—الذين يقودون مرافق الاحتجاز هذه، والمسؤولون عن الشرطة العسكرية، فضلا عن رؤسائهم المدنيين، على علم بالعدد الهائل من الوفيات التي تحدث أثناء الاحتجاز ومع ذلك لم يتخذوا إجراءات لمنع إساءة المعاملة أو التحقيق في الادعاءات أو مقاضاة المسؤولين عنها».
في مارس 2016، دعت لجنة الشؤون الخارجية بمجلس النواب الأمريكي برئاسة ممثل نيوجيرسي كريس سميث إدارة أوباما إلى إنشاء محكمة لجرائم الحرب للتحقيق في الانتهاكات ومحاكمة مرتكبيها «سواء ارتكبها مسؤولون في الحكومة السورية أو أطراف أخرى في الحرب الأهلية».
في أبريل 2017، وقع هجوم كيميائي بالسارين على خان شيخون أسفر عن مقتل أكثر من 80 شخصًا. دفع الهجوم الرئيس الأمريكي دونالد ترامب إلى أمر الجيش الأمريكي بإطلاق 59 صاروخًا على قاعدة جوية سورية. وبعد عدة أشهر، وجد تقرير مشترك من الأمم المتحدة ومفتشي الأسلحة الكيميائية الدوليين أن الهجوم كان من عمل حكومة الأسد.
وفي أبريل 2018، وقع هجوم كيميائي مزعوم في دوما، مما دفع الولايات المتحدة وحلفائها إلى اتهام الأسد بانتهاك القوانين الدولية وبدء قصف دمشق وحمص عام 2018. وقد دحضت كل من سوريا وروسيا تورط الحكومة السورية في هذا الوقت.
في يونيو 2018، أصدر المدعي العام الألماني مذكرة توقيف دولية بحق أحد كبار المسؤولين العسكريين في الأسد، وهو جميل حسن. ويرأس حسن إدارة المخابرات الجوية السورية القوية. تعتبر مراكز الاعتقال التي تديرها المخابرات الجوية من بين أكثر المراكز شهرة في سوريا، ويعتقد أن الآلاف لقوا حتفهم بسبب التعذيب أو الإهمال. وتزعم التهم الموجهة ضد حسن أنه يتحمل مسؤولية القيادة على المرافق ولذلك كان على علم بالإساءة. ويمثل هذا التحرك ضد حسن معلما مهما للمدعين العامين الذين يحاولون تقديم أعضاء بارزين في الدائرة الداخلية للأسد للمحاكمة بتهمة ارتكاب جرائم حرب.
في يونيو 2019، صرح نائب مساعد وزير الدفاع الأمريكي مايكل مولروي بأن الولايات المتحدة «سترد بسرعة وبشكل مناسب» إذا استخدم النظام السوري الأسلحة الكيميائية مرة أخرى. وأضاف بأن بشار الأسد قام بأكثر من أي شيء آخر لزعزعة استقرار المنطقة من خلال «قتل شعبه» وأن روسيا والنظام السوري لم يبدوا أي قلق على معاناة الشعب السوري مما خلق واحدة من «أسوأ المآسي الإنسانية في التاريخ».
في نوفمبر 2023 أصدر قضاة فرنسيون مذكِّرة توقيف وأوامر باعتقال بشار الأسد وشقيقه ماهر الأسد؛ بسبب الهجَمات المميتة بالأسلحة الكيميائية في درعا ودوما والغوطة الشرقية بسوريا عام 2013، وقُدِّم استئنافٌ على التوقيف بحُجَّة أن الحصانة الدَّولية للرؤساء لا ترفعُها إلا المحاكم الدَّولية دون التشكيك في الأدلة التي تُثبت تورُّط الأسد في الهجَمات الكيميائية، ولكن محكمة الاستئناف العليا ردَّت الاعتراض، وأعلنت في يونيو 2024 أن مذكرة الاعتقال صالحة.

### العلاقات الخارجية

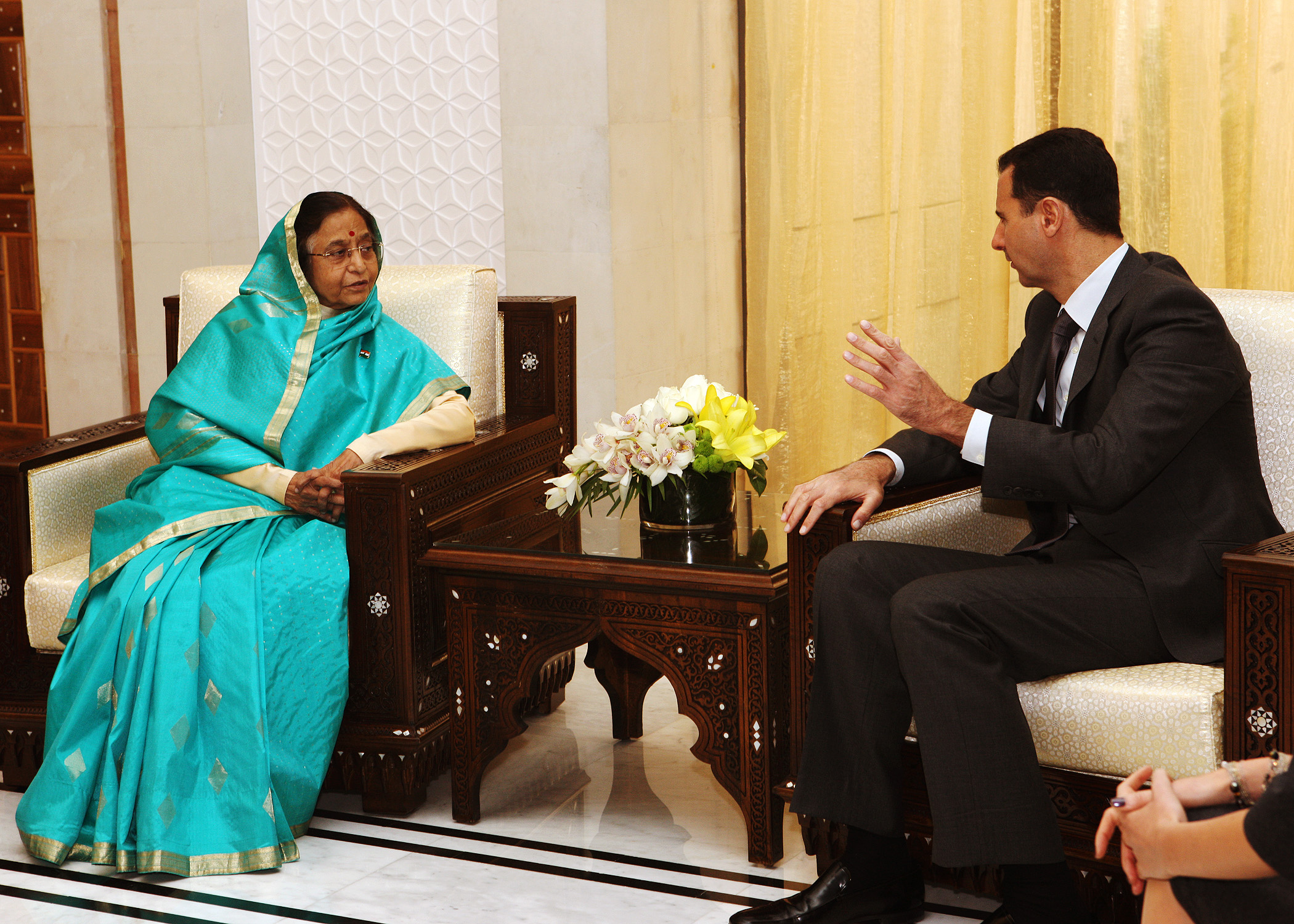
الأسد مع الرئيسة الهندية براتيبها باتيل في دمشق عام 2010

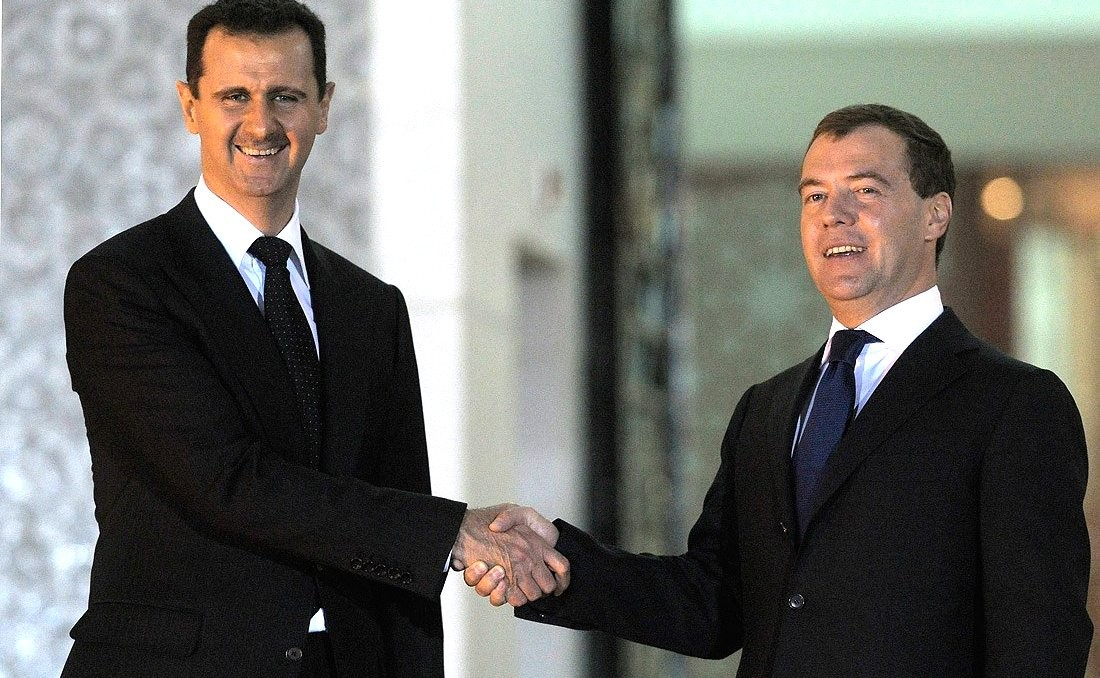
الأسد مع الرئيس الروسي دميتري ميدفيديف في 2010

#### حرب العراق والتمرد
عارض الأسد غزو العراق عام 2003 بالرغم من العداء المستمر بين الحكومتين السورية والعراقية. وقد استخدم الاسد مقعد سوريا في أحد المواقف المتناوبة في مجلس الأمن الدولي في محاولة لمنع غزو العراق.
وقال ضابط المخابرات الأمريكية المخضرم مالكولم نانس، إن الحكومة السورية أقامت علاقات عميقة مع نائب رئيس مجلس قيادة الثورة العراقي السابق عزت إبراهيم الدوري. على الرغم من الاختلافات التاريخية بين فصيلي البعث، إلا أن الدوري حث صدام على فتح خطوط أنابيب النفط مع سوريا، وبناء علاقة مالية مع عائلة الأسد. بعد غزو العراق عام 2003، زعم أن الدوري هرب إلى دمشق حيث نظم القيادة الوطنية للمقاومة الإسلامية التي نسقت العمليات القتالية الرئيسية خلال التمرد العراقي. وفي عام 2009، صرح الجنرال ديفيد بترايوس، الذي كان يترأس آنذاك القيادة المركزية للولايات المتحدة، للصحفيين من العربية بأن الدوري يقيم في سوريا.
اتهم القائد الأمريكي لقوات التحالف في العراق جورج و. كايسي الابن، الأسد بتوفير التمويل واللوجستيات والتدريب للمتمردين في العراق لشن هجمات ضد القوات الأمريكية والقوات المتحالفة التي تحتل العراق. اتهم قادة عراقيون مثل مستشار الأمن القومي السابق موفق الربيعي ورئيس الوزراء السابق نوري المالكي الأسد بإيواء ودعم المسلحين العراقيين.

#### مصر
في بداية الربيع العربي، ركزت وسائل الإعلام الحكومية السورية بشكل أساسي على حسني مبارك من مصر، وشوهته بوصفه مؤيد للولايات المتحدة، وقارنته بشكل غير مؤات مع الأسد. وقال الأسد لصحيفة وول ستريت جورنال في نفس الفترة إنه يعتبر نفسه «معاديا لإسرائيل» و«معاديا للغرب»، وأنه بسبب هذه السياسات لم يكن في خطر الإطاحة به.

#### الانخراط في لبنان
جادل الأسد بأن سحب سوريا التدريجي لقواتها من لبنان، بداية من عام 2000، كان نتيجة لاغتيال رئيس الوزراء اللبناني رفيق الحريري وانتهى في مايو 2005. ووفقا لشهادة قدمت إلى المحكمة الخاصة بلبنان، عندما تحدث إلى رفيق الحريري في القصر الرئاسي بدمشق في أغسطس 2004، زُعم أن الأسد قال له: «سأكسر لبنان فوق رأسك [الحريري] ورأس وليد جنبلاط» إذا لم يسمح لإميل لحود بالبقاء في منصبه رغم اعتراضات الحريري؛ ويعتقد أن هذا الحادث مرتبط باغتيال الحريري اللاحق. في أوائل عام 2015، صرح الصحفي والوسيط اللبناني السوري المخصص علي حمادة أمام المحكمة الخاصة بلبنان بأن محاولات رفيق الحريري لتخفيف حدة التوتر مع سوريا اعتبرها الأسد «استهزاء».
وعلى الرغم من إعادة انتخابه في عام 2007، اعتبر البعض أن موقف الأسد قد أضعفه انسحاب القوات السورية من لبنان في أعقاب ثورة الأرز في عام 2005. كما كانت هناك ضغوط من الولايات المتحدة بشأن الادعاءات بأن سوريا مرتبطة بالشبكات الإرهابية، والتي تفاقمت من جراء الإدانة السورية لاغتيال الزعيم العسكري لحزب الله عماد مغنية في دمشق عام 2008. وقال وزير الداخلية بسام عبد المجيد أن «سوريا التي تدين هذا العمل الإرهابي الجبان تعرب عن تعازيها لعائلة الشهيد وللشعب اللبناني».
وفي مايو 2015، حكم على السياسي اللبناني ميشال سماحة بالسجن أربع سنوات ونصف العام لدوره في مؤامرة إرهابية بالقنابل زعم أن الأسد كان على علم بها.

#### الصراع العربي الإسرائيلي
تتهم الولايات المتحدة والاتحاد الأوروبي وتحالف 14 آذار وفرنسا الأسد بتقديم الدعم للجماعات المسلحة النشطة ضد إسرائيل والجماعات السياسية المعارضة. وتشمل الفئة الأخيرة معظم الأحزاب السياسية بخلاف حزب الله وحماس وحركة الجهاد الإسلامي في فلسطين. وبحسب معهد أبحاث الإعلام في الشرق الأوسط، قال الأسد إن بإمكان الولايات المتحدة الاستفادة من التجربة السورية في محاربة منظمات مثل الإخوان المسلمين في مجزرة حماة.
وقال الأسد في خطاب حول حرب لبنان عام 2006 في أغسطس 2006 أن حزب الله «رفع راية النصر»، مشيدا بتصرفاته باعتبارها «مقاومة ناجحة».
وفي أبريل 2008، قال الأسد لصحيفة قطرية إن سوريا وإسرائيل تبحثان معاهدة سلام منذ عام. وقد أكد ذلك في مايو 2008، متحدث باسم رئيس الوزراء الإسرائيلي إيهود أولمرت. وفضلا عن المعاهدة، تجري مناقشة مستقبل مرتفعات الجولان. ونقلت صحيفة الغارديان عن الأسد قوله للصحيفة القطرية:
... لن تكون هناك مفاوضات مباشرة مع إسرائيل حتى يتولى الرئيس الأمريكي الجديد منصبه. وقال الأسد للصحيفة ان الولايات المتحدة هي الطرف الوحيد المؤهل لرعاية أي محادثات مباشرة لكنه أضاف أن إدارة بوش «لا تملك الرؤية أو الإرادة لعملية السلام. ليس لديها أي شيء».
ووفقا للبرقيات الأمريكية المسربة، وصف الأسد حماس بأنها «ضيف غير مدعو» وقال «إذا أردتني أن أكون فاعلا ونشيطا، يجب أن أكون على علاقة مع جميع الأطراف. حماس هي جماعة الإخوان المسلمين، ولكن علينا أن نتعامل مع واقع وجودهم»، مقارناً بين حماس والإخوان المسلمين السوريين الذين سحقهم والده حافظ الأسد. وأضاف أن حماس ستختفي إذا تم احلال السلام في الشرق الأوسط.
وأشار الأسد إلى أن معاهدة السلام التي يتصورها لن تكون من نوع معاهدة السلام التي تبرمها إسرائيل مع مصر، حيث يوجد معبر حدودي قانوني وتجارة مفتوحة. وفي مقابلة مع تشارلي روز في عام 2006، قال الأسد: «هناك فرق كبير بين الحديث عن معاهدة سلام والسلام. معاهدة السلام مثل وقف دائم لإطلاق النار. ليس هناك حرب، ربما لديك سفارة، ولكن في الواقع لن يكون لديك تجارة، لن يكون لديك علاقات طبيعية لأن الناس لن يتعاطفوا مع هذه العلاقة طالما أنهم متعاطفون مع الفلسطينيين: نصف مليون يعيشون في سوريا ونصف مليون في لبنان وبضعة ملايين أخرى في دول عربية أخرى».
وخلال زيارة البابا يوحنا بولس الثاني لسوريا عام 2001، طلب الأسد اعتذارا للمسلمين عن الحملات الصليبية وانتقد المعاملة الإسرائيلية للفلسطينيين، مشيرا إلى أن «الأراضي في لبنان والجولان وفلسطين احتلت من قبل الذين قتلوا مبدأ المساواة عندما ادعوا أن الله خلق شعبا متميزا فوق جميع الشعوب الأخرى». كما قارن معاناة الفلسطينيين على أيدي الإسرائيليين بالمعاناة التي عانى منها يسوع في يهودا، وقال إنهم «حاولوا قتل مبادئ جميع الأديان بنفس العقلية التي خانوا فيها يسوع المسيح وبنفس الطريقة التي حاولوا فيها خيانة النبي محمد وقتله». وردا على اتهامات بأن تعليقه معاد للسامية، قال الأسد «نحن في سوريا نرفض مصطلح معاداة السامية... السامية عرق و[السوريون] لا ينتمون إلى هذا العرق فحسب بل هم جوهره. ومن ناحية أخرى، فإن اليهودية هي دين يمكن أن يعزى إلى جميع الأعراق». وقال أيضا «كنت أتحدث عن الإسرائيليين، وليس عن اليهود... عندما أقول أن إسرائيل تنفذ عمليات القتل، إنها الحقيقة: إسرائيل تعذب الفلسطينيين. لم أتحدث عن اليهود»، وانتقد وسائل الإعلام الغربية لإساءة تفسير تعليقاته.
وفي فبراير 2011، دعم الأسد مبادرة لاستعادة عشرة كُنُس يهودية في سوريا، التي كان عدد اليهود فيها 30 ألف يهودي في عام 1947، ولكن 200 يهودي فقط بحلول عام 2011.

#### الولايات المتحدة

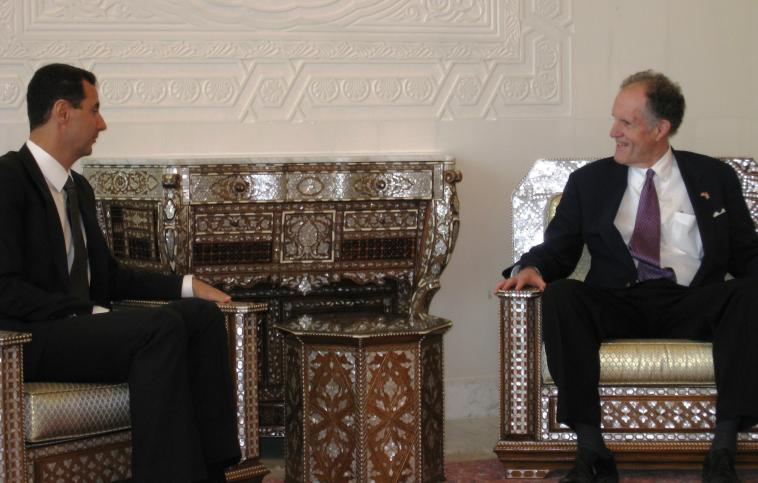
الأسد يلتقي السيناتور الأمريكي تيد كوفمان عام 2009

التقى الأسد مع علماء الولايات المتحدة وقادة السياسة خلال زيارة دبلوماسية العلوم في عام 2009، وأعرب عن اهتمامه ببناء جامعات بحثية واستخدام العلوم والتكنولوجيا لتعزيز الابتكار والنمو الاقتصادي.
وردا على الأمر التنفيذي رقم 13769 الذي تم بموجبه تعليق اللاجئين من سوريا إلى أجل غير مسمى من القدرة على إعادة التوطين في الولايات المتحدة، بدا أن الأسد دافع عن هذا الإجراء، قائلا: «إنه ضد الإرهابيين الذين سيتسللون إلى بعض المهاجرين إلى الغرب... وأعتقد أن هدف ترامب هو منع هؤلاء الناس من المجيء»، مضيفا أنه «ليس ضد الشعب السوري». وكان رد الفعل هذا مناقضا للقادة الآخرين للبلدان المتأثرة بالأمر التنفيذي الذين أدانوا هذا الأمر.

#### كوريا الشمالية
يزعم أن كوريا الشمالية ساعدت سوريا في تطوير وتعزيز برنامج الصواريخ الباليستية. كما أفادت التقارير أنهم ساعدوا سوريا على تطوير مفاعل نووي مشتبه به في محافظة دير الزور. وقال مسؤولون اميركيون إن المفاعل ربما «ليس مخصص لأغراض سلمية»، لكن مسؤولين أمريكيين كبار في المخابرات شككوا في أن الهدف منه هو إنتاج أسلحة نووية. تم تدمير المفاعل النووي المفترض من قبل القوات الجو الإسرائيلية في عام 2007 خلال عملية البستان. وعقب الغارة الجوية، وجهت سوريا رسالة إلى الأمين العام للأمم المتحدة بان كي مون، وصفت فيها التوغل بأنه «خرق للمجال الجوي للجمهورية العربية السورية» و«ليست المرة الأولى التي تنتهك فيها إسرائيل» المجال الجوي السوري.
وخلال استضافته وفداً من كوريا الشمالية برئاسة نائب وزير الخارجية الكوري الشمالي سين هونغ تشول، قال الأسد إن سوريا وكوريا الشمالية «مستهدفان» لأنهما «من بين الدول القليلة التي تتمتع باستقلال حقيقي».
ووفقا لمصادر المعارضة السورية، أرسلت كوريا الشمالية وحدات عسكرية للقتال نيابة عن الأسد في الحرب الأهلية السورية.
في عام 2018، كشفت الأمم المتحدة كوريا الشمالية لتسهيلها لتطوير سوريا للأسلحة الكيميائية. وفقا لتقرير من محققي الأمم المتحدة، زودت كوريا الشمالية الحكومة السورية ببلاط مقاوم للأحماض وصمامات ومقاييس حرارة. وبالإضافة إلى ذلك، شوهد فنيون في مجال القذائف من جمهورية كوريا الشعبية الديمقراطية داخل مختلف مرافق الأسلحة الكيميائية السورية. ويقال إن هذه السلسلة التي تضم نحو 40 شحنة غير مبلَّغ عنها بين كوريا الشمالية وسوريا، كانت مواد الأسلحة الكيميائية وكذلك أجزاء الصواريخ الباليستية المحظورة، قد حدثت خلال الفترة 2012–2017.

### القاعدة وتنظيم الدولة الإسلامية
في عام 2001، أدان الأسد هجمات 11 سبتمبر. في عام 2003، كشف الأسد في مقابلة مع صحيفة كويتية أنه يشك في أن تنظيم القاعدة موجود حتى. ونقل عنه قوله «هل هناك فعلا كيان يدعى القاعدة؟ هل كان في أفغانستان؟ هل هو موجود الآن؟» وذهب كذلك إلى ملاحظة بشأن أسامة بن لادن، معلقاً: «لا يستطيع التحدث عبر الهاتف أو استخدام الإنترنت، ولكن يمكنه توجيه الاتصالات إلى أركان العالم الأربعة؟ هذا غير منطقي».
كانت علاقة الأسد مع القاعدة والدولة الإسلامية موضع اهتمام كبير. في عام 2014، قال الصحفي وخبير الإرهاب بيتر ر. نيومان، نقلا عن السجلات السورية التي استولت عليها القوات الأمريكية في بلدة سنجار الحدودية العراقية وبرقيات وزارة الخارجية المسربة، أنه «في السنوات التي سبقت الانتفاضة، كان الأسد وأجهزة مخابراته يرون أنه يمكن تعزيز الجهاد والتلاعب به لخدمة أهداف الحكومة السورية». وتضمنت برقيات مسربة أخرى تصريحات للجنرال الأمريكي ديفيد بترايوس جاء فيها أن «بشار الأسد كان على علم تام بأن صهره آصف شوكت مدير المخابرات العسكرية السورية كان على علم مفصل بأنشطة ميسر تنظيم القاعدة أبو غادية، الذي كان يستخدم الأراضي السورية لجلب مقاتلين أجانب ومفجرين انتحاريين إلى العراق»، مع إشارة برقيا لاحقة، أن بتريوس يعتقد أنه «مع مرور الوقت، سينقلب هؤلاء المقاتلين على مضيفيهم السوريين ويبدأون في شن هجمات ضد نظام بشار الاسد نفسه».
خلال حرب العراق، اتهمت حكومة الأسد بتدريب الجهاديين وتسهيل مرورهم إلى العراق، مع بقاء طرق التسلل هذه نشطة حتى الحرب الأهلية السورية؛ وقد صرح الجنرال الأمريكي جاك كين أن «مقاتلي القاعدة الذين عادوا إلى سوريا، أنا واثق أنهم يعتمدون على الكثير الذي تعلموه في الانتقال عبر سوريا إلى العراق لأكثر من خمس سنوات عندما كانوا يشنون حربا ضد الولايات المتحدة وقوات المساعدة الأمنية العراقية». هدد رئيس الوزراء العراقي نوري المالكي الأسد بمحكمة دولية في هذا الشأن، مما أدى في نهاية المطاف إلى غارة أبو كمال عام 2008، والغارات الجوية الأمريكية داخل سوريا خلال حرب العراق.
خلال الحرب الأهلية السورية، اتهمت العديد من أحزاب المعارضة والمناهضة للأسد بالتواطؤ مع داعش؛ وادعت عدة مصادر أنه تم إطلاق سراح سجناء داعش بشكل استراتيجي من السجون السورية في بداية الحرب الأهلية السورية عام 2011. وأفادت التقارير أيضا بأن الحكومة السورية اشترت النفط مباشرة من تنظيم الدولة الإسلامية. وقد ادعى رجل أعمال يعمل في كل من الحكومة والأراضي الخاضعة لسيطرة تنظيم الدولة الإسلامية أن حكومة الأسد «تعاملت مع داعش». في أوجه، داعش كان يجني 40 مليون دولار شهريا من بيع النفط، مع جداول البيانات والحسابات التي يحتفظ بها رئيس النفط أبو سياف والتي تشير إلى أن معظم النفط بيعت للحكومة السورية. في عام 2014، ادعى وزير الخارجية الأمريكي جون كيري أن حكومة الأسد تجنبت قوات داعش تكتيكيا من أجل إضعاف «المعارضة المعتدلة» مثل الجيش السوري الحر، وكذلك «التنازل عن بعض الأراضي لهم [داعش] بقصد جعلها أكثر من مشكلة حتى يتمكن من تقديم الحجة أنه بطريقة أو بأخرى حامي ضدهم». زعم تحليل قاعدة بيانات جين ديفينس الأسبوعية أن نسبة ضئيلة فقط من هجمات الحكومة السورية استهدفت داعش في عام 2014. وذكر الائتلاف الوطني السوري أن حكومة الأسد لديها عملاء داخل الدولة الإسلامية، وكذلك قيادة أحرار الشام. أعضاء داعش الذين أسروا من قبل الجيش الحر ادعوا أنهم تم توجيههم لارتكاب هجمات من قبل عملاء نظام الأسد. وقد اعترض أيمن جواد التميمي على مثل هذه التأكيدات في فبراير 2014، بحجة أن «داعش لديه سجل في محاربة النظام على جبهات متعددة»، فقد انخرط العديد من فصائل المتمردين في مبيعات النفط إلى النظام السوري لأنه «يعتمد الآن إلى حد كبير على واردات النفط العراقية عبر طرف ثالث لبناني ومصري وسطاء»، وبينما «يركز النظام غاراته الجوية [على المناطق] التي لديه فيها بعض التوقعات الحقيقية للتقدم»، فإن مزاعم بأنه «لم يضرب معاقل داعش» هي «غير صحيحة». وخلص إلى القول: «إن محاولة إثبات مؤامرة لتنظيم الدولة الإسلامية والنظام من دون أي دليل قاطع أمر غير مفيد، لأنها تلفت الانتباه عن الأسباب الحقيقية التي جعلت تنظيم الدولة الإسلامية ينمو ويكتسب مثل هذه الأهمية: أي أن الجماعات المتمردة تسامحت مع تنظيم الدولة الإسلامية». وبالمثل، ذكر ماكس أبرامز وجون غليسر في صحيفة لوس أنجلوس تايمز في ديسمبر 2017 أن «الدليل على رعاية الأسد لتنظيم الدولة الإسلامية ... كان على نحو قوي بالنسبة لرعاية صدام حسين لتنظيم القاعدة».
وفي أكتوبر 2014، صرح نائب الرئيس الأمريكي جو بايدن بأن تركيا والمملكة العربية السعودية والإمارات العربية المتحدة "صبت مئات الملايين من الدولارات وعشرات الآلاف من الأطنان من الأسلحة إلى أي شخص يحارب الأسد، باستثناء أن الأشخاص الذين تم توريدهم هم النصرة والقاعدة"، والعناصر المتطرفة للجهاديين القادمة من مناطق أخرى من العالم".
وقال مارك ليال غرانت، الممثل الدائم للمملكة المتحدة لدى الأمم المتحدة آنذاك، في بداية التدخل الذي تقوده الولايات المتحدة في سوريا إن «داعش وحش صنعه فرانكشتاين الأسد إلى حد كبير». وقال الرئيس الفرنسي فرانسوا هولاند «لا يمكن للأسد أن يكون شريكا في مكافحة الإرهاب، فهو حليف فعلي للجهاديين». وأشار المحلل نوح بونسي من مجموعة الأزمات الدولية إلى أن تنظيم الدولة الإسلامية مناسب سياسياً للأسد، لأن «تهديد تنظيم الدولة الإسلامية يوفر مخرجاً [للأسد] لأن النظام يعتقد أن الولايات المتحدة وغيرها من الدول الداعمة للمعارضة ستخلص في نهاية المطاف إلى أن النظام هو الشريك الضروري على أرض الواقع في مواجهة هذا التهديد الجهادي»، في حين قال روبن رايت من برنامج الشرق الأوسط في مركز وودرو ويلسون الدولي للعلماء أن «قرار العالم الخارجي بالتركيز على تنظيم الدولة الإسلامية قد خفف من الضغط على الأسد». في مايو 2015، ادعى ماريو أبو زيد من مركز كارنيجي للشرق الأوسط أن هجوم حزب الله الأخير «كشف حقيقة تنظيم الدولة الإسلامية (داعش) في القلمون؛ وأنه يتم تشغيله بواسطة مخابرات النظام السوري»، بعد أن شارك داعش في المنطقة في هجمات استكشافية ضد وحدات الجيش السوري الحر في بداية القتال.
في 1 يونيو 2015، صرحت الولايات المتحدة بأن حكومة الأسد «تقوم بغارات جوية لدعم» تقدم داعش على مواقع المعارضة السورية شمال حلب. وفي إشارة إلى الهجوم نفسه، اتهم رئيس الائتلاف الوطني السوري خالد خوجة الأسد بالعمل «كسلاح جوي لداعش»، مع ادعاء وزير دفاع المجلس الوطني السوري سليم إدريس أن نحو 180 ضابطاً مرتبطين بالأسد كانوا يخدمون في داعش وينسقون هجمات الجماعة مع الجيش العربي السوري. كريستوفر كوزاك من معهد دراسات الحرب يدعي أن «الأسد يرى هزيمة داعش على المدى الطويل ويولي الأولوية على المدى القصير والمتوسط، في محاولة لشل المعارضة السورية الأكثر أهمية [...] يشكل تنظيم الدولة الإسلامية تهديدا يمكن أن يتجمع فيه الكثير من الناس، وحتى لو كان النظام يتاجر ... الأراضي التي كانت في أيدي المتمردين إلى سيطرة تنظيم الدولة الإسلامية، مما يضعف المعارضة التي تتمتع بشرعية أكبر من تنظيم الدولة الإسلامية».
وفي عام 2015، أصدرت جبهة النصرة، فرع تنظيم القاعدة في سوريا، مكافأة بقيمة ملايين الدولارات لقتل الأسد. وقال رئيس جبهة النصرة أبو محمد الجولاني إنه سيدفع «ثلاثة ملايين يورو (3.4 ملايين دولار) لكل من يستطيع قتل بشار الأسد وإنهاء قصته». في عام 2015، كان خصوم الأسد الرئيسيون في المنطقة، قطر والمملكة العربية السعودية وتركيا، يدعمون بشكل علني جيش الفتح، وهو جماعة متمردة جامعة تضم جبهة النصرة المرتبطة بتنظيم القاعدة وتحالف سلفي آخر يعرف باسم أحرار الشام. في سياق النزاع، قام تنظيم الدولة الإسلامية بذبح المدنيين العلويين الموالين للحكومة وأعدم الجنود السوريين الأسرى، مع دعم معظم العلويين بشار الأسد، وهو نفسه علوي. وأفادت التقارير بأن تنظيم الدولة الإسلامية وجبهة النصرة والجماعات الجهادية المرتبطة بها قد تولوا زمام المبادرة في هجوم على القرى العلوية في محافظة اللاذقية السورية في أغسطس 2013.
وأدان الأسد هجمات باريس في نوفمبر 2015، لكنه أضاف أن دعم فرنسا للجماعات السورية المتمردة ساهم في انتشار الإرهاب، ورفض تبادل المعلومات الاستخباراتية مع السلطات الفرنسية بشأن التهديدات الإرهابية ما لم تغير فرنسا سياستها الخارجية تجاه سوريا.

## الحياة العامة والشخصية

### المعارضة والدعم على الصعيد المحلي
خلال الحرب الأهلية، سعى الدروز في سوريا في المقام الأول إلى الحفاظ على الحياد، «سعيا للبقاء بعيدا عن الصراع»، في حين أن أكثر من نصفهم يؤيدون حكومة الأسد على الرغم من ضعفها النسبي في المناطق الدرزية. وألقت حركة «شيوخ الكرامة» التي كانت تسعى إلى الحفاظ على الحياد والدفاع عن المناطق الدرزية، باللائمة على الحكومة بعد اغتيال زعيمها الشيخ وحيد البلعوس، مما أدى إلى احتجاجات واسعة النطاق أسفرت عن مقتل ستة من أفراد الأمن الحكوميين.
أفادت التقارير في مراحل مختلفة من الحرب الأهلية السورية أن أقليات دينية أخرى مثل العلويين والمسيحيين في سوريا تحبذ حكومة الأسد بسبب علمانيتها، إلا أن المعارضة موجودة بين المسيحيين الآشوريين الذين ادعوا أن حكومة الأسد تسعى إلى استخدامها كـ«الدمى» وتنكر عرقهم المميز، وهو غير عربي. وقد كتب على نطاق واسع عن الجالية العلوية السورية في وسائل الإعلام الأجنبية باعتبارها قاعدة الدعم الأساسي بشار الأسد ويقال أنها تسيطر على جهاز الأمن الحكومي، ولكن في أبريل 2016 ذكرت هيئة الإذاعة البريطانية أن قادة العلويين أصدروا وثيقة ساعين لينأون بأنفسهم عن الأسد.
وفي عام 2014، التحالف المجلس العسكري السرياني المسيحي، وهو أكبر منظمة مسيحية في سوريا، مع الجيش السوري الحر المعارض للأسد، وانضم إلى ميليشيات مسيحية سورية أخرى مثل سوتورو الذي انضم إلى المعارضة السورية ضد حكومة الأسد.
في يونيو 2014، فاز الأسد في انتخابات رئاسية متنازع عليها أجريت في المناطق التي تسيطر عليها الحكومة (وتم تجاهلها في المناطق التي تسيطر عليها المعارضة والمناطق الكردية التي يحكمها حزب الاتحاد الديمقراطي) بنسبة 88.7% من الأصوات. وتشير التقديرات إلى أن نسبة المشاركة بلغت 73.2% في المائة من الناخبين المؤهلين، بما في ذلك الناخبين في المناطق التي يسيطر عليها المتمردون. وقال الأفراد الذين أجريت معهم مقابلات في «حي الطبقة الوسطى في وسط دمشق يهيمن عليه السنة»، إن هناك دعما كبيرا للأسد بين السنة في سوريا. وانتقد الأمين العام للأمم المتحدة بان كي مون محاولات إجراء انتخابات في ظل ظروف الحرب الأهلية الجارية.

### الدعم الدولي

#### الجناح اليميني
يأتي دعم الأسد من الجناح اليميني في معظمه من اليمين المتطرف، سواء قبل الحرب الأهلية السورية أو خلالها. وكان ديفيد دوك قد استضاف في عام 2005 خطابا تلفازيا على التلفزيون الوطني السوري. دُعي جورجي شتشوكين إلى سوريا في عام 2006 من قبل وزير الخارجية السوري ومنحه ميدالية من حزب البعث، في حين منحت مؤسسة شوشكين الأكاديمية الأقاليمية لإدارة شؤون الموظفين الأسد الدكتوراه الفخرية. في عام 2014، ادعى مركز سيمون فيزنتال أن بشار الأسد قد آوى ألويس برونر في سوريا، وزعم أن برونر نصح حكومة الأسد بتطهير الجالية اليهودية في سوريا.
الجبهة الوطنية في فرنسا كانت من المؤيدين البارزين للأسد منذ اندلاع الحرب الأهلية السورية، وكذلك الزعيم السابق للطريق الثالث. في إيطاليا، كان الحزبان الجبهة الجديدة وكاسابوند مؤيدين للأسد، حيث قامت الجبهة الجديدة بوضع ملصقات مؤيدة للأسد، وأشاد زعيم الحزب بالتزام الأسد بإيديولوجية القومية العربية في عام 2013، في حين أصدر كاسابوند أيضاً بيانات دعم الأسد. ممثل الحزب السوري القومي الاجتماعي عدي رمضان عمل في إيطاليا لتنظيم حركات دعم للأسد. ومن بين الأحزاب السياسية الأخرى التي أعربت عن دعمها للأسد الحزب الديمقراطي الوطني الألماني، وإحياء بولندا الوطني، وحزب الحرية النمساوي، وحزبي الهجوم البلغاري، وحزب يوبيك المجري، والحزب الراديكالي الصربي، وحزبي التجديد الوطني البرتغالي، فضلا عن حزبي الكتائب الإسبانية لجمعيات الهجوم الوطني النقابي والكتائب الأصيلة الإسبانيين. وقد تحدث حزب الفجر الذهبي اليوناني النازي الجديد لصالح الأسد، وزعمت جماعة بلاك ليلي الشتراسرية أنها أرسلت مرتزقة إلى سوريا للقتال إلى جانب الجيش السوري.
اُختيرَ نيك غريفين، الزعيم السابق للحزب الوطني البريطاني، من قبل حكومة الأسد لتمثيل المملكة المتحدة كسفير وفي المؤتمرات التي عقدتها الحكومة؛ وكان غريفين ضيفا رسميا على الحكومة السورية ثلاث مرات منذ بداية الحرب الأهلية. استقبلت جبهة التضامن الأوروبي من أجل سوريا، التي تمثل العديد من الجماعات السياسية اليمينية المتطرفة من جميع أنحاء أوروبا، وفودها في البرلمان الوطني السوري، والتقى بوفد واحد رئيس البرلمان السوري محمد جهاد اللحام، ورئيس الوزراء وائل نادر الحلقي، ونائب وزير الخارجية فيصل مقداد. في مارس 2015، التقى الأسد مع فيليب ديوينتر من الحزب البلجيكي المصلحة الفلمنكية. في عام 2016، التقى الأسد بوفد فرنسي ضم الزعيم السابق لحركة الشباب التابعة للجبهة الوطنية جوليان روشيدي.

#### الجناح اليساري
منذ بداية الحرب الأهلية السورية، انقسم الدعم اليساري للأسد؛ واتهمت حكومة الأسد بالتلاعب بسخرية بالهوية الطائفية ومعاداة الإمبريالية لمواصلة أسوأ أنشطتها. وخلال زيارة إلى جامعة دمشق في نوفمبر 2005، قال السياسي البريطاني جورج غالاوي عن الأسد وعن البلد الذي يقوده: «بالنسبة لي هو آخر حاكم عربي، وسوريا هي آخر دولة عربية. إنها قلعة الكرامة المتبقية للعرب،» و«نفسا من الهواء النقي».
وأعربت الجبهة الديمقراطية للسلام والمساواة عن دعمها لحكومة بشار الأسد. وأكد زعيم الحزب الاشتراكي الموحد لفنزويلا ورئيس فنزويلا نيكولاس مادورو دعمه الكامل للشعب السوري في نضاله من أجل السلام، ويؤكد من جديد إدانته القوية ل"الأعمال المزعزعة للاستقرار التي لا تزال في سوريا، بتشجيع من أعضاء حلف شمال الأطلسي". بعث زعيم جبهة التحرير الوطني والرئيس الجزائري عبد العزيز بوتفليقة برقية تهنئة إلى الأسد بمناسبة فوزه بالانتخابات الرئاسية. وقال زعيم الحزب التقدمي الشعبي الغياني ورئيس غيانا دونالد راموتار إن فوز الأسد في الانتخابات الرئاسية انتصار كبير لسوريا. رئيس المؤتمر الوطني الأفريقي ورئيس جنوب افريقيا جاكوب زوما هنأ الاسد على فوزه بالانتخابات الرئاسية. قال زعيم الجبهة الساندينية للتحرير الوطني ورئيس نيكاراغوا، دانييل أورتيغا، إن فوز الأسد [في الانتخابات الرئاسية] هو خطوة مهمة لتحقيق السلام في سوريا ودليل واضح على ثقة الشعب السوري برئيسه كزعيم وطني ويؤيد السياسات التي تهدف إلى الحفاظ على سيادة سوريا ووحدتها". الجبهة الشعبية لتحرير فلسطين تدعم حكومة الأسد. وقال أبو مازن زعيم فتح ورئيس دولة فلسطين إن انتخاب الرئيس الأسد يعني "الحفاظ على وحدة سوريا وسيادتها، وسيساعد على إنهاء الأزمة ومواجهة الإرهاب، متمنيا الرخاء والسلامة لسوريا".
وأعرب رئيس بيلاروس ألكسندر لوكاشينكو عن ثقته في أن سوريا سوف تقضي على الأزمة الحالية وتواصل تحت قيادة الرئيس الأسد «مكافحة الإرهاب والتدخل الأجنبي في شؤونها الداخلية».

### العلاقات العامة الدولية

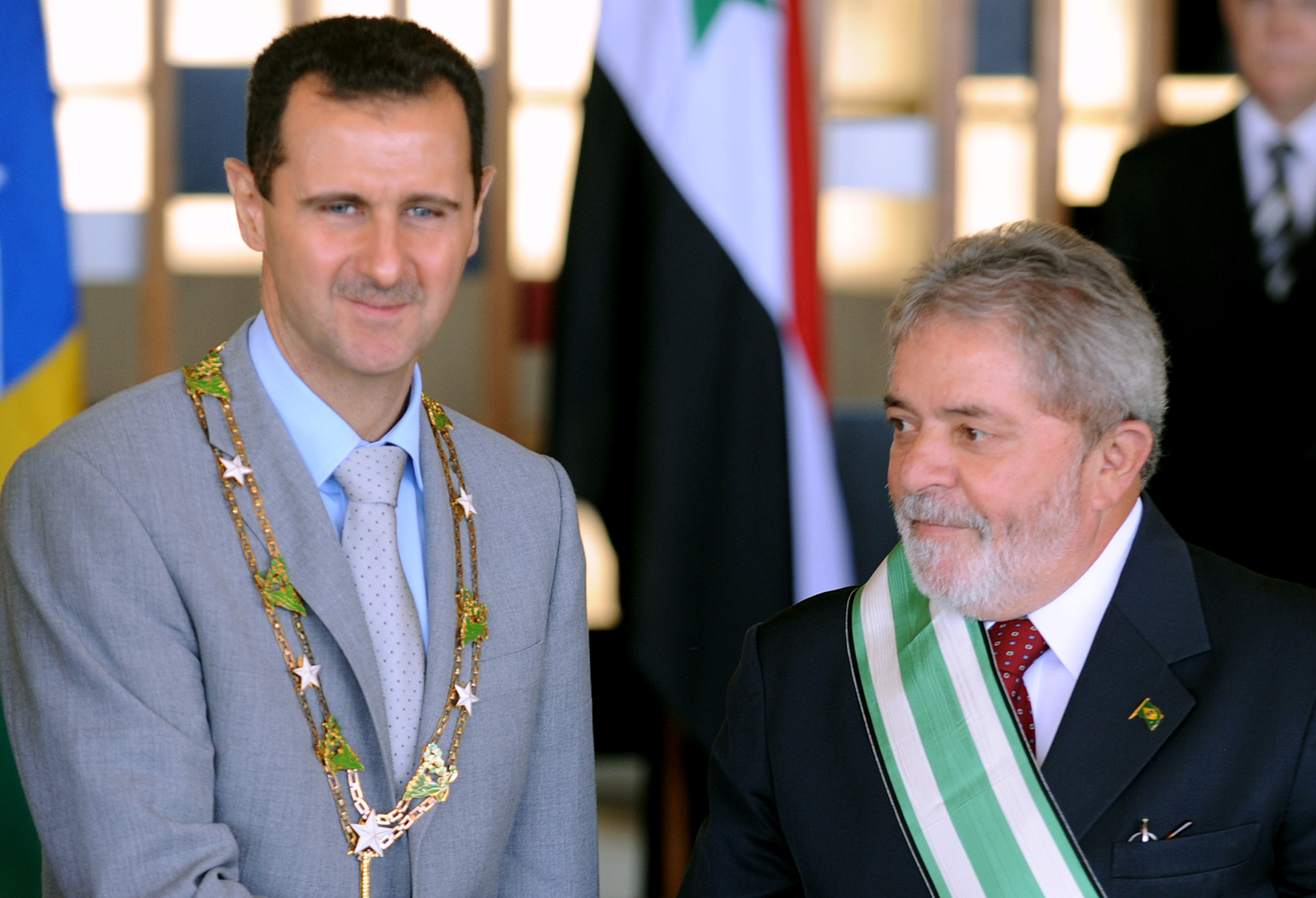
بشار الأسد يرتدي الطوق كبير لوسام الصليب الجنوبي الوطني، يرافقه الرئيس البرازيلي لويس إيناسيو لولا دا سيلفا في برازيليا، 30 يونيه 2010

من أجل الترويج لصورتهم وتصويرهم الإعلامي في الخارج، استعان بشار الأسد وزوجته أسماء الأسد بشركات ومستشارين في مجال العلاقات العامة المقيمين في الولايات المتحدة والمملكة المتحدة. وتجدر الإشارة إلى أن هذه الشركات حصلت على صور فوتوغرافية لأسماء الأسد مع مجلات الموضة والمشاهير، بما في ذلك مقالة فوغ في مارس 2011 «وردة في الصحراء». وتشمل هذه الشركات بيل بوتينجر وبراون لويد جيمس، وتدفع للأخيرة 5،000 دولار شهريا لقاء خدماتها.
في بداية الحرب الأهلية السورية، تعرضت شبكات الحكومة السورية للاختراق من قبل مجموعة أنونيموس، وكشفت عن أنه تم تعيين صحفي سابق في قناة الجزيرة لتقديم المشورة للأسد حول كيفية التلاعب بالرأي العام في الولايات المتحدة. وكان من بين النصائح اقتراح مقارنة الانتفاضة الشعبية ضد النظام باحتجاجات احتل وول ستريت. في تسريب بريد إلكتروني منفصل بعد عدة أشهر من قبل المجلس الأعلى للثورة السورية الذي نشرته صحيفة الغارديان، كشف أن مستشاري الأسد قد نسّقوا مع مستشار إعلامي حكومي إيراني. في مارس 2015، تم تسليم نسخة موسعة من التسريبات المذكورة أعلاه إلى ناو نيوز ونشرت في الشهر التالي.

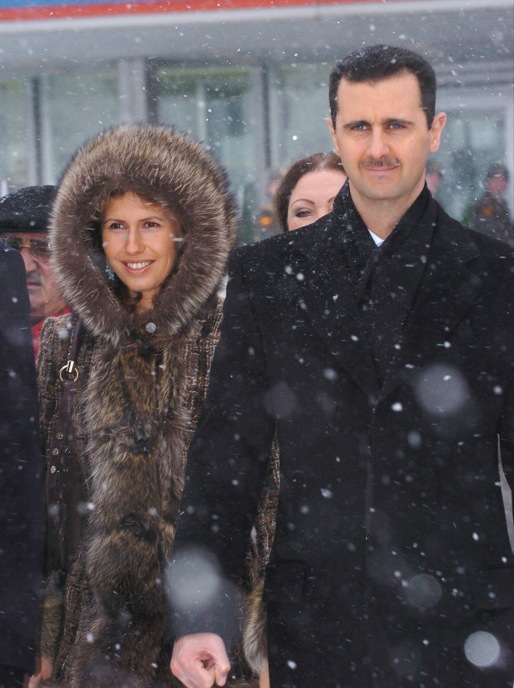
بشار الأسد وزوجته أسماء في موسكو، 27 يناير 2005

بعد بدء الحرب الأهلية السورية، بدأ الأسد حملة على وسائل التواصل الاجتماعي شملت بناء حضور على الفيسبوك ويوتيوب، وعلى الأخص إنستغرام. وأفيد بأن حساب الرئيس السوري بشار الأسد جرى تنشيطه، ولكن لم يتم التحقق منه. وأدى ذلك إلى الكثير من الانتقادات، ووصفته أتلانتيك واير بأنها «حملة دعائية جعلت عائلة الأسد تبدو أسوأ في نهاية المطاف». كما يزعم أن حكومة الأسد ألقت القبض على نشطاء لإنشاء مجموعات الفيسبوك التي لم توافق عليها الحكومة، وناشدت مباشرة تويتر إزالة الحسابات التي كرهتها. وأدت حملة وسائل التواصل الاجتماعي ، وكذلك رسائل البريد الإلكتروني التي سبق تسريبها، إلى إجراء مقارنات مع تقرير هانا آرنت المعنون «تقرير عن تفاهة الشر» من قبل صحيفة الغارديان، ونيويورك تايمز، والفايننشال تايمز.
وفي أكتوبر 2014، عُرض في متحف ذكرى الهولوكوست في الولايات المتحدة، 27،000 صورة فوتوغرافية تصور التعذيب الذي ارتكبته حكومة الأسد. واستؤجر محامون لكتابة تقرير عن الصور من قبل مكتب المحاماة البريطاني كارتر-راك، الذي تموله حكومة قطر بدوره.
في نوفمبر 2014، أفادت مؤسسة كيليام بأن حملة دعائية، ادعوا أنها «تحظى بدعم الأسد الكامل»، نشرت تقارير كاذبة عن مقتل الجهاديين المولودين في الغرب من أجل صرف الانتباه عن جرائم الحرب المزعومة التي ارتكبتها الحكومة. باستخدام صورة لمقاتل شيشاني من الحرب الشيشانية الثانية، وزعت تقارير وسائل الإعلام الموالية للأسد على وسائل الإعلام الغربية، مما أدى إلى نشر قصة كاذبة عن مقتل جهادي بريطاني غير موجود.
في عام 2015، تدخلت روسيا في الحرب الأهلية السورية دعما للأسد، وفي 21 أكتوبر 2015، سافر الأسد إلى موسكو واجتمع مع الرئيس الروسي فلاديمير بوتين، الذي قال فيما يتعلق بالحرب الأهلية: «لا يمكن اتخاذ هذا القرار إلا من قبل الشعب السوري. سوريا بلد صديق. ونحن مستعدون لدعمها ليس عسكريا فحسب بل سياسيا أيضا».

## الحياة الشخصية

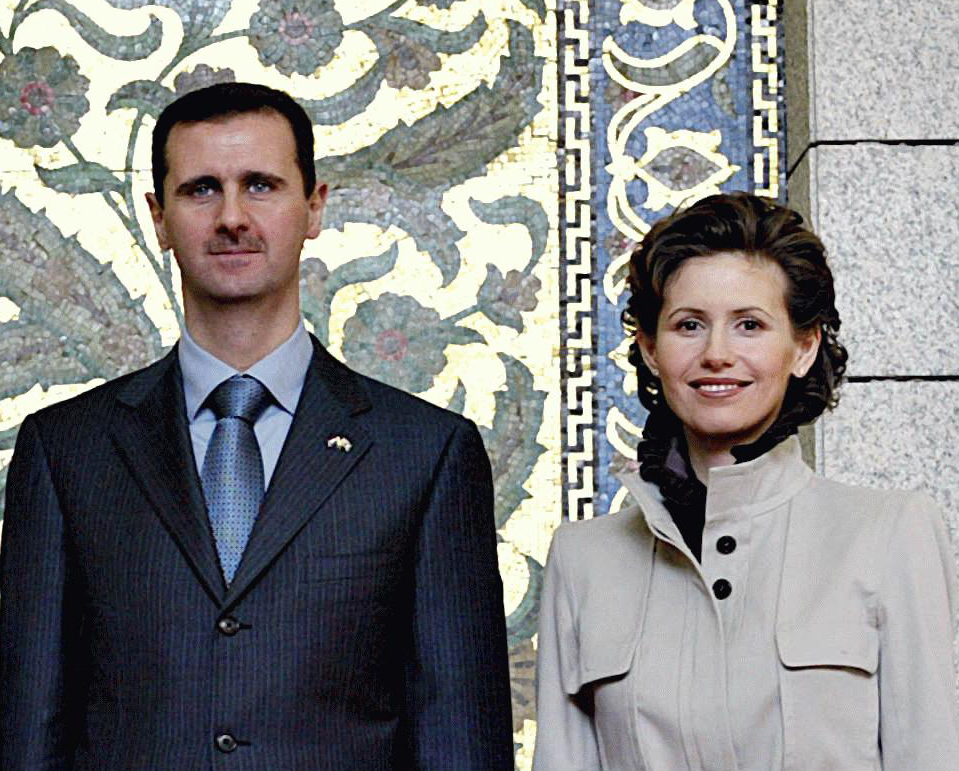
بشار الأسد وزوجته أسماء الأسد

بشار الأسد مسلم من الطائفة العلوية. يجيد اللغة الإنجليزية بطلاقة، ويمتلك مهارات محادثة أساسية في اللغة الفرنسية، عندما درس في مدرسة الحرية الفرنسية-العربية في دمشق. تزوج من أسماء الأخرس في ديسمبر 2000، وهي مواطنة بريطانية من أصل سوري من مواليد أكتون. أنجبت أسماء في عام 2001 طفلهما الأول، أسماه والده حافظ تيمناً بجده حافظ الأسد. تخرج حافظ بشار الأسد في صيف 2023 من جامعة موسكو الحكومية برسالة ماجستير في نظرية الأعداد.
وُلدت ابنتهما زين في عام 2003، ثم ولدهما الثاني كريم في عام 2004. صرّح الأسد في مقابلة أن زوجته كانت حاملاً في يناير 2013؛ ولكن لم تُنشر لاحقًا تقارير عن إنجاب طفل رابع.[بحاجة لمصدر]
أدى بشار مناسك الحج مرتين، في عامي 1999 و2000. وبسبب الأحداث غادرت شقيقته، بشرى الأسد، ووالدته، أنيسة مخلوف، سوريا في عامي 2012 و2013 للعيش في الإمارات العربية المتحدة. ثم بعدها عادت أنيسة مخلوف إلى دمشق وتوفيت في عام 2016.

## الجوائز والأوسمة
الأوسمة أو الجوائز التي ألغيت أو سحبت.
| الشريط | الوسام                                                          | الدولة                   | التاريخ       | الموقع   | الملاحظات | المرجع          |
| ------ | --------------------------------------------------------------- | ------------------------ | ------------- | -------- | --- | --------------- |
|        | الوسام الأكبر من وسام جوقة الشرف الوطني                         | فرنسا                    | 25 يونيو 2001 | باريس    | أعلى رتبة في وسام جوقة الشرف في جمهورية فرنسا. أعاده بشار الأسد في 20 أبريل 2018 بعد بدء عملية سحب الوسام من قبل رئيس فرنسا، إيمانويل ماكرون، في 16 أبريل 2018. | [ 370 ] [ 371 ] |
|        | وسام الأمير ياروسلاف الحكيم                                     | أوكرانيا                 | 21 أبريل 2002 | كييف     | أُلغي في 18 مارس 2023، كجزء من العقوبات التي أصدرها رئيس أوكرانيا فولوديمير زيلينسكي، والتي ألغت جميع الأوسمة الأوكرانية السابقة التي منحت لحكومة الأسد          | [ 372 ] [ 373 ] |
|        | فارس الصليب الأعظم من وسام فرانسيس الأول                        | الصقليتين                | 21 مارس 2004  | دمشق     | وسام سلالة آل بوربون؛ أُلغي بعد عدة سنوات[متى؟] من قبل الأمير كارلو، دوق كاسترو.                                                                                 | [ 374 ] [ 375 ] |
|        | وسام زايد                                                       | الإمارات العربية المتحدة | 31 مايو 2008  | أبو ظبي  | أرفع وسام مدني في دولة الإمارات العربية المتحدة. | [ 376 ]         |
|        | وسام الوردة البيضاء لفنلندا                                     | فنلندا                   | 5 أكتوبر 2009 | دمشق     | أحد الأوسمة والأنواط والميداليات في فنلندا. | [ 377 ]         |
|        | وسام الملك عبد العزيز                                           | المملكة العربية السعودية | 8 أكتوبر 2009 | دمشق     | أرفع وسام في المملكة العربية السعودية. | [ 378 ]         |
|        | فارس الصليب الأعظم مع الطوق من وسام استحقاق الجمهورية الإيطالية | إيطاليا                  | 11 مارس 2010  | دمشق     | أعلى وسام في الجمهورية الإيطالية. أُلغي من قبل رئيس إيطاليا، جورجيو نابوليتانو، في 28 سبتمبر 2012 لـ"عدم الجدارة".                                               | [ 379 ] [ 380 ] |
|        | طوق نيشان المحرر                                                | فنزويلا                  | 28 يونيو 2010 | كاراكاس  | أرفع وسام في فنزويلا. | [ 382 ]         |
|        | الطوق الأعظم من وسام الصليب الجنوبي                             | البرازيل                 | 30 يونيو 2010 | برازيليا | أرفع وسام استحقاق في البرازيل. | [ 383 ]         |
|        | الصليب الأعظم من وسام الأرز                                     | لبنان                    | 31 يوليو 2010 | بيروت    | ثاني أعلى وسام شرف في لبنان. | [ 384 ]         |
|        | وسام الجمهورية الإسلامية                                        | إيران                    | 2 أكتوبر 2010 | طهران    | أعلى وسام وطني في إيران. | [ 385 ] [ 386 ] |
|        | وسام أوتسامونغا                                                 | أوسيتيا الجنوبية         | 2018          | دمشق     | وسام الدولة في أوسيتيا الجنوبية. | [ 387 ]         |

### فهرس الإحالات
المنشورات
1. 1 2  Mikaberidze (2013), p. 38.

الوب
بالعربية
1. ↑  الدلقموني، رماح. "المعارك بسوريا.. المعارضة تدخل دمشق وفرار بشار". الجزيرة نت. مؤرشف من الأصل في 2024-12-08. اطلع عليه بتاريخ 2024-12-08.

بالإنجليزية
1. ↑  Internet Movie Database (بالإنجليزية), QID:Q37312
2. ↑  Brockhaus Enzyklopädie | Baschar al- Assad (بالألمانية), OL:19088695W, QID:Q237227
3. ↑  "Rami Makhlouf: The rift at the heart of Syria's ruling family" (بالإنجليزية).
4. 1 2   https://www.rbc.ru/politics/08/12/2024/6755db779a7947c2bba5fbc9. {{استشهاد ويب}}: |url= بحاجة لعنوان (مساعدة) والوسيط |title= غير موجود أو فارغ (من ويكي بيانات) (مساعدة)
5. ↑   http://memoria.ebc.com.br/agenciabrasil/galeria/2010-06-30/lula-recebe-presidente-da-republica-arabe-siria-no-itamaraty. {{استشهاد ويب}}: |url= بحاجة لعنوان (مساعدة) والوسيط |title= غير موجود أو فارغ (من ويكي بيانات) (مساعدة)
6. ↑  Official Gazette of Venezuela. 28 يونيو 2010 http://historico.tsj.gob.ve/gaceta/junio/2862010/2862010-2886.pdf#page=2. {{استشهاد ويب}}: |url= بحاجة لعنوان (مساعدة) والوسيط |title= غير موجود أو فارغ (من ويكي بيانات) (مساعدة)
7. ↑   http://banchedati.camera.it/sindacatoispettivo_16/showXhtml.asp?highLight=0&idAtto=57321&stile=8. {{استشهاد ويب}}: |url= بحاجة لعنوان (مساعدة) والوسيط |title= غير موجود أو فارغ (من ويكي بيانات) (مساعدة)
8. ↑  Antti Matikkala (2017). Suomen Valkoisen Ruusun ja Suomen Leijonan ritarikunnat (بالفنلندية). Helsinki: Edita. p. 499. ISBN:978-951-37-7005-1. QID:Q113680680.
9. ↑   http://www.alriyadh.com/464904. {{استشهاد ويب}}: |url= بحاجة لعنوان (مساعدة) والوسيط |title= غير موجود أو فارغ (من ويكي بيانات) (مساعدة)
10. ↑   https://www.alwatanvoice.com/arabic/news/2008/06/01/129056.html. {{استشهاد ويب}}: |url= بحاجة لعنوان (مساعدة) والوسيط |title= غير موجود أو فارغ (من ويكي بيانات) (مساعدة)
11. ↑   https://zakon.rada.gov.ua/laws/show/362/2002#Text. {{استشهاد ويب}}: |url= بحاجة لعنوان (مساعدة) والوسيط |title= غير موجود أو فارغ (من ويكي بيانات) (مساعدة)
12. ↑   https://www.lemonde.fr/enquetes/article/2017/06/06/legion-d-honneur-le-revers-de-la-medaille_5139157_1653553.html. {{استشهاد ويب}}: |url= بحاجة لعنوان (مساعدة) والوسيط |title= غير موجود أو فارغ (من ويكي بيانات) (مساعدة)
13. ↑   https://www.nytimes.com/2018/04/20/world/europe/assad-france-legion-of-honor.html. {{استشهاد ويب}}: |url= بحاجة لعنوان (مساعدة) والوسيط |title= غير موجود أو فارغ (من ويكي بيانات) (مساعدة)
14. 1 2  Max Fisher. "The Only Remaining Online Copy of Vogue's Asma al-Assad Profile". The Atlantic. تمت أرشفته من الأصل في 15 مايو 2019. نسخة محفوظة 15 مايو 2019 على موقع واي باك مشين.
15. ↑  "Syria's Assad wins another term". BBC News. 29 May 2007. تمت أرشفته من الأصل في 05 مايو 2019. اطلع عليه بتاريخ 13 مارس 2015. نسخة محفوظة 05 مايو 2019 على موقع واي باك مشين.
16. ↑  "Democracy Damascus style: Assad the only choice in referendum". The Guardian. 28 May 2007. تمت أرشفته من الأصل في 20 أبريل 2019. نسخة محفوظة 20 أبريل 2019 على موقع واي باك مشين.
17. ↑  Bassem Mroue (18 April 2011). "Bashar Assad Resignation Called For By Syria Sit-In Activists". هافينغتون بوست. Associated Press. تمت أرشفته من الأصل في 12 May 2011. اطلع عليه بتاريخ 14 مارس 2015. نسخة محفوظة 5 مارس 2016 على موقع واي باك مشين.
18. ↑  "Arab League to offer 'safe exit' if Assad resigns". CNN. 23 July 2012. تمت أرشفته من الأصل في 11 أغسطس 2018. اطلع عليه بتاريخ 13 مارس 2015. نسخة محفوظة 11 أغسطس 2018 على موقع واي باك مشين.
19. ↑  "UN implicates Bashar al-Assad in Syria war crimes". BBC News. 2 December 2013. تمت أرشفته من الأصل في 02 أبريل 2019. اطلع عليه بتاريخ 13 مارس 2015. نسخة محفوظة 2 أبريل 2019 على موقع واي باك مشين.
20. 1 2  Rudoren، Jodi (30 November 2014). "A Long-Sought Fugitive Died Four Years Ago in Syria, Nazi Hunter Says". The New York Times. تمت أرشفته من الأصل في 20 مايو 2019. اطلع عليه بتاريخ 01 ديسمبر 2014. نسخة محفوظة 31 مايو 2019 على موقع واي باك مشين.
21. ↑  King، Esther (2 November 2016). "Assad denies responsibility for Syrian war". Politico. تمت أرشفته من الأصل في 07 نوفمبر 2018. اطلع عليه بتاريخ 21 ديسمبر 2016. The Syrian president maintained he was fighting to preserve his country and criticized the West for intervening. "Good government or bad, it's not your mission" to change it, he said. نسخة محفوظة 7 نوفمبر 2018 على موقع واي باك مشين.
22. ↑  Staff writer(s) (6 October 2016). "'Bombing hospitals is a war crime,' Syria's Assad says". ITV News. تمت أرشفته من الأصل في 11 أغسطس 2018. اطلع عليه بتاريخ 21 ديسمبر 2016. The intense bombardment of Aleppo during an army offensive that began two weeks ago has included several strikes on hospitals, residents and medical workers there have said. But Assad denied any knowledge of such attacks, saying that there were only "allegations". نسخة محفوظة 11 أغسطس 2018 على موقع واي باك مشين.
23. ↑  "Confident Assad launches new term in stronger position". Reuters. 16 July 2014. تمت أرشفته من الأصل في 12 يونيو 2018. نسخة محفوظة 12 يونيو 2018 على موقع واي باك مشين.
24. ↑  Evans، Dominic (28 April 2014). "Assad seeks re-election as Syrian civil war rages". Reuters. تمت أرشفته من الأصل في 18 أكتوبر 2015. اطلع عليه بتاريخ 13 مارس 2015. نسخة محفوظة 18 أكتوبر 2015 على موقع واي باك مشين.
25. 1 2  "UK's William Hague attacks Assad's Syria elections plan". BBC News. 15 May 2014. تمت أرشفته من الأصل في 30 أغسطس 2018. اطلع عليه بتاريخ 13 مارس 2015. نسخة محفوظة 30 أغسطس 2018 على موقع واي باك مشين.
26. ↑  "Syrians in Lebanon battle crowds to vote for Bashar al-Assad". The Guardian. 28 May 2014. تمت أرشفته من الأصل في 20 مارس 2019. اطلع عليه بتاريخ 09 نوفمبر 2017. نسخة محفوظة 20 مارس 2019 على موقع واي باك مشين.
27. ↑  "Bashar al-Assad sworn in for a third term as Syrian president". The Daily Telegraph. 16 July 2014. تمت أرشفته من الأصل في 10 أبريل 2018. اطلع عليه بتاريخ 17 ديسمبر 2016. نسخة محفوظة 10 أبريل 2018 على موقع واي باك مشين.
28. ↑  "Bashar al-Assad wins re-election in Syria as uprising against him rages on". The Guardian. 4 June 2014. تمت أرشفته من الأصل في 05 مايو 2019. اطلع عليه بتاريخ 09 يونيو 2018. نسخة محفوظة 5 مايو 2019 على موقع واي باك مشين.
29. ↑  "Kerry calls Syrian presidential vote 'meaningless'". الجزيرة (قناة). 4 June 2014. تمت أرشفته من الأصل في 04 أكتوبر 2018. اطلع عليه بتاريخ 03 سبتمبر 2016. نسخة محفوظة 4 أكتوبر 2018 على موقع واي باك مشين.
30. 1 2  "Foreign delegation in Syria slams West, endorses elections". The Times of India. 4 June 2014. تمت أرشفته من الأصل في 03 أبريل 2019. اطلع عليه بتاريخ 08 يونيو 2014. نسخة محفوظة 3 أبريل 2019 على موقع واي باك مشين.
31. ↑  Bronner 2007، صفحة 63.
32. ↑  "Flight of Icarus? The PYD's Precarious Rise in Syria" (PDF). International Crisis Group. 8 May 2014. صفحة 23. تمت أرشفته من الأصل (PDF) في 20 February 2016. اطلع عليه بتاريخ 04 أكتوبر 2014. يهدف النظام إلى إجبار الناس على اللجوء إلى هوياتهم الطائفية والمجتمعية، وتقسيم كل طائفة إلى فروع متنافسة، وتقسيم من يؤيدها عن من يعارضهانسخة محفوظة 7 يونيو 2016 على موقع واي باك مشين.
33. ↑  Meuse، Alison (18 April 2015). "Syria's Minorities: Caught Between Sword Of ISIS And Wrath of Assad". NPR. تمت أرشفته من الأصل في 27 أبريل 2015. اطلع عليه بتاريخ 19 أبريل 2015. كريم بيطار، محلل الشرق الأوسط في باريس معهد البحوث IRIS [...] يقول [...] "كثيرا ما تستخدم الأقليات كدرع من قبل الأنظمة الاستبدادية، التي تحاول تصوير نفسها على أنها حماة وحصنا ضد الإسلام الراديكالي".نسخة محفوظة 27 أبريل 2015 على موقع واي باك مشين.
34. ↑  "New York Times Survey, December 1985". ICPSR Data Holdings. 12 أكتوبر 1987. مؤرشف من الأصل في 2024-12-10. اطلع عليه بتاريخ 2024-12-08.
35. ↑  "الأسد وأفراد عائلته في موسكو". الجزيرة. 8 ديسمبر 2024. مؤرشف من الأصل في 2024-12-09.
36. 1 2  Zisser 2007، صفحة 20.
37. ↑  Seale & McConville 1992، صفحة 6.
38. ↑  Seale، Patrick (15 June 2000). "Hafez al-Assad". الغارديان. تمت أرشفته من الأصل في 30 مارس 2019. اطلع عليه بتاريخ 19 مارس 2011. نسخة محفوظة 30 مارس 2019 على موقع واي باك مشين.
39. ↑  Moosa 1987، صفحة 305.
40. 1 2 3  Dwyer، Mimi (8 سبتمبر 2013). "Think Bashar al Assad Is Brutal? Meet His Family". The New Republic. مؤرشف من الأصل في 2024-06-22. اطلع عليه بتاريخ 2015-03-15.
41. 1 2  Bar، Shmuel (2006). Bashar's Syria: The Regime and its Strategic Worldview (PDF) (Report). The Interdisciplinary Center Herzliya Lauder School of Government, Diplomacy and Strategy Institute for Policy and Strategy. ص. 16 & 379. DOI:10.1080/01495930601105412. مؤرشف من الأصل في 2011-07-23. اطلع عليه بتاريخ 2015-03-14.
42. ↑  Dow، Nicole (18 July 2012). "Getting to know Syria's first family". CNN. تمت أرشفته من الأصل في 11 أغسطس 2018. اطلع عليه بتاريخ 14 مارس 2015. نسخة محفوظة 11 أغسطس 2018 على موقع واي باك مشين.
43. 1 2  Zisser 2007، صفحة 21.
44. ↑  Ciezadlo، Annia (19 December 2013). "Bashar Al Assad: An Intimate Profile of a Mass Murderer". The New Republic. تمت أرشفته من الأصل في 03 أبريل 2019. اطلع عليه بتاريخ 14 مارس 2015. نسخة محفوظة 03 أبريل 2019 على موقع واي باك مشين.
45. ↑  Belt، Don (November 2009). "Syria". ناشونال جيوغرافيك (مجلة). صفحات 2, 9. تمت أرشفته من الأصل في 09 أكتوبر 2017. اطلع عليه بتاريخ 14 مارس 2014. نسخة محفوظة 09 أكتوبر 2017 على موقع واي باك مشين.
46. ↑  Sachs، Susan. "Man in the News; The Shy Young Doctor at Syria's Helm; Bashar al-Assad". تمت أرشفته من الأصل في 28 أغسطس 2018. نسخة محفوظة 28 أغسطس 2018 على موقع واي باك مشين.
47. ↑  "The enigma of Assad: How a painfully shy eye doctor turned into a murderous tyrant". تمت أرشفته من الأصل في 22 أبريل 2019. نسخة محفوظة 22 أبريل 2019 على موقع واي باك مشين.
48. ↑  Leverett 2005، صفحة 59.
49. 1 2 3  Асад Башар : биография [Bashar Assad: A Biography]. Ladno (باللغة الروسية). تمت أرشفته من الأصل في 06 أكتوبر 2018. اطلع عليه بتاريخ 23 سبتمبر 2011. نسخة محفوظة 06 أكتوبر 2018 على موقع واي باك مشين.
50. ↑  Beeston، Richard؛ Blanford، Nick (22 October 2005). "We are going to send him on a trip. Bye, bye Hariri. Rot in hell". ذي تايمز. London. تمت أرشفته من الأصل في 14 فبراير 2017. اطلع عليه بتاريخ 26 أبريل 2010. نسخة محفوظة 14 فبراير 2017 على موقع واي باك مشين.
51. ↑  Leverett 2005، صفحة 60.
52. ↑  "How Syria's 'Geeky' President Went From Doctor to Dictator". NBC News. تمت أرشفته من الأصل في 22 December 2017. اطلع عليه بتاريخ 14 أبريل 2018. نسخة محفوظة 10 مايو 2019 على موقع واي باك مشين.
53. ↑  Minahan 2002، صفحة 83.
54. ↑  Tucker & Roberts 2008، صفحة 167.
55. ↑  Zisser 2007، صفحة 35.
56. ↑  Leverett 2005، صفحة 61.
57. ↑  Zisser 2007، صفحة 30.
58. ↑  "CNN Transcript – Breaking News: President Hafez Al-Assad Assad of Syria Confirmed Dead". CNN. 10 June 2000. تمت أرشفته من الأصل في 05 أكتوبر 2018. اطلع عليه بتاريخ 03 أغسطس 2010. نسخة محفوظة 9 يناير 2020 على موقع واي باك مشين.
59. 1 2  Ma'oz, Ginat & Winckler 1999، صفحة 41.
60. ↑  Zisser 2007، صفحة 34–35.
61. ↑  Blanford 2006، صفحة 69–70.
62. ↑  Blanford 2006، صفحة 88.
63. 1 2 3  "Syrian President Bashar al-Assad: Facing down rebellion". BBC News. 21 October 2015. تمت أرشفته من الأصل في 11 أبريل 2019. نسخة محفوظة 11 أبريل 2019 على موقع واي باك مشين.
64. ↑  "The rise of Syria's controversial president Bashar al-Assad". ABC News. 7 أبريل 2017. مؤرشف من الأصل في 2017-06-16. اطلع عليه بتاريخ 2017-06-19.
65. 1 2  "Syrians Vote For Assad in Uncontested Referendum". واشنطن بوست. Damascus. أسوشيتد برس. 28 مايو 2007. مؤرشف من الأصل في 2015-07-17. اطلع عليه بتاريخ 2015-03-13.
66. 1 2  Yacoub Oweis، Khaleb (17 مايو 2007). "Syria's opposition boycotts vote on Assad". رويترز. Damascus. مؤرشف من الأصل في 2017-04-06. اطلع عليه بتاريخ 2021-10-11.
67. 1 2 3  Klatell, James (27 May 2007). "Syrians Vote in Presidential Referendum" نسخة محفوظة 6 April 2017 على موقع واي باك مشين.. CBS News.
68. ↑  Chulov, Martin (14 April 2014). "The one certainty about Syria's looming election – Assad will win" نسخة محفوظة 21 June 2017 على موقع واي باك مشين. The Guardian.
69. ↑  "Syria's Assad wins another term". BBC News. 29 مايو 2007. مؤرشف من الأصل في 2019-05-05. اطلع عليه بتاريخ 2015-03-13.
70. ↑  "Democracy Damascus style: Assad the only choice in referendum". The Guardian. 28 مايو 2007. مؤرشف من الأصل في 2019-04-20. اطلع عليه بتاريخ 2016-10-09.
71. ↑  Cheeseman، Nicholas (2019). How to Rig an Election. Yale University Press. ص. 140–141. ISBN:978-0-300-24665-0. OCLC:1089560229.
72. ↑  Norris, Pippa; Martinez i Coma, Ferran; Grömping, Max (2015). "The Year in Elections, 2014". Election Integrity Project (بالإنجليزية). Archived from the original on 2021-04-15. Retrieved 2020-05-21. The Syrian election ranked as worst among all the contests held during 2014.
73. ↑  Jones, Mark P. (2018). Herron, Erik S; Pekkanen, Robert J; Shugart, Matthew S (eds.). "Presidential and Legislative Elections". The Oxford Handbook of Electoral Systems (بالإنجليزية). DOI:10.1093/oxfordhb/9780190258658.001.0001. ISBN:9780190258658. Archived from the original on 2018-01-22. Retrieved 2020-05-21. unanimous agreement among serious scholars that... al-Assad's 2014 election... occurred within an authoritarian context.
74. ↑  Makdisi، Marwan (16 يوليو 2014). "Confident Assad launches new term in stronger position". Reuters. مؤرشف من الأصل في 2017-09-03. اطلع عليه بتاريخ 2020-05-15.
75. ↑  Evans، Dominic (28 أبريل 2014). "Assad seeks re-election as Syrian civil war rages". Reuters. اطلع عليه بتاريخ 2015-03-13.[وصلة مكسورة]
76. ↑  "UK's William Hague attacks Assad's Syria elections plan". BBC News. 15 مايو 2014. مؤرشف من الأصل في 2022-10-26. اطلع عليه بتاريخ 2015-03-13.
77. ↑  "Syrians in Lebanon battle crowds to vote for Bashar al-Assad". The Guardian. 28 مايو 2014. مؤرشف من الأصل في 2019-03-20. اطلع عليه بتاريخ 2017-11-09.
78. ↑  "Bashar al-Assad sworn in for a third term as Syrian president". The Daily Telegraph. 16 يوليو 2014. مؤرشف من الأصل في 2022-01-11. اطلع عليه بتاريخ 2016-12-17.
79. ↑  Kossaify، Ephrem (22 أبريل 2021). "UN reiterates it is not involved in Syrian presidential election". Arab News. مؤرشف من الأصل في 2021-04-22.
80. ↑  Leverett 2005، صفحة 80.
81. ↑  Wikstrom، Cajsa. "Syria: 'A kingdom of silence'". الجزيرة. مؤرشف من الأصل في 2011-12-27. اطلع عليه بتاريخ 2015-03-14.
82. 1 2  Ghadry، Farid N. (Winter 2005). "Syrian Reform: What Lies Beneath". الشرق الأوسط الربع سنوية. مؤرشف من الأصل في 2011-03-04. اطلع عليه بتاريخ 2015-03-14.
83. ↑  "Assad's 20-year rule, from Damascus Spring to pariah". France 24. 9 يوليو 2020. مؤرشف من الأصل في 2021-05-14. اطلع عليه بتاريخ 2023-05-21.
84. ↑  England، Andrew (13 سبتمبر 2008). "'Damascus spring' fades from memory". Financial Times. مؤرشف من الأصل في 2023-05-21. اطلع عليه بتاريخ 2023-05-21.
85. ↑  "The Damascus Spring". Carnegie Middle East Centre. 1 أبريل 2012. مؤرشف من الأصل في 2016-10-09. اطلع عليه بتاريخ 2023-05-21.
86. ↑  "Blair gets a public lecture on the harsh realities of the Middle East". The Guardian. 1 نوفمبر 2001. مؤرشف من الأصل في 2019-03-20. اطلع عليه بتاريخ 2016-12-14.
87. 1 2  "The Syrian Bet". The New Yorker. 20 يوليو 2003. مؤرشف من الأصل في 2015-01-28. اطلع عليه بتاريخ 2024-10-10.
88. 1 2  "Outsourcing the Torture of Suspected Terrorists". The New Yorker. 14 فبراير 2005. مؤرشف من الأصل في 2019-05-14. اطلع عليه بتاريخ 2018-10-29.
89. ↑  "America's gulag: Syrian regime was a 'common destination' for CIA rendition". Al Bawaba. 5 فبراير 2013. مؤرشف من الأصل في 2019-04-14. اطلع عليه بتاريخ 2018-10-29.
90. ↑  "A staggering map of the 54 countries that reportedly participated in the CIA's rendition program". Washington Post. 5 فبراير 2013. مؤرشف من الأصل في 2019-05-13. اطلع عليه بتاريخ 2018-10-29.
91. ↑  Cobain، Ian (5 فبراير 2013). "CIA rendition: more than a quarter of countries 'offered covert support': Report finds at least 54 countries co-operated with global kidnap, detention and torture operation mounted after 9/11 attacks". The Guardian. مؤرشف من الأصل في 2019-05-19. اطلع عليه بتاريخ 2024-10-10.
92. ↑  Coughlin، Con (2023). "5: First Blood". Assad: The Triumph of Tyranny. London, UK: Pan Macmillan. ص. 80–97. ISBN:978-1-5290-7490-1.
93. ↑  "Rafik Hariri: In Lebanon, assassination reverberates 10 years later". The Christian Science Monitor. 14 فبراير 2015. مؤرشف من الأصل في 2015-04-20. اطلع عليه بتاريخ 2015-04-20.
94. ↑  "Comeback kid of Assad regime was a feared figure". Sydney Morning Herald. 20 يوليو 2012. مؤرشف من الأصل في 2012-07-21.
95. ↑  Rudy Jaafar and Maria J. Stephan. (2009). "Lebanon's Independence Intifada: How an Unarmed Insurrection Expelled Syrian Forces", in Maria J. Stephan (ed.), Civilian Jihad: Nonviolent Struggle, Democratization, and Governance in the Middle East, New York: Palgrave Macmillan, pp. 169–85.
96. ↑  "UN Harīrī probe implicates Syria". BBC News. 21 أكتوبر 2005. مؤرشف من الأصل في 2005-11-07.
97. ↑  John Kifner; Warren Hoge (21 Oct 2005). "Top Syrian Seen as Prime Suspect in Assassination". The New York Times (بالإنجليزية الأمريكية). ISSN:0362-4331. Archived from the original on 2015-05-29. Retrieved 2023-05-21.
98. ↑  Mehlis، Detlev (19 أكتوبر 2005). "Report of the International Independent Investigation Commission Established Pursuant to Security Council Resolution 1595 (2005)" (PDF). مؤرشف من الأصل (PDF) في 2005-10-21.
99. ↑  "Middle East – New Hariri report 'blames Syria'". 11 ديسمبر 2005. مؤرشف من الأصل في 2019-03-26. اطلع عليه بتاريخ 2015-04-20.
100. ↑  "Syria". وزارة الخارجية (الولايات المتحدة). 26 يناير 2012. مؤرشف من الأصل في 2017-01-21. اطلع عليه بتاريخ 2012-03-04.
101. ↑  "Syria's Assad wins another term". BBC News. 29 مايو 2007. مؤرشف من الأصل في 2019-05-05. اطلع عليه بتاريخ 2015-03-13.
102. ↑  "Democracy Damascus style: Assad the only choice in referendum". The Guardian. 28 مايو 2007. مؤرشف من الأصل في 2019-04-20. اطلع عليه بتاريخ 2016-10-09.
103. ↑  "Syrians Vote For Assad in Uncontested Referendum". واشنطن بوست. Damascus. أسوشيتد برس. 28 مايو 2007. مؤرشف من الأصل في 2018-05-11. اطلع عليه بتاريخ 2015-03-13.
104. ↑  Yacoub Oweis، Khaleb (17 مايو 2007). "Syria's opposition boycotts vote on Assad". رويترز. Damascus. مؤرشف من الأصل في 2017-04-06. اطلع عليه بتاريخ 2021-10-11.
105. ↑  Klatell، James (27 مايو 2007). "Syrians Vote in Presidential Referendum". CBS News. مؤرشف من الأصل في 2017-04-06.
106. ↑  Black، Ian (28 مايو 2007). "Democracy Damascus style: Assad the only choice in referendum". The Guardian. مؤرشف من الأصل في 2017-04-06.
107. ↑  Chulov، Martin (13 أبريل 2014). "The one certainty about Syria's looming election – Assad will win". The Guardian. مؤرشف من الأصل في 2017-06-21.
108. ↑  "The Silent Strike". ذا نيو يوركر. مؤرشف من الأصل في 2017-11-18. اطلع عليه بتاريخ 2017-11-18.
109. ↑  "Syria: Between oppression and freedom". Ifimes. مؤرشف من الأصل في 2022-04-10.
110. ↑  "N.Koreans may have died in Israel raid in Syria: NHK". Reuters. 28 أبريل 2008. مؤرشف من الأصل في 2023-04-24.
111. ↑  "Q&A: Syrian activist Suhair Atassi". Al Jazeera. 9 February 2011. تمت أرشفته من الأصل في 12 February 2011. اطلع عليه بتاريخ 13 فبراير 2011. نسخة محفوظة 23 سبتمبر 2011 على موقع واي باك مشين.
112. ↑  "'Day of rage' protest urged in Syria". إم إس إن بي سي. 3 February 2011. تمت أرشفته من الأصل في 05 نوفمبر 2012. اطلع عليه بتاريخ 14 مارس 2015. نسخة محفوظة 05 نوفمبر 2012 على موقع واي باك مشين.
113. ↑  "In Syria, Crackdown After Protests". The New York Times. 18 March 2011. تمت أرشفته من الأصل في 22 March 2011. اطلع عليه بتاريخ 14 مارس 2015. نسخة محفوظة 09 مايو 2019 على موقع واي باك مشين.
114. ↑  "Administration Takes Additional Steps to Hold the Government of Syria Accountable for Violent Repression Against the Syrian People". وزارة الخزانة (الولايات المتحدة). تمت أرشفته من الأصل في 17 مايو 2019. اطلع عليه بتاريخ 18 مايو 2011. Today, President Obama signed an Executive Order (E.O. 13573) imposing sanctions against Syrian President Bashar al-Assad and six other senior officials of the Government of Syria in an effort to increase pressure on the Government of Syria to end its use of violence against its people and to begin a transition to a democratic system that protects the rights of the Syrian people. نسخة محفوظة 17 مايو 2019 على موقع واي باك مشين.
115. ↑  "How the U.S. message on Assad shifted". The Washington Post. 18 August 2011. تمت أرشفته من الأصل في 15 أبريل 2019. اطلع عليه بتاريخ 23 نوفمبر 2015. نسخة محفوظة 15 أبريل 2019 على موقع واي باك مشين.
116. ↑  Oweis، Khaled Yacoub (18 May 2011). "U.S. imposes sanctions on Syria's Assad". رويترز. تمت أرشفته من الأصل في 18 May 2011. اطلع عليه بتاريخ 12 مارس 2015. The U.S. move, announced by the Treasury Department, freezes any of the Syrian officials' assets that are in the United States or otherwise fall within U.S. jurisdiction and generally bars U.S. individuals and companies from dealing with them. نسخة محفوظة 24 سبتمبر 2015 على موقع واي باك مشين.
117. ↑  "EU imposes sanctions on President Assad". BBC News. 23 May 2011. تمت أرشفته من الأصل في 01 أبريل 2019. اطلع عليه بتاريخ 14 مارس 2015. نسخة محفوظة 01 أبريل 2019 على موقع واي باك مشين.
118. 1 2 3  "Canada imposes sanctions on Syrian leaders". BBC News. 24 May 2011. تمت أرشفته من الأصل في 02 أبريل 2019. اطلع عليه بتاريخ 14 مارس 2015. نسخة محفوظة 02 أبريل 2019 على موقع واي باك مشين.
119. ↑  "Speech of H.E. President Bashar al-Assad at Damascus University on the situation in Syria". الوكالة العربية السورية للأنباء. 21 June 2011. تمت أرشفته من الأصل في 25 May 2012.نسخة محفوظة 11 أغسطس 2018 على موقع واي باك مشين.
120. ↑  Sadiki 2014، صفحة 413.
121. ↑  "Assad must go, Obama says". The Washington Post. 18 August 2011. تمت أرشفته من الأصل في 13 مايو 2019. اطلع عليه بتاريخ 23 نوفمبر 2015. نسخة محفوظة 13 مايو 2019 على موقع واي باك مشين.
122. ↑  President Obama: "The future of Syria must be determined by its people, but President Bashar al-Assad is standing in their way." نسخة محفوظة 15 January 2016 على موقع واي باك مشين. The White House website, 18 August 2011.
123. ↑  Nour Ali (25 August 2011). "Syrian forces beat up political cartoonist Ali Ferzat". The Guardian. London. تمت أرشفته من الأصل في 19 أبريل 2019. اطلع عليه بتاريخ 04 مارس 2012. نسخة محفوظة 19 أبريل 2019 على موقع واي باك مشين.
124. ↑  "Prominent Syrian Cartoonist Attacked, Beaten". صوت أمريكا. 25 August 2011. تمت أرشفته من الأصل في 03 فبراير 2012. اطلع عليه بتاريخ 04 مارس 2012. نسخة محفوظة 03 فبراير 2012 على موقع واي باك مشين.
125. ↑  "Russian vetoes are putting UN security council's legitimacy at risk, says US". The Guardian. 23 September 2015. تمت أرشفته من الأصل في 17 مايو 2019. اطلع عليه بتاريخ 10 يناير 2016. نسخة محفوظة 17 مايو 2019 على موقع واي باك مشين.
126. ↑  "Russia won't back U.N. call for Syria's Assad to go". رويترز. 27 January 2012. تمت أرشفته من الأصل في 01 أكتوبر 2015. اطلع عليه بتاريخ 12 يناير 2016. نسخة محفوظة 01 أكتوبر 2015 على موقع واي باك مشين.
127. ↑  Russia and China veto draft Security Council resolution on Syria نسخة محفوظة 29 June 2017 على موقع واي باك مشين. UN website, 4 October 2011.
128. ↑  Khaled Yacoub Oweis (13 December 2011). "Syria death toll hits 5,000 as insurgency spreads". Reuters. تمت أرشفته من الأصل في 18 أكتوبر 2015. نسخة محفوظة 18 أكتوبر 2015 على موقع واي باك مشين.
129. ↑  "Syria's Assad blames 'foreign conspiracy'". BBC News. 10 January 2012. تمت أرشفته من الأصل في 02 أبريل 2019. اطلع عليه بتاريخ 10 يناير 2012. نسخة محفوظة 02 أبريل 2019 على موقع واي باك مشين.
130. ↑  Martin Chulov in Beirut (27 February 2012). "Syria claims 90% of voters backed reforms in referendum". The Guardian. London. تمت أرشفته من الأصل في 17 مايو 2019. اطلع عليه بتاريخ 04 مارس 2012. نسخة محفوظة 17 مايو 2019 على موقع واي باك مشين.
131. ↑  Aneja، Atul (17 July 2012). "Russia backs Assad as fighting in Damascus escalates". الصحيفة الهندوسية. Chennai. تمت أرشفته من الأصل في 18 أكتوبر 2015. نسخة محفوظة 18 أكتوبر 2015 على موقع واي باك مشين.
132. ↑  "Syria in civil war, Red Cross says". BBC News. 15 July 2012. تمت أرشفته من الأصل في 15 مايو 2019. اطلع عليه بتاريخ 31 يوليو 2012. نسخة محفوظة 15 مايو 2019 على موقع واي باك مشين.
133. ↑  "Syrian death toll tops 19,000, say activists". The Guardian. London. 22 July 2012. تمت أرشفته من الأصل في 17 مايو 2019. اطلع عليه بتاريخ 31 يوليو 2012. نسخة محفوظة 17 مايو 2019 على موقع واي باك مشين.
134. ↑  "Al-Assad: Enemies of Syria 'will go to hell'". CNN. 6 January 2013. تمت أرشفته من الأصل في 19 أكتوبر 2017. اطلع عليه بتاريخ 25 يناير 2013. نسخة محفوظة 19 أكتوبر 2017 على موقع واي باك مشين.
135. ↑  "Syrian Live Blog". Listening Post. Al Jazeera. 6 January 2012. تمت أرشفته من الأصل في 04 مارس 2016. اطلع عليه بتاريخ 25 يناير 2013. نسخة محفوظة 04 مارس 2016 على موقع واي باك مشين.
136. 1 2  "Bashar Assad may be weaker than he thinks". The Economist. 16 أكتوبر 2014. مؤرشف من الأصل في 2017-10-19. اطلع عليه بتاريخ 2014-10-16. In Latakia and Tartus, two coastal cities near the Alawite heartland, posters of missing soldiers adorn the walls. When IS took over four government bases in the east of the country this summer, slaughtering dozens of soldiers and displaying some of their heads on spikes in Raqqa, IS's stronghold, families started to lose faith in the government. A visitor to the region reports hearing one man complain: "We're running out of sons to give them."
137. 1 2  Dziadosz، Alexander؛ Heneghan، Tom. "Pro-government Syrian activist arrested after rare public dissent". Reuters. مؤرشف من الأصل في 2015-09-24. اطلع عليه بتاريخ 2014-09-23.
138. ↑  Westhall، Syliva. "Assad's army stretched but still seen strong in Syria's war". Reuters. تمت أرشفته من الأصل في 24 يوليو 2015. اطلع عليه بتاريخ 23 سبتمبر 2014. نسخة محفوظة 24 يوليو 2015 على موقع واي باك مشين.
139. ↑  Hadid، Diaa. "Activists Say Assad Supporters Protest in Syria". Associated Press. تمت أرشفته من الأصل في 10 أكتوبر 2014. اطلع عليه بتاريخ 03 أكتوبر 2014.نسخة محفوظة 10 أكتوبر 2014 على موقع واي باك مشين.
140. ↑  Aziz، Jean (16 October 2014). "Assad dismisses security chief of powerful 'Branch 40'". Al Monitor. تمت أرشفته من الأصل في 16 نوفمبر 2018. اطلع عليه بتاريخ 16 أكتوبر 2014. نسخة محفوظة 16 نوفمبر 2018 على موقع واي باك مشين.
141. 1 2  Hadid، Diaa (1 November 2014). "Syria's Alawites Pay Heavy Price as They Bury Sons". Associated Press. تمت أرشفته من الأصل في 03 نوفمبر 2014. اطلع عليه بتاريخ 01 نوفمبر 2014.نسخة محفوظة 3 نوفمبر 2014 على موقع واي باك مشين.
142. ↑  "Car bomb wounds 37 in government-held area of Syria's Homs". Reuters. 29 October 2014. تمت أرشفته من الأصل في 24 سبتمبر 2015. اطلع عليه بتاريخ 09 نوفمبر 2014. نسخة محفوظة 24 سبتمبر 2015 على موقع واي باك مشين.
143. 1 2  "Alawites find their voice against Assad". Al Monitor. 29 October 2014. تمت أرشفته من الأصل في 07 مايو 2019. اطلع عليه بتاريخ 01 نوفمبر 2014. نسخة محفوظة 07 مايو 2019 على موقع واي باك مشين.
144. ↑  Sherlock، Ruth (7 April 2015). "In Syria's war, Alawites pay heavy price for loyalty to Bashar al-Assad". The Daily Telegraph. تمت أرشفته من الأصل في 23 أبريل 2019. اطلع عليه بتاريخ 07 أبريل 2015. نسخة محفوظة 23 أبريل 2019 على موقع واي باك مشين.
145. ↑  "Assad relative assassinated in Syria: activists". The Daily Star. Agence France-Presse. 15 March 2015. تمت أرشفته من الأصل في 17 مايو 2019. اطلع عليه بتاريخ 15 مارس 2015. نسخة محفوظة 31 مايو 2019 على موقع واي باك مشين.
146. ↑  Alajlan، Anas (14 April 2015). "Syria: Bashar al-Assad arrests own cousin Munther 'for kidnapping links'". International Business Times. تمت أرشفته من الأصل في 11 أغسطس 2018. اطلع عليه بتاريخ 15 أبريل 2015. نسخة محفوظة 11 أغسطس 2018 على موقع واي باك مشين.
147. ↑  Blanford، Nicholas (21 August 2015). "Can Syria's Assad withstand latest battlefield setbacks? (+video)". The Christian Science Monitor. تمت أرشفته من الأصل في 21 يونيو 2017. اطلع عليه بتاريخ 22 أبريل 2015. نسخة محفوظة 21 يونيو 2017 على موقع واي باك مشين.
148. ↑  Flores، Reena (2 May 2015). "Flash Points: Is Syria's Assad losing power?". CBS News. تمت أرشفته من الأصل في 09 نوفمبر 2018. اطلع عليه بتاريخ 03 مايو 2015. "a lot of suspicion within the regime itself about who's doing what and if folks are leaving." [...] "These are signs that I think demonstrate a bit of weakness and instability in the regime that you haven't seen in recent months," he said. He cites the waning support from the nation's minority Alawite community as one of these important shifts. نسخة محفوظة 09 نوفمبر 2018 على موقع واي باك مشين.
149. ↑  Harel، Amos؛ Cohen، Gili؛ Khoury، Jack (6 May 2015). "Syrian rebel victories stretch Assad's forces". Haaretz. تمت أرشفته من الأصل في 18 أكتوبر 2015. اطلع عليه بتاريخ 06 مايو 2015. There have also been increasing reports of Assad relatives, businessmen and high-ranking members of the Alawite community fleeing Damascus for the coastal city of Latakia, or other countries, after transferring large sums of money to banks in Lebanon, eastern Europe and the United Arab Emirates. نسخة محفوظة 18 أكتوبر 2015 على موقع واي باك مشين.
150. ↑  Sherlock، Ruth؛ Malouf، Carol (11 May 2015). "Bashar al-Assad's spy chief arrested over Syria coup plot". The Daily Telegraph. تمت أرشفته من الأصل في 11 أغسطس 2018. اطلع عليه بتاريخ 12 مايو 2015. Mamlouk had also used a businessman from Aleppo as an intermediary to contact Rifaat al-Assad, Bashar's uncle, who has lived abroad exile since he was accused of seeking to mount a coup in Syria in the 1980s. نسخة محفوظة 11 أغسطس 2018 على موقع واي باك مشين.
151. ↑  Kaileh، Salameh (22 May 2015). "The Syrian regime is slowly being liquidated". Al-Araby Al-Jadeed. تمت أرشفته من الأصل في 11 أغسطس 2018. اطلع عليه بتاريخ 28 مايو 2015. نسخة محفوظة 11 أغسطس 2018 على موقع واي باك مشين.
152. ↑  Oliphant، Roland؛ Loveluck، Louisa (4 September 2015). "Vladimir Putin confirms Russian military involvement in Syria's civil war". The Daily Telegraph. تمت أرشفته من الأصل في 06 أبريل 2019. اطلع عليه بتاريخ 14 يناير 2016. نسخة محفوظة 06 أبريل 2019 على موقع واي باك مشين.
153. ↑  "Путин: говорить о готовности РФ к военным действиям против ИГИЛ рано". وكالة أنباء نوفوستي. 4 September 2015. تمت أرشفته من الأصل في 11 أغسطس 2018. [[منتخب  لاتحاد الرغبي|]] نسخة محفوظة 11 أغسطس 2018 على موقع واي باك مشين.
154. ↑  "Путин назвал основную задачу российских военных в Сирии". إنترفاكس. 11 October 2015. تمت أرشفته من الأصل في 13 مايو 2019. [[منتخب  لاتحاد الرغبي|]] نسخة محفوظة 25 مايو 2019 على موقع واي باك مشين.
155. ↑  "Syria crisis: Assad says no transition while 'terrorists' remain". BBC News. تمت أرشفته من الأصل في 11 أغسطس 2018. نسخة محفوظة 11 أغسطس 2018 على موقع واي باك مشين.
156. ↑  "ВКС РФ за два месяца добились большего прогресса в Сирии, чем альянс США за год" [Russian air force have in two months achieved more progress in Syria that the U.S. alliance in a year]. Kommersant. 22 November 2015. تمت أرشفته من الأصل في 15 أبريل 2019. اطلع عليه بتاريخ 22 نوفمبر 2015.  [[منتخب  لاتحاد الرغبي|]] نسخة محفوظة 15 أبريل 2019 على موقع واي باك مشين.
157. ↑  Rozhovor s Bašárem Asadem نسخة محفوظة 19 January 2016 على موقع واي باك مشين., Česká televize, 1 December 2015.
158. ↑  "Асад обвинил Турцию,  Саудовскую  Аравию и Катар в поддержке террористов в Сирии". 'newsru.com'. تمت أرشفته من الأصل في 11 أغسطس 2018. اطلع عليه بتاريخ 08 يناير 2017. نسخة محفوظة 11 أغسطس 2018 على موقع واي باك مشين.
159. ↑  "U.S. sees bearable costs, key goals met for Russia in Syria so far". Reuters. 28 December 2015. تمت أرشفته من الأصل في 15 أبريل 2019. نسخة محفوظة 29 مايو 2019 على موقع واي باك مشين.
160. ↑  "Russia supports both Assad troops and rebels in battle against ISIS – Putin". RT. 12 January 2016. تمت أرشفته من الأصل في 11 أغسطس 2018. نسخة محفوظة 11 أغسطس 2018 على موقع واي باك مشين.
161. ↑  "ВКС РФ нанесли новые удары в Сирии в поддержку наступления на боевиков" [RF Air Force have made new strikes in Syria in support of advance against militants]. RIA Novosti. 11 January 2015. تمت أرشفته من الأصل في 14 January 2016. اطلع عليه بتاريخ 13 يناير 2016. "Сегодня самолеты ВКС РФ наносят удары в интересах одиннадцати отрядов демократической оппозиции, насчитывающих свыше семи тысяч человек", – рассказал он. "За последние несколько дней ВКС России нанесли 19 авиационных ударов в интересах отрядов группировки "Джейш Ахрар Аль-Ашаир" – Армия свободных племен, – входящей в состав "Южного фронта" Сирийской свободной армии.  [[منتخب  لاتحاد الرغبي|]] نسخة محفوظة 11 أغسطس 2018 على موقع واي باك مشين.
162. ↑  "Vladimir Putin asked Bashar al-Assad to step down". Financial Times. 22 January 2016. تمت أرشفته من الأصل في 20 أغسطس 2016. اطلع عليه بتاريخ 22 يناير 2016. نسخة محفوظة 20 أغسطس 2016 على موقع واي باك مشين.
163. ↑  "Песков опроверг данные о том, что Путин предлагал Асаду уйти с поста". وكالة أنباء نوفوستي. 22 January 2016. تمت أرشفته من الأصل في 11 أغسطس 2018. اطلع عليه بتاريخ 22 يناير 2016. [[منتخب  لاتحاد الرغبي|]] نسخة محفوظة 11 أغسطس 2018 على موقع واي باك مشين.
164. ↑  DuVall، Eric (3 December 2016). "Assad's forces retake half of rebel-held Aleppo". يونايتد برس إنترناشيونال. تمت أرشفته من الأصل في 31 ديسمبر 2018. نسخة محفوظة 31 ديسمبر 2018 على موقع واي باك مشين.
165. ↑  Staff writer(s) (3 December 2016). "Aleppo siege: Syria rebels lose 50% of territory". بي بي سي. تمت أرشفته من الأصل في 13 أبريل 2019. نسخة محفوظة 13 أبريل 2019 على موقع واي باك مشين.
166. ↑  Staff writer(s) (17 December 2016). "Evacuation agreement reached in Aleppo, rebel group says". Fox 6 Now. تمت أرشفته من الأصل في 03 مايو 2019. اطلع عليه بتاريخ 21 ديسمبر 2016. نسخة محفوظة 03 مايو 2019 على موقع واي باك مشين.
167. ↑  "U.S. priority on Syria no longer focused on 'getting Assad out': Haley". Reuters. 30 March 2017. تمت أرشفته من الأصل في 02 مايو 2019. نسخة محفوظة 22 مايو 2019 على موقع واي باك مشين.
168. ↑  Treene، Alayna (6 April 2017). "Tillerson: U.S. will lead coalition to oust Assad". تمت أرشفته من الأصل في 23 أكتوبر 2017. نسخة محفوظة 23 أكتوبر 2017 على موقع واي باك مشين.
169. ↑  "Syria's Assad Calls U.S. Airstrikes an Outrageous Act". U.S. News and World Report. تمت أرشفته من الأصل في 24 يناير 2019. اطلع عليه بتاريخ 07 أبريل 2017. نسخة محفوظة 24 يناير 2019 على موقع واي باك مشين.
170. ↑  "Syria's Assad says Idlib chemical attack 'fabrication': AFP interview". Reuters. 13 April 2017. تمت أرشفته من الأصل في 07 فبراير 2019. نسخة محفوظة 07 فبراير 2019 على موقع واي باك مشين.
171. ↑  Phillips، Ian؛ Isachenkov، Vladimir (2 June 2017). "Putin: Syria chemical attack was provocation against Assad". ABC News. تمت أرشفته من الأصل في 2 June 2017.نسخة محفوظة 7 يونيو 2017 على موقع واي باك مشين.
172. 1 2  CNN، Steve Almasy and Richard Roth,. "UN: Syria responsible for sarin attack that killed scores". CNN. تمت أرشفته من الأصل في 12 June 2018. اطلع عليه بتاريخ 12 يونيو 2018. نسخة محفوظة 13 مايو 2019 على موقع واي باك مشين.
173. ↑  "Syria Joins Paris Climate Accord, Leaving Only U.S. Opposed". تمت أرشفته من الأصل في 13 أبريل 2019. نسخة محفوظة 13 أبريل 2019 على موقع واي باك مشين.
174. ↑  "Syria recognizes Georgia's breakaway regions". دويتشه فيله. 30 مايو 2018. مؤرشف من الأصل في 2018-05-30.
175. ↑  "Georgia Severs Relations With Syria For Recognizing Abkhazia, South Ossetia". rferl.org. 29 مايو 2018. مؤرشف من الأصل في 2018-05-30.
176. ↑  "Canada concerned by Syria's recognition of Georgian breakaway regions of Abkhazia and South Ossetia". Government of Canada. 2 يونيو 2018. مؤرشف من الأصل في 2018-06-05.
177. ↑  AFP، French Press Agency- (30 أغسطس 2020). "Syria's Assad designates new government headed by PM Arnous". Daily Sabah. مؤرشف من الأصل في 2020-08-30. اطلع عليه بتاريخ 2021-03-08.
178. ↑  Kossaify، Ephrem (22 أبريل 2021). "UN reiterates it is not involved in Syrian presidential election". Arab News. مؤرشف من الأصل في 2021-04-25.
179. ↑  Walker، Nigel (9 يونيو 2021). "Syria: 2021 presidential election and future prospects" (PDF). House of Commons Library: 4–15. مؤرشف (PDF) من الأصل في 2022-08-15. اطلع عليه بتاريخ 2023-01-04 – عبر UK Parliament.
180. ↑  "Syria's Assad wins 4th term with 95% of vote, in election the West calls fraudulent". Reuters. 28 مايو 2021. مؤرشف من الأصل في 2022-11-27.
181. ↑  "Syria Events of 2021". Human Rights Watch. 14 ديسمبر 2021. مؤرشف من الأصل في 2023-01-03.
182. ↑  Lister، Charles (10 مايو 2021). "US policy in Syria in 2021". Asharq al-Awsat. مؤرشف من الأصل في 2022-08-13.
183. ↑  "Syria's Assad asks PM Arnous to form new cabinet". Reuters. 1 أغسطس 2021. مؤرشف من الأصل في 2021-10-05. اطلع عليه بتاريخ 2021-10-05.
184. ↑  "Syria's Assad says Russia's Ukraine invasion a 'correction of history'". Al-Arabiya News. مؤرشف من الأصل في 2022-02-25.
185. ↑  "General Assembly Overwhelmingly Adopts Resolution Demanding Russian Federation Immediately End Illegal Use of Force in Ukraine, Withdraw All Troops". United Nations. 2 مارس 2022. مؤرشف من الأصل في 2022-08-07.
186. ↑  Makki، Danny (9 مارس 2022). "Syria's role in Putin's invasion of Ukraine". Middle East Institute. مؤرشف من الأصل في 2022-03-09.
187. ↑  "Syria to recognize Ukraine's Luhansk and Donetsk regions". أسوشيتد برس. 29 يونيو 2022. مؤرشف من الأصل في 2022-07-02.
188. ↑  "Syria recognizes independence, sovereignty of Donetsk, Luhansk -state news agency". Reuters. 29 يوليو 2022. مؤرشف من الأصل في 2022-07-03.
189. ↑  "Syria first country other than Russia to recognise Ukraine separatist republics of Donetsk and Lugansk". WIO News. 29 يونيو 2022. مؤرشف من الأصل في 2022-06-29.
190. ↑  "Assad meets Putin in Moscow as Syrians mark 12 years since anti-regime uprising". France 24. 15 مارس 2023. مؤرشف من الأصل في 2023-03-15.
191. ↑  "Zelenskiy Announces Sanctions On Hundreds Of Individuals, Including Syrian President, Iranian Drone Makers". rferl.org. 19 مارس 2023. مؤرشف من الأصل في 2023-03-19.
192. ↑  "Assad welcomes new Russian bases in Syria after Putin meeting". Al Jazeera. 16 مارس 2023. مؤرشف من الأصل في 2023-03-16.
193. ↑  Faulconbridge, Davis، Guy, Caleb (16 مارس 2023). "Syria's Assad would like more Russian bases and troops". Reuters. مؤرشف من الأصل في 2023-03-16.{{استشهاد بخبر}}:  صيانة الاستشهاد: أسماء متعددة: قائمة المؤلفين (link)
194. ↑  "Assad: Syria recognizes Russia's new borders". teletrader.com. 16 مارس 2023. مؤرشف من الأصل في 2023-03-23.
195. ↑  "Assad Welcomes New Russian Bases in Syria, Recognizes Russian Annexations in Ukraine". Havana Times. 16 مارس 2023. مؤرشف من الأصل في 2023-03-23.
196. ↑  Khan، Minal (16 مارس 2023). "Assad Says Syria Recognizes New Russian Borders Following Accession Of New Regions". Pakistan Point. مؤرشف من الأصل في 2023-03-23.
197. ↑  "Syria's Assad in UAE as Second Post-Quake Gulf Visit Signals Growing Arab Outreach". VOA News. 19 مارس 2023. مؤرشف من الأصل في 2023-05-09.
198. ↑  "Syria's Assad wins warm welcome at Arab summit after years of isolation". Reuters. 19 مايو 2023. مؤرشف من الأصل في 2023-10-20. اطلع عليه بتاريخ 2023-09-24.
199. ↑  "Syria's Bashar al Assad and wife laugh and wave at Asian Games opening ceremony amid China talks". Sky News. 23 سبتمبر 2023. مؤرشف من الأصل في 2023-09-28. اطلع عليه بتاريخ 2023-09-24.
200. ↑  "Leaders of Syria and China announce strategic partnership as part of Asian Games diplomacy". Associated Press. 22 سبتمبر 2022. مؤرشف من الأصل في 2023-11-08. اطلع عليه بتاريخ 2023-09-24.
201. ↑  Aziz El Yaakoubi, Nayera Abdallah (11 نوفمبر 2023). "Arab and Muslim leaders call for immediate end to Gaza war". رويترز. مؤرشف من الأصل في 2023-12-03.
202. ↑  "Assad, Sisi, Gulf leaders in Bahrain for Arab League summit as Gaza war rages". Al Monitor. 16 مايو 2024. مؤرشف من الأصل في 2024-05-16.
203. ↑  "Syria: US, Germany, France, UK call for de-escalation". DW News. 2 ديسمبر 2024. مؤرشف من الأصل في 2024-12-02. اطلع عليه بتاريخ 2024-12-02.
204. ↑  "Fighting Worsens Already Dire Conditions in Northwestern Syria". The New York Times. 4 ديسمبر 2024. مؤرشف من الأصل في 2024-12-09.
205. ↑  "Syrian hospital hit in air attack on opposition-held Idlib". Al Jazeera (بالإنجليزية). Archived from the original on 2024-12-10. Retrieved 2024-12-05.
206. ↑  "Syria rebels capture major city of Hama after military withdraws". www.bbc.com (بالإنجليزية البريطانية). Archived from the original on 2024-12-05. Retrieved 2024-12-05.
207. ↑  "Syrian army launches counterattack as rebels push towards Hama". France24. 4 ديسمبر 2024. مؤرشف من الأصل في 2024-12-05. اطلع عليه بتاريخ 2024-12-04.
208. ↑  "Syrian army command tells officers that Assad's rule has ended, officer says". Reuters. مؤرشف من الأصل في 2024-12-08. اطلع عليه بتاريخ 2024-12-08.
209. ↑  Zeina Karam & Abby Sewell (8 ديسمبر 2024). "The fall of Bashar Assad after 13 years of war in Syria brings to an end a decades-long dynasty". Associated Press News. مؤرشف من الأصل في 2024-12-08.
210. ↑  "Where is Bashar al-Assad?". BBC. مؤرشف من الأصل في 2024-12-09. اطلع عليه بتاريخ 2024-12-08.
211. ↑  Hadid، Diaa (2 November 2014). "Assad's Syria Truncated, Battered, but Defiant". Abc News. تمت أرشفته من الأصل في 09 نوفمبر 2014. اطلع عليه بتاريخ 02 نوفمبر 2014.نسخة محفوظة 9 نوفمبر 2014 على موقع واي باك مشين.
212. ↑  "Syria 'disintegrating under crippling sanctions'". BBC News. 19 February 2012. تمت أرشفته من الأصل في 02 أبريل 2019. اطلع عليه بتاريخ 02 نوفمبر 2014. نسخة محفوظة 02 أبريل 2019 على موقع واي باك مشين.
213. ↑  Croft، Adrian (21 October 2014). "EU targets ministers, UAE firm in latest Syria sanctions". Reuters. تمت أرشفته من الأصل في 07 أكتوبر 2015. اطلع عليه بتاريخ 02 نوفمبر 2014. نسخة محفوظة 07 أكتوبر 2015 على موقع واي باك مشين.
214. ↑  Korte، Gregory (16 October 2014). "Tightened sanctions target Syrian human rights abuses". USA Today. تمت أرشفته من الأصل في 11 أغسطس 2018. اطلع عليه بتاريخ 09 نوفمبر 2014. نسخة محفوظة 11 أغسطس 2018 على موقع واي باك مشين.
215. ↑  Al-Khalidi، Suleiman (4 July 2012). "Syria reverts to socialist economic policies to ease tension". Reuters. تمت أرشفته من الأصل في 24 سبتمبر 2015. اطلع عليه بتاريخ 19 أكتوبر 2014. نسخة محفوظة 24 سبتمبر 2015 على موقع واي باك مشين.
216. 1 2  "Report: Iran, North Korea Helping Syria Resume Building Missiles". تمت أرشفته من الأصل في 01 مايو 2019. اطلع عليه بتاريخ 18 نوفمبر 2014. نسخة محفوظة 01 مايو 2019 على موقع واي باك مشين.
217. ↑  Yazigi، Jihad (7 April 2014). "Syria's War Economy" (PDF). European Council on Foreign Relations. تمت أرشفته من الأصل (PDF) في 09 أكتوبر 2017. اطلع عليه بتاريخ 19 أكتوبر 2014. نسخة محفوظة 09 أكتوبر 2017 على موقع واي باك مشين.
218. ↑  Al-Khalidi، Suleiman (28 May 2014). "Syria's economy heads into ruin: U.N. sponsored report". Reuters. تمت أرشفته من الأصل في 24 سبتمبر 2015. اطلع عليه بتاريخ 19 أكتوبر 2014. نسخة محفوظة 24 سبتمبر 2015 على موقع واي باك مشين.
219. ↑  Naylor، Hugh (29 November 2014). "Syria's Assad regime cuts subsidies, focuses ailing economy on war effort". The Washington Post. تمت أرشفته من الأصل في 03 يناير 2019. اطلع عليه بتاريخ 06 ديسمبر 2014. نسخة محفوظة 28 مايو 2019 على موقع واي باك مشين.
220. ↑  Daou، Rita (17 October 2014). "Glitzy mall sparks anger from Assad backers". Agence France-Presse. تمت أرشفته من الأصل في 22 أكتوبر 2018. اطلع عليه بتاريخ 19 أكتوبر 2014. نسخة محفوظة 22 أكتوبر 2018 على موقع واي باك مشين.
221. ↑  Blair، David (12 December 2014). "EU tries to ground Bashar al-Assad's warplanes by banning fuel supplies". The Telegraph. تمت أرشفته من الأصل في 11 أغسطس 2018. اطلع عليه بتاريخ 13 ديسمبر 2014. نسخة محفوظة 11 أغسطس 2018 على موقع واي باك مشين.
222. ↑  "Bashar Al-Assad, President, Syria". مراسلون بلا حدود. تمت أرشفته من الأصل في 16 July 2012. اطلع عليه بتاريخ 26 أكتوبر 2012. نسخة محفوظة 18 أكتوبر 2015 على موقع واي باك مشين.
223. ↑  "Red lines that cannot be crossed – The authorities don't want you to read or see too much". ذي إيكونوميست. 24 July 2008. تمت أرشفته من الأصل في 19 أكتوبر 2017. نسخة محفوظة 19 أكتوبر 2017 على موقع واي باك مشين.
224. ↑  "Internet Enemies – Syria". Reporters Without Borders. تمت أرشفته من الأصل في 18 May 2011. اطلع عليه بتاريخ 29 أبريل 2011. نسخة محفوظة 04 مارس 2016 على موقع واي باك مشين.
225. ↑  "A Wasted Decade". Human Rights Watch. 16 July 2010. صفحات 4, 8. تمت أرشفته من الأصل في 16 أبريل 2015. نسخة محفوظة 16 أبريل 2015 على موقع واي باك مشين.
226. ↑  "2010 Country Reports on Human Rights Practices – Syria". United Nations High Commissioner for Refugees. 8 April 2011. تمت أرشفته من الأصل في 19 October 2012. نسخة محفوظة 20 نوفمبر 2012 على موقع واي باك مشين.
227. ↑  Luca، Ana Maria (21 May 2015). "Syria's secret prisoners". NOW News. تمت أرشفته من الأصل في 9 October 2017. اطلع عليه بتاريخ 22 مايو 2015. نسخة محفوظة 30 أغسطس 2018 على موقع واي باك مشين.
228. ↑  "How Syria controls its dissidents – Banning travel". The Economist. 30 September 2010. تمت أرشفته من الأصل في 04 ديسمبر 2017. نسخة محفوظة 04 ديسمبر 2017 على موقع واي باك مشين.
229. ↑  Cambanis، Thanassis (14 December 2007). "Challenged, Syria Extends Crackdown on Dissent". The New York Times. تمت أرشفته من الأصل في 30 ديسمبر 2018. اطلع عليه بتاريخ 26 أبريل 2010. نسخة محفوظة 30 ديسمبر 2018 على موقع واي باك مشين.
230. ↑  "Syria bans face veils at universities". BBC News. تمت أرشفته من الأصل في 05 أبريل 2019. نسخة محفوظة 05 أبريل 2019 على موقع واي باك مشين.
231. ↑  "Veil ban: Why Syria joins Europe in barring the niqab". The Christian Science Monitor. تمت أرشفته من الأصل في 17 مايو 2019. نسخة محفوظة 17 مايو 2019 على موقع واي باك مشين.
232. ↑  "Syria relaxes veil ban for teachers". The Guardian. تمت أرشفته من الأصل في 17 مايو 2019. نسخة محفوظة 17 مايو 2019 على موقع واي باك مشين.
233. ↑  Michael Bröning (7 مارس 2011). "The Sturdy House That Assad Built". الشؤون الخارجية (مجلة). مؤرشف من الأصل في 2015-04-06.
234. ↑  Josh Rogin (15 Dec 2014). "U.S. Says Europeans Tortured by Assad's Death Machine". Bloomberg News (بالإنجليزية). Archived from the original on 2015-10-03. Retrieved 2015-01-04.
235. ↑  Pileggi، Tamar (15 December 2014). "FBI says Europeans tortured by Assad regime". تمت أرشفته من الأصل في 22 أكتوبر 2018. اطلع عليه بتاريخ 04 يناير 2015. نسخة محفوظة 26 مايو 2019 على موقع واي باك مشين.
236. ↑  Anna، Cara (11 March 2015). "US: War Crimes Case Vs. Assad Better Than One for Milosevic". ABC News. Associated Press. تمت أرشفته من الأصل في 23 مارس 2015. اطلع عليه بتاريخ 11 مارس 2015.نسخة محفوظة 23 مارس 2015 على موقع واي باك مشين.
237. ↑  "'There are no barrel bombs': Assad's Syria 'facts'". Channel Four News. 10 February 2015. تمت أرشفته من الأصل في 17 مايو 2019. اطلع عليه بتاريخ 12 فبراير 2015. نسخة محفوظة 17 مايو 2019 على موقع واي باك مشين.
238. ↑  Bowen، Jeremy (15 February 2014). "What does Assad really think about Syria's civil war?". BBC News. تمت أرشفته من الأصل في 01 أكتوبر 2018. اطلع عليه بتاريخ 15 فبراير 2015. نسخة محفوظة 01 أكتوبر 2018 على موقع واي باك مشين.
239. ↑  Bell، Matthew (4 February 2014). "What are 'barrel bombs' and why is the Syrian military using them?". PRI. تمت أرشفته من الأصل في 17 مايو 2019. اطلع عليه بتاريخ 14 فبراير 2015. نسخة محفوظة 17 مايو 2019 على موقع واي باك مشين.
240. ↑  "Iran spends billions to prop up Assad". TDA. Bloomberg. 11 June 2015. تمت أرشفته من الأصل في 17 مايو 2019. اطلع عليه بتاريخ 11 يونيو 2015. نسخة محفوظة 17 مايو 2019 على موقع واي باك مشين.
241. ↑  Dettmer، Jamie (19 June 2015). "A Damning Indictment of Syrian President Assad's Systematic Massacres". The Daily Beast. تمت أرشفته من الأصل في 18 أبريل 2017. اطلع عليه بتاريخ 21 يونيو 2015. نسخة محفوظة 18 أبريل 2017 على موقع واي باك مشين.
242. ↑  Talagrand، Pauline (30 September 2015). "France opens probe into Assad regime for crimes against humanity". Yahoo News. Agence France-Presse. تمت أرشفته من الأصل في 17 مايو 2019. اطلع عليه بتاريخ 01 أكتوبر 2015. نسخة محفوظة 17 مايو 2019 على موقع واي باك مشين.
243. ↑  Larson، Nina (8 February 2016). "UN probe accuses Syria govt of 'exterminating' detainees". Yahoo News. Agence France-Presse. تمت أرشفته من الأصل في 17 مايو 2019. اطلع عليه بتاريخ 11 فبراير 2016. نسخة محفوظة 17 مايو 2019 على موقع واي باك مشين.
244. ↑  Pecquet، Julian (1 March 2016). "Congress goes after Assad for war crimes". Al Monitor. تمت أرشفته من الأصل في 17 مايو 2019. اطلع عليه بتاريخ 01 مارس 2016. نسخة محفوظة 17 مايو 2019 على موقع واي باك مشين.
245. ↑  CNN، Lauren Said-Moorhouse and Sarah Tilotta,. "Airstrike to US intervention: How attack unfolded". CNN. تمت أرشفته من الأصل في 12 June 2018. اطلع عليه بتاريخ 12 يونيو 2018. نسخة محفوظة 17 مايو 2019 على موقع واي باك مشين.
246. ↑  "U.S. Says Syria Has Used Chemical Weapons at Least 50 Times During War". مؤرشف من الأصل في 2019-05-20.
247. ↑  "U.S., Britain and France Strike Syria Over Suspected Chemical Weapons Attack". مؤرشف من الأصل في 2018-08-29.
248. ↑  Loveluck، Louisa (8 يونيو 2018). "Germany seeks arrest of leading Syrian general on war crimes charges". The Washington Post. ISSN:0190-8286. مؤرشف من الأصل في 2018-06-12. اطلع عليه بتاريخ 2018-06-12.
249. ↑  Carey، Glen. "U.S. Warns Syrian Forces Against Chemical Weapons in Idlib Fight". www.bloomberg.com. مؤرشف من الأصل في 2019-06-08.
250. ↑  "القضاء الفرنسي يصادق على مذكرة توقيف بحق بشار الأسد بشأن هجمات كيميائية في سوريا". فرانس 24. 26 يونيو 2024. مؤرشف من الأصل في 2024-08-02. اطلع عليه بتاريخ 2024-08-02.
251. ↑  "ماذا يعني أن تؤيد محكمة فرنسية أمراً باعتقال بشار الأسد؟". بي بي سي عربي. 27 يونيو 2024. مؤرشف من الأصل في 2024-08-25. اطلع عليه بتاريخ 2024-08-02.
252. ↑  "Iraq war illegal, says Annan". BBC News. 16 سبتمبر 2004. مؤرشف من الأصل في 2017-09-11. اطلع عليه بتاريخ 2010-04-26.
253. ↑  Nance، Malcolm (18 ديسمبر 2014)، The Terrorists of Iraq: Inside the Strategy and Tactics of the Iraq
254. ↑  "An Intelligence Vet Explains ISIS, Yemen, and "the Dick Cheney of Iraq"". 22 أبريل 2015. مؤرشف من الأصل في 2015-12-28. اطلع عليه بتاريخ 2016-11-06.
255. ↑  "US giving security support to Yemen: Petraeus". Al Arabiya. 13 ديسمبر 2009. مؤرشف من الأصل في 2018-12-27.
256. ↑  Thomas E. Ricks (17 ديسمبر 2004). "General: Iraqi Insurgents Directed From Syria". The Washington Post. مؤرشف من الأصل في 2018-11-16. اطلع عليه بتاريخ 2010-08-03.
257. ↑  "Iraq asked Syria's Assad to stop aiding 'jihadists': Former official". 20 أكتوبر 2015. مؤرشف من الأصل في 2019-01-27. اطلع عليه بتاريخ 2016-11-06.
258. ↑  Sadiki 2014، صفحة 147.
259. 1 2  "An hour with Syrian president Bashar al-Assad". Charlie Rose  [لغات أخرى]‏. 27 مارس 2006. مؤرشف من الأصل في 2011-01-28. اطلع عليه بتاريخ 2011-02-05.{{استشهاد ويب}}:  صيانة الاستشهاد: علامات ترقيم زائدة (link)
260. ↑  Bergman، Ronen (10 فبراير 2015). "The Hezbollah Connection". The New York Times. مؤرشف من الأصل في 2019-03-29. اطلع عليه بتاريخ 2015-02-15.
261. ↑  Knutsen، Elise (14 أبريل 2015). "Assad considered Hariri's conciliation a mockery". The Daily Star. مؤرشف من الأصل في 2018-08-11. اطلع عليه بتاريخ 2015-04-20.
262. ↑  "Bomb kills top Hezbollah leader". BBC News. 13 فبراير 2008. مؤرشف من الأصل في 2018-09-13. اطلع عليه بتاريخ 2010-04-26.
263. ↑  "Assad knew about Samaha plot, video indicates". The Daily Star. 14 مايو 2015. مؤرشف من الأصل في 2018-08-11. اطلع عليه بتاريخ 2015-05-15.
264. ↑  "Assad sets conference conditions". BBC News. 1 أكتوبر 2007. مؤرشف من الأصل في 2017-08-03. اطلع عليه بتاريخ 2010-04-26.
265. ↑  "Bashar Assad Teaches Visiting Members of U.S. Congress How to Fight Terrorism". معهد بحوث إعلام الشرق الأوسط. 16 يناير 2002. مؤرشف من الأصل في 2009-08-05. اطلع عليه بتاريخ 2010-08-03.
266. ↑  Rogers، Paul (11 أكتوبر 2006). "Lebanon: the war after the war". openDemocracy. مؤرشف من الأصل في 2018-08-11. اطلع عليه بتاريخ 2010-08-03.
267. ↑  Walker، Peter؛ News Agencies (21 مايو 2008). "Olmert confirms peace talks with Syria". The Guardian. London. مؤرشف من الأصل في 2008-05-21. اطلع عليه بتاريخ 2008-05-21. Israel and Syria are holding indirect peace talks, with Turkey acting as a mediator...
268. ↑  Roee Nahmias (30 نوفمبر 2010). "Assad: Iran won't attack Israel with nukes". Ynetnews. مؤرشف من الأصل في 2018-08-13. اطلع عليه بتاريخ 2010-12-12.
269. ↑  Meris Lutz (2 ديسمبر 2010). "Syria's Assad seems to suggest backing for Hamas negotiable, leaked cables say". لوس أنجلوس تايمز. مؤرشف من الأصل في 2018-04-26. اطلع عليه بتاريخ 2010-12-12.
270. ↑  "Assad greets pope in Syria". Deseret News. Associated Press. 6 مايو 2001. مؤرشف من الأصل في 2018-08-11. "Territories in Lebanon, the Golan and Palestine have been occupied by those who killed the principle of equality when they claimed that God created a people distinguished above all other peoples," the Syrian leader said.
271. ↑  "Syria and Judaism: The disappearance of the Jews". The Economist. 10 مايو 2001. مؤرشف من الأصل في 2017-10-19. اطلع عليه بتاريخ 2011-06-01. The pope's pilgrimage in the steps of St Paul was widely seen as a success, even if it did not elicit an apology to the Muslim world for the medieval crusades. Syria's president, Bashar Assad, basked in international praise for his religious tolerance. But, notably, this tolerance was not extended to Judaism. Welcoming John Paul, Assad compared the suffering of the Palestinians to that of Jesus Christ. The Jews, he said, "tried to kill the principles of all religions with the same mentality in which they betrayed Jesus Christ and the same way they tried to betray and kill the Prophet Muhammad." The pope was taken on a detour to the town of Quneitra, flattened by the Israelis in their partial withdrawal from the Golan Heights, and called upon to bless the president's vision of a Christian-Islamic alliance to vanquish the common threat of colonising Jews.
272. ↑  "Polish experience shaped Pope's Jewish relations". سي بي سي نيوز. أبريل 2005. مؤرشف من الأصل في 2013-03-04. اطلع عليه بتاريخ 2011-05-07. The decision to beatify Pius IX, the pope who kidnapped a Jewish child in Bologna and who put Rome's Jews back in their ghetto, was one question mark. John Paul's silence in 2001 when Syrian President Bashar al-Assad said Jews had killed Christ and tried to kill Mohammad was another.
273. ↑  "Pope appeals for Mideast peace". Damascus: CNN. 5 مايو 2001. مؤرشف من الأصل في 2011-05-29. اطلع عليه بتاريخ 2011-05-07.
274. ↑  Congressional Record: Proceedings and Debates of the 107th Congress, First Session. مكتب النشر لحكومة الولايات المتحدة. مايو 2001. ص. 7912. مؤرشف من الأصل في 2017-10-19. اطلع عليه بتاريخ 2011-05-07.
275. ↑  "Scharon plant den Krieg" ['Sharon is planning the war']. دير شبيغل (بالألمانية). 9 Jul 2001. Archived from the original on 2005-09-16. Retrieved 2011-06-23. Was soll denn das? Wir Araber sind doch selbst Semiten, als Nachfahren von Sem, einem der drei Söhne Noahs. Kein Mensch sollte gegen irgendeine Rasse eingestellt sein, gegen die Menschheit oder Teile von ihr. Wir in Syrien lehnen den Begriff Antisemitismus ab, weil dieser Begriff diskriminierend ist. Semiten sind eine Rasse, wir gehören nicht nur zu dieser Rasse, sondern sind ihr Kern. Das Judentum dagegen ist eine Religion, die allen Rassen zuzuordnen ist.
276. ↑  "Syrian's Assad defends Jewish comment". CNN. 27 يونيو 2001. مؤرشف من الأصل في 2018-07-24.
277. ↑  Derhally، Massoud A. (7 فبراير 2011). "Jews in Damascus Restore Synagogues as Syria Tries to Foster Secular Image". بلومبيرغ إل بي. مؤرشف من الأصل في 2014-12-09. اطلع عليه بتاريخ 2011-05-08. The project, which began in December, will be completed this month as part of a plan to restore 10 synagogues with the backing of Syrian President Bashar al-Assad and funding from Syrian Jews.
278. ↑  Turekian، Vaughan (22 سبتمبر 2014). "Beginnings". Science & Diplomacy. ج. 3 ع. 3. مؤرشف من الأصل في 2019-06-09.
279. ↑  Angus McDowall (16 فبراير 2017). "Assad says Trump travel ban targets terrorists, not Syria's people". Reuters. مؤرشف من الأصل في 2018-12-02.
280. ↑  Charlie Brinkhurst-Cuff, Martin Chulov and Saeed Kamali Dehghan (30 يناير 2017). "Muslim-majority countries show anger at Trump travel ban". The Guardian. مؤرشف من الأصل في 2019-05-14.
281. ↑  "North Korea violating sanctions, according to UN report". The Telegraph. 3 يوليو 2012. مؤرشف من الأصل في 2019-05-01. اطلع عليه بتاريخ 2012-10-06.
282. ↑  CNN، From Ed Henry. "White House: Syria reactor not for 'peaceful' purposes – CNN". CNN. مؤرشف من الأصل في 2017-04-10. اطلع عليه بتاريخ 2016-11-04. {{استشهاد ويب}}: |الأخير= باسم عام (مساعدة)
283. ↑  Ryall، Julian (6 يونيو 2013). "Syria: North Korean military 'advising Assad regime'". The Telegraph. مؤرشف من الأصل في 2019-05-01. اطلع عليه بتاريخ 2013-08-02.
284. ↑  "Syria complains to U.N. about Israeli airstrike". CNN. مؤرشف من الأصل في 2016-05-12. اطلع عليه بتاريخ 2016-11-04.
285. ↑  "Assad: Syria, North Korea Targeted Over 'Real Independence'". Voice of America. 8 مارس 2015. مؤرشف من الأصل في 2018-11-12. اطلع عليه بتاريخ 2015-03-08.
286. ↑  Yusuf، Mohamed Sheikh (27 مارس 2016). "N. Korean army units fighting for Syria regime: al-Zubi". Anadolu Agency. مؤرشف من الأصل في 31 مايو 2016. اطلع عليه بتاريخ 28 مارس 2016.
287. ↑  "Blair gets a public lecture on the harsh realities of the Middle East". The Guardian. 1 نوفمبر 2001. مؤرشف من الأصل في 2019-03-20.
288. ↑  "Assad doubts existence of al-Qaeda". USA Today. مؤرشف من الأصل في 2019-01-01. اطلع عليه بتاريخ 2014-05-15.
289. ↑  "Druse ex-MK: Syrian brethren not abandoned by Assad". The Jerusalem Post. 21 يناير 2016. مؤرشف من الأصل في 2018-11-10.
290. ↑  "The 'neutral' Druze sheikh angering Syria's regime". The New Arab. 7 فبراير 2015. مؤرشف من الأصل في 2018-08-15. اطلع عليه بتاريخ 2016-02-02.
291. ↑  "Six Syria regime loyalists killed after Druze cleric assassinated". The Times of Israel. AFP and AP. 5 سبتمبر 2015. مؤرشف من الأصل في 2019-02-10. اطلع عليه بتاريخ 2016-02-02.
292. ↑  "Loyalty to Assad runs deep on Syrian coast نسخة محفوظة 27 June 2015 على موقع واي باك مشين.". كريسشان ساينس مونيتور. 22 January 2014.
293. ↑  "Syria's Christians stand by Assad". سي بي إس نيوز. 6 February 2012. مؤرشف من الأصل في 11 نوفمبر 2013. اطلع عليه بتاريخ أكتوبر 2020. {{استشهاد بخبر}}: تحقق من التاريخ في: |تاريخ الوصول= (مساعدة)
294. ↑  Rosen، Nir. "Assad's Alawites: The guardians of the throne". Al Jazeera. مؤرشف من الأصل في 2019-05-18. اطلع عليه بتاريخ 2017-01-08.
295. ↑  Syria's Alawites: The People Behind Assad نسخة محفوظة 26 February 2017 على موقع واي باك مشين. The Wall Street Journal, 25 June 2015.
296. ↑  Wyatt، Caroline (4 أبريل 2016). "Syrian Alawites distance themselves from Assad". BBC News. مؤرشف من الأصل في 2019-03-30. اطلع عليه بتاريخ 2016-04-10.
297. ↑  Bronstein، Scott؛ Griffin، Drew (26 سبتمبر 2014). "Syrian rebel groups unite to fight ISIS". CNN. مؤرشف من الأصل في 2019-04-27. اطلع عليه بتاريخ 2014-10-01. Under the agreement, moderate Muslim rebel groups fighting under the Supreme Military Council of Syria agreed to form an alliance with the predominantly Christian Syriac Military Council.
298. ↑  Cousins، Sophie (22 ديسمبر 2014). "Remaining Christians in Syria fight to save their land". USA Today. مؤرشف من الأصل في 2018-08-11. اطلع عليه بتاريخ 2015-03-09.
299. ↑  "Syria's 2014 Presidential Election Ignored in Opposition-Held Areas". HuffPost. 2 أغسطس 2014. مؤرشف من الأصل في 2015-09-24. اطلع عليه بتاريخ 2016-02-02.
300. ↑  Wladimir van Wilgenburg. "Syria's Kurdish region to boycott presidential elections". Al-Monitor. مؤرشف من الأصل في 2014-06-07. اطلع عليه بتاريخ 2014-06-08.
301. ↑  "Supreme Constitutional Court: Number of participants in Presidential elections reached at 11.634.412 with 73.42%". Damascus. Syrian Arab News Agency. 4 يونيو 2014. مؤرشف من الأصل في 2014-06-07. اطلع عليه بتاريخ 2014-06-04.
302. ↑  "Syria's Assad reelected with 88.7% of vote نسخة محفوظة 26 January 2016 على موقع واي باك مشين.". تايمز إسرائيل. 4 June 2014.
303. ↑  "La France engage la procédure pour retirer sa Légion d'honneur à Bachar Al-Assad" (بالفرنسية). Le Monde. 16 Apr 2018. Archived from the original on 2019-02-27.
304. 1 2 3  MacDonald، Alex (2 ديسمبر 2014). "Europe's far-right activists continue to throw their weight behind Syria's Assad". Middle East Eye. مؤرشف من الأصل في 2018-11-07. اطلع عليه بتاريخ 2014-12-06.
305. ↑  Mammone, Godin & Jenkins 2012، صفحة 197.
306. ↑  "Most-wanted Nazi likely died four years ago in Syria, says man who hunted him". Fox News Channel. 1 ديسمبر 2014. مؤرشف من الأصل في 2015-10-28. اطلع عليه بتاريخ 2014-12-01.
307. ↑  Pilgrim، Sophie (27 فبراير 2012). "French far right rallies in defence of Syria's Assad". France 24. مؤرشف من الأصل في 2019-05-14. اطلع عليه بتاريخ 2014-12-06.
308. ↑  Mackey، Robert (12 سبتمبر 2013). "Italy's Far Right Salutes Putin for Anti-Gay Law and Support for Assad". The New York Times. مؤرشف من الأصل في 2019-02-24. اطلع عليه بتاريخ 2014-12-06.
309. ↑  Shwayder، Maya (20 أبريل 2013). "Assad's Unlikely Allies: Who in the West Is Supporting The Maligned Syrian Dictator, And Why". International Business Times. مؤرشف من الأصل في 2019-03-30. اطلع عليه بتاريخ 2014-12-06.
310. 1 2  Monti، Germano (14 أبريل 2014). "A red-brown alliance for Syria". Qantara.de. مؤرشف من الأصل في 2019-05-14. اطلع عليه بتاريخ 2014-12-07.
311. ↑  "ВКС РФ за два месяца добились большего прогресса в Сирии, чем альянс США за год" [Russian air force have in two months achieved more progress in Syria that the U.S. alliance in a year]. Kommersant. 22 November 2015. تمت أرشفته من الأصل في 15 أبريل 2019. اطلع عليه بتاريخ 22 نوفمبر 2015. نسخة محفوظة 15 أبريل 2019 على موقع واي باك مشين.
312. ↑  "Syrian President Awarded Iran's Medal of Honor". شبكة البث المسيحية. 4 أكتوبر 2010. مؤرشف من الأصل في 2016-05-01. اطلع عليه بتاريخ 2015-03-14.
313. ↑  "Top Bulgarian Nationalist Not Included in Syria Visit". novinite.com. 22 نوفمبر 2013. مؤرشف من الأصل في 2019-03-30. اطلع عليه بتاريخ 2015-10-06.
314. ↑  Taylor، Adam (2 ديسمبر 2014). "Life in Assad's Syria is great, tweets far-right British politician". The Washington Post. مؤرشف من الأصل في 2019-03-30. اطلع عليه بتاريخ 2015-10-06.
315. ↑  "ОМЛАДИНА СРС УРУЧИЛА АМБАСАДИ СИРИЈЕ ПИСМО ПОДРШКЕ У БОРБИ ПРОТИВ ТЕРОРИЗМА" (بالصربية). Српска радикална странка. Archived from the original on 2015-10-18. Retrieved 2015-10-11.
316. ↑  "PNR culpa políticos pela morte de refugiados" (بالبرتغالية). TVI 24. 21 Sep 2015. Archived from the original on 2019-03-30. Retrieved 2015-10-17.
317. ↑  "Cinco razones por la que Falange Española de las JONS apoya la solidaridad con Siria" (بالإسبانية). Falange Española de las JONS. 14 يونيو 2013. Archived from the original on 18 أكتوبر 2015. Retrieved 7 أكتوبر 2015.
318. ↑  "Los cristianos están siendo masacrados en Oriente Medio" (بالإسبانية). Falange Auténtica. 26 Jul 2014. Archived from the original on 2019-03-30. Retrieved 2015-10-07.
319. ↑  "Greek Neo-Nazi Golden Dawn Party Blasts Holocaust Remembrance as 'Unacceptable'". The Jewish Daily Forward. 18 فبراير 2014. مؤرشف من الأصل في 2015-04-03. اطلع عليه بتاريخ 2014-12-15.
320. ↑  Whelan، Brian (1 أكتوبر 2013). "Are Greek Neo-Nazis Fighting for Assad in Syria?". Vice News. مؤرشف من الأصل في 2016-12-05. اطلع عليه بتاريخ 2014-12-06.
321. ↑  "Disgraced U.K. politician's visit to Syria raises eyebrows back home". Haaretz. 1 ديسمبر 2014. مؤرشف من الأصل في 2015-09-24. اطلع عليه بتاريخ 2014-12-03.
322. ↑  "Syria's Assad meets far-right Belgian politician". Middle East Eye. 25 مارس 2015. مؤرشف من الأصل في 2018-11-07. اطلع عليه بتاريخ 2015-03-25.
323. ↑  Dagher، Sam (10 أبريل 2016). "Syria Defies Russia in Bid to Keep Assad". The Wall Street Journal. مؤرشف من الأصل في 2018-09-13. اطلع عليه بتاريخ 2016-04-11. A group of French lawmakers mostly from far right parties visited Damascus last month and met with Mr. Assad.
324. ↑  "French far-right politician slammed for selfie with Bashar al-Assad". The New Arab. 26 مارس 2016. مؤرشف من الأصل في 2018-08-11. اطلع عليه بتاريخ 2016-04-11.
325. ↑  Hashemi & Postel 2013، صفحة 11–13.
326. ↑  Hashemi & Postel 2013، صفحة 231.
327. ↑  "Galloway heaps praise on Syrian regime" نسخة محفوظة 17 March 2017 على موقع واي باك مشين., The Scotsman, 18 November 2005
328. ↑  "Galloway praises Syrian president" نسخة محفوظة 22 December 2006 على موقع واي باك مشين., BBC News, 19 November 2005
329. ↑  "Israeli Communist Party supports Bashar Assad – in Arabic only - +972 Magazine". 972mag.com. مؤرشف من الأصل في 2018-08-11.
330. ↑  "Venezuela congratulated by Bashar Al Assad in Syrian presidential victory". lainfo.es. مؤرشف من الأصل في 2018-08-11.
331. ↑  "syriatimes.sy – President Assad Receives Congratulations from President Bouteflika on Winning Elections". syriatimes.sy. مؤرشف من الأصل في 2019-04-04. اطلع عليه بتاريخ 2015-04-20.
332. ↑  "الوكالة العربية السورية للأنباء - Syrian Arab News Agency". مؤرشف من الأصل في 2014-06-21. اطلع عليه بتاريخ 2015-04-20.
333. ↑  Hazem al-Sabbagh. "President al-Assad receives congratulatory cable from South African President Zuma". مؤرشف من الأصل في 2019-04-03. اطلع عليه بتاريخ 2015-04-20.
334. ↑  "syriatimes.sy – Nicaragua's Ortega Congratulates President Al-Assad on Winning Elections". syriatimes.sy. مؤرشف من الأصل في 2017-10-23.
335. ↑  "Iran Increases Aid to PFLP Thanks to Syria Stance – Al-Monitor: the Pulse of the Middle East". Al-Monitor. مؤرشف من الأصل في 2015-04-18. اطلع عليه بتاريخ 2015-04-20.
336. ↑  "Pro-Assad Palestinians call for Yarmouk truce". مؤرشف من الأصل في 2018-08-11. اطلع عليه بتاريخ 2015-04-20.
337. ↑  h.said. "President al-Assad receives congratulatory letter from President Abbas". مؤرشف من الأصل في 2019-04-03. اطلع عليه بتاريخ 2015-04-20.
338. ↑  "Abbas congratulates Al-Assad for re-election as Syrian president". Middle East Monitor – The Latest from the Middle East. مؤرشف من الأصل في 2016-03-04. اطلع عليه بتاريخ 2015-04-20.
339. ↑  "Abbas says he backs Syria's "war against terrorism"". Al Akhbar English. مؤرشف من الأصل في 2017-10-19. اطلع عليه بتاريخ 2015-04-20.
340. ↑  "President Assad receives Congratulations from the President of Belarus: Confidence in Syria Elimination of Current Crisis". مؤرشف من الأصل في 2019-03-31.
341. 1 2  Carter، Bill؛ Chozick، Amy (10 يونيو 2012). "Syria's Assads Turned to West for Glossy P.R." The New York Times. مؤرشف من الأصل في 2018-08-29.
342. ↑  Joan Juliet Buck. "Asma al-Assad: A Rose in the Desert". Gawker. مؤرشف من الأصل في 2015-06-04.
343. 1 2  Ajbaili، Mustapha (14 سبتمبر 2013). "Assad makes PR comeback, targets 'American psyche'". Al Arabiya. مؤرشف من الأصل في 2018-08-29. اطلع عليه بتاريخ 2015-03-15. Assad's regime also activated its YouTube channel and multiple Facebook accounts.
344. ↑  Gallagher، Sean (8 فبراير 2012). "Anonymous exposes e-mails of Syrian presidential aides". Ars Technica. مؤرشف من الأصل في 2018-08-11. اطلع عليه بتاريخ 2015-03-15.
345. ↑  Booth، Robert؛ Mahmood، Mona؛ Harding، Luke (14 مارس 2013). "Exclusive: secret Assad emails lift lid on life of leader's inner circle". The Guardian. مؤرشف من الأصل في 2019-01-22. اطلع عليه بتاريخ 2015-03-15. Before a speech in December his media consultant prepared a long list of themes, reporting that the advice was based on "consultations with a good number of people in addition to the media and political adviser for the Iranian ambassador".
346. ↑  Rowell، Alex (18 مايو 2015). "International relations". NOW News. مؤرشف من الأصل في 2018-10-22. اطلع عليه بتاريخ 2015-05-23.
347. ↑  Dewey، Caitlin (30 يوليو 2013). "Syrian President Bashar al-Assad joined Instagram. Here are his first photos". The Washington Post. مؤرشف من الأصل في 2015-05-11. اطلع عليه بتاريخ 2015-03-15.
348. ↑  Jones، Allie (30 أغسطس 2013). "The Failed Public Relations Campaign of Bashar al Assad's Family". The Wire. مؤرشف من الأصل في 2016-03-08. اطلع عليه بتاريخ 2015-03-15. a propaganda campaign that ultimately has made the family look worse
349. ↑  "Assad emails: 'Fares closed all your Twitter accounts'". The Guardian. 14 مارس 2012. مؤرشف من الأصل في 2019-04-01. اطلع عليه بتاريخ 2015-03-15.
350. ↑  Jones، Johnathan (6 سبتمبر 2013). "The Syrian presidency's Instagram account shows the banality of evil". The Guardian. مؤرشف من الأصل في 2019-04-29. اطلع عليه بتاريخ 2015-03-15.
351. ↑  Mackey، Robert (15 مارس 2012). "Syria's First Couple and the Banality of E-Mail". The New York Times. مؤرشف من الأصل في 2018-11-11. اطلع عليه بتاريخ 2015-03-15.
352. ↑  Khalaf، Roula (18 مارس 2012). "Assad: faithful student of ruthlessness". Financial Times. مؤرشف من الأصل في 2015-09-24. اطلع عليه بتاريخ 2015-03-15.
353. ↑  Isikoff، Michael Abdel (13 أكتوبر 2014). "Inside Bashar Assad's Torture Chambers". Yahoo News. مؤرشف من الأصل في 2018-11-05. اطلع عليه بتاريخ 2015-03-15.
354. ↑  "Photos Presented to the House Foreign Affairs Committee by "Caesar" at Briefing on "Assad's Killing Machine Exposed: Implications for U.S. Policy"". House Committee on Foreign Affairs. 30 يوليو 2014. مؤرشف من الأصل في 2015-03-14. اطلع عليه بتاريخ 2015-03-15.
355. ↑  Mick Krever and Schams Elwazer, CNN (20 يناير 2014). "EXCLUSIVE: Gruesome Syria photos may prove torture by Assad regime". CNN. مؤرشف من الأصل في 2019-04-18. اطلع عليه بتاريخ 2015-04-20. {{استشهاد ويب}}: |مؤلف= باسم عام (مساعدة)
356. ↑  "Assad allies invent British jihadist death for political ends – think tank". RT. 6 أكتوبر 2014. مؤرشف من الأصل في 2018-11-08. اطلع عليه بتاريخ 2015-03-15.
357. ↑  "Syria's Assad in surprise visit to Moscow". Al Jazeera. مؤرشف من الأصل في 2018-12-02.
358. ↑  Baltacioglu-Brammer، Ayse (يناير 2014). "Alawites and the Fate of Syria". Current Events in Historical Perspective. جامعة ولاية أوهايو. ج. 7 ع. 4: 2. مؤرشف من الأصل في 2022-06-16. اطلع عليه بتاريخ 2021-09-30.
359. ↑  رفيزاده، ماجد (17 أبريل 2013). "كيف أصبح بشار الأسد مكروهًا للغاية؟". ذا أتلانتيك. مؤرشف من الأصل في 2024-12-09. اطلع عليه بتاريخ 2015-03-14.
360. ↑  "الطريق إلى دمشق (كل الطريق من أكتون)". بي بي سي نيوز. 31 أكتوبر 2001. مؤرشف من الأصل في 2012-06-30. اطلع عليه بتاريخ 2015-03-14.
361. ↑  "ملف سوريا: شخصيات رئيسية". ديلي تلغراف. لندن. 24 فبراير 2003. مؤرشف من الأصل في 2022-01-11. اطلع عليه بتاريخ 2015-03-14.
362. ↑  "Сын Башара Асада с отличием окончил МГУ". Rbc.ru (بالروسية). 29 Jun 2023. Archived from the original on 2024-12-10.
363. ↑  فيشر، ماكس (28 يناير 2013). "بشار الأسد يقول إن زوجته حامل". واشنطن بوست. مؤرشف من الأصل في 2021-06-24. اطلع عليه بتاريخ 2021-04-24.
364. ↑  بلاك، إيان (29 يناير 2013). "زوجة بشار الأسد أسماء "حامل بطفلهما الرابع"". الغارديان. مؤرشف من الأصل في 2017-07-01. اطلع عليه بتاريخ 2021-04-24.
365. ↑  Litvak, Meir (2006). Middle Eastern Societies and the West: Accommodation of Clash of Civilizations? (بالإنجليزية). The Moshe Dayan Center. ISBN:978-965-224-073-6. Archived from the original on 2024-06-24.
366. ↑  "وفاة والدة الرئيس السوري أنيسة الأسد عن عمر ناهز 86 عاماً". قناة الجزيرة الإنجليزية. 6 فبراير 2016. مؤرشف من الأصل في 2016-02-16. اطلع عليه بتاريخ 2016-03-02.
367. ↑  بيريز-بينا، ريتشارد (20 أبريل 2018). "وسام شرف فرنسي ليس دائمًا لمن يستحقه؛ الأسد يعيده". نيويورك تايمز. مؤرشف من الأصل في 2024-12-12.
368. ↑  "فرنسا تبدأ إجراءات سحب وسام جوقة الشرف من بشار الأسد". Le Monde.fr (بالفرنسية). لوموند. 16 Apr 2018. Archived from the original on 2024-12-09.
369. ↑  "بشار الأسد يعيد وسام جوقة الشرف لفرنسا "العبدة للولايات المتحدة"". لو باريزيان (بالفرنسية). 19 Apr 2018. Archived from the original on 2024-12-10.
370. 1 2
371. ↑  "Про нагородження орденом князя Ярослава Мудрого - від 20 April 2002 № 362/2002". rada.gov.ua. مؤرشف من الأصل في 2019-05-30.
372. ↑  Beshara, Louai (21 Mar 2004). "SYRIA-ASSAD-BOURBON" (بالرومانية). mediafaxfoto.ro. Agence France-Presse. Archived from the original on 2024-11-27. Retrieved 2015-03-15.
373. ↑  Beshara، Louai (21 مارس 2004). "181414500". صور غيتي. Agence France-Presse. مؤرشف من الأصل في 2015-03-15. اطلع عليه بتاريخ 2015-03-15.
374. ↑  رئيس دولة الامارات يقلد الرئيس السوري وسام زايد تعبيرا عن عمق العلاقات التي تربط البلدين. Al Watan Voice. 1 يونيو 2008. مؤرشف من الأصل في 2024-12-09. اطلع عليه بتاريخ 2018-09-16.
375. ↑  "Syyrian sotarikoksista syytetyllä presidentillä Suomen korkein kunniamerكki" (بالفنلندية). savonsanomat.fi. 20 Oct 2013. Archived from the original on 2024-12-10. Retrieved 2016-10-25.
376. ↑  القمــــــــــة الســـــــــورية الســـــــــعودية... الرئيس الأسد وخادم الحرمين الشريفين يبحثان آفاق التعاون ويتبادلان أرفع وسامين وطنيين.. تعزيز العمل العربي المشترك - رفع الحصار عن الفلسطينيين. Al Thawra. 8 أكتوبر 2009. مؤرشف من الأصل في 2021-02-26. اطلع عليه بتاريخ 2018-09-16.
377. ↑  "Dettaglio decorato: Al-Assad S.E. Bashar Decorato di Gran Cordone" (بالإيطالية). quirinale.it. 29 Jun 2010. Archived from the original on 2024-12-09. Retrieved 2015-03-14.
378. ↑  ATTO CAMERA INTERROGAZIONE A RISPOSTA SCRITTA 4/17085 نسخة محفوظة 18 أكتوبر 2015 على موقع واي باك مشين. Banchedati.camera.it (بالإيطالية)
379. ↑  "Gaceta Oficial 39.454 lunes 28 de junio 2010" [الجريدة الرسمية 39.454 الاثنين 28 يونيو 2010] (بالإسبانية). Aporrea. 28 Jun 2010. Archived from the original on 2024-12-09. Retrieved 2023-10-25.
380. ↑  "إرث شافيز الاستبدادي في فنزويلا". Human Rights Watch. 5 مارس 2013. مؤرشف من الأصل في 2020-12-24. اطلع عليه بتاريخ 2023-10-25.
381. ↑  "Diário Oficial da União – Seção" (بالبرتغالية). Superintenência de Seguros Privados. 13 Jul 2010. ISSN:1677-7042. Archived from the original (PDF) on 2015-04-02. Retrieved 2015-03-15.
382. ↑  "President Michel Suleiman hosts Syrian President Bashar al-Assad and Saudi King Abdullah bin Abdel Aziz". Marada-news.org. 31 يوليو 2010. مؤرشف من الأصل في 2014-04-29.
383. ↑  "Iran Awards Syrian Leader Highest Medal of Honor". صوت أمريكا. 1 أكتوبر 2010. مؤرشف من الأصل في 2014-04-29. اطلع عليه بتاريخ 2015-03-14.
384. ↑  "Syrian President Awarded Iran's Medal of Honor". شبكة البث المسيحية. 4 أكتوبر 2010. مؤرشف من الأصل في 2013-06-20. اطلع عليه بتاريخ 2015-03-14.
385. ↑  "Syrian president Bashar al-Assad to visit South Ossetia". OC Media. 31 يوليو 2018. مؤرشف من الأصل في 2018-08-04. اطلع عليه بتاريخ 2022-08-04.

بالإسبانية
1. ↑  
"La vida y carrera política de Bashar al-Assad". CNN en Español (بالإسبانية). 8 Dec 2014. Archived from the original on 2019-05-03. Retrieved 2024-12-08.

### معلومات المراجع الكاملة
- Mikaberidze، Alexander، المحرر (2013). Atrocities, Massacres, and War Crimes: An Encyclopedia. Santa Barbara, California: ABC-CLIO. ISBN:978-1-59884-925-7.{{استشهاد بكتاب}}:  صيانة الاستشهاد: ref duplicates default (link)
- Abboud، Samer (2015). Syria (Hot Spots in Global Politics). Polity. ISBN:978-0-7456-9797-0.
- Belhadj, Souhaïl (2013). La Syrie de Bashar Al-Asad : Anatomie d'un régime autoritaire [سوريا بشار: تشريح نظام استبدادي] (بالفرنسية). Belin. ISBN:978-2-7011-6467-0.
- Hinnebusch، Raymond (2002). Syria: Revolution From Above. روتليدج. ISBN:978-0-415-28568-1.
- Perthes، Volker (2005). Syria Under Bashar Al-Asad: Modernisation and the Limits of Change. Routledge. ISBN:978-0-19-856750-9.
- Tabler، Andrew (2011). In the Lion's Den: An Eyewitness Account of Washington's Battle with Syria. Zephyr Press. ISBN:978-1-56976-843-3. مؤرشف من الأصل في 2022-03-26.

تقارير
- Yossi Baidatz (أغسطس 2001). Bashar's First Year: From Ophthalmology to a National Vision (PDF) (Report). معهد واشنطن لسياسات الشرق الأدنى. ASIN:B0006RVLNM. مؤرشف من الأصل (PDF) في 2017-10-09. اطلع عليه بتاريخ 2015-03-12.
- Annette Büchs (مارس 2009). The Resilience of Authoritarian Rule in Syria under Hafez and Bashar Al-Asad (PDF) (Report). المعهد الألماني للدراسات العالمية ودراسات المناطق. 97. مؤرشف من الأصل (PDF) في 2018-11-05. اطلع عليه بتاريخ 2015-03-12.

## وصلات خارجية
- عبر الوكالة العربية السورية للأنباء: السيرة الذاتية، المراسيم، الخطابات،  المقابلات،  النشرات الصحفية
- بشار الأسد على موقع IMDb (الإنجليزية)
- بشار الأسد على موقع الموسوعة البريطانية (الإنجليزية)
- بشار الأسد على موقع مونزينجر (الألمانية)
- بشار الأسد على موقع إن إن دي بي (الإنجليزية)
- بشار الأسد على موقع قاعدة بيانات الفيلم (الإنجليزية)
- مرات الظهور على سي-سبان
- بشار الأسد أخبار متعلقة على موقع صحيفة الغارديان
- أخبار مُجمّعة وتعليقات عن بشار الأسد في موقع صحيفة نيويورك تايمز.
- بشار الأسد في قاعدة بيانات الأفلام على الإنترنت

| المناصب السياسية                     | المناصب السياسية     | المناصب السياسية |
| ------------------------------------ | -------------------- | ---------------- |
| سبقه عبد الحليم خدام القائم بالأعمال | رئيس سوريا 2000–2024 | تبعه أحمد الشرع  |